# Kalendarium historii Łodzi (1821–1918)
Kalendarium historii Łodzi (1821–1918) – chronologiczne zestawienie wydarzeń z historii miasta, m.in. politycznych, gospodarczych, społecznych, administracyjnych, urbanistycznych, kulturalnych i sportowych, ukazujących przemiany, jakie dokonały się w Łodzi w okresie od początków budowy nowej sieci osadniczej i łódzkiego przemysłu, poprzez intensywny rozwój Łodzi jako miasta przemysłowego, załamanie gospodarcze po wybuchu I wojny światowej, do jej zakończenia i wyzwolenia spod panowania zaborców.

## Legenda

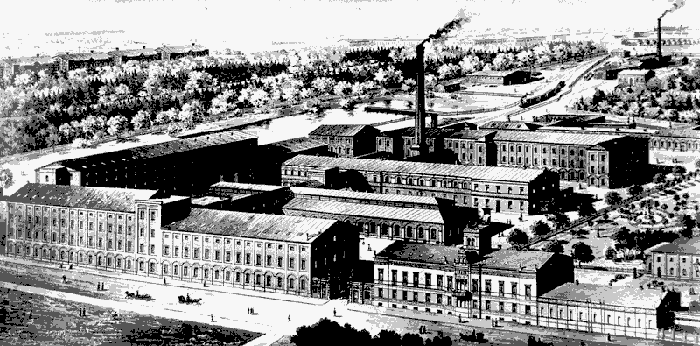
Księży Młyn – zespół fabryczny Karola Scheiblera
(litografia z końca XIX w.)

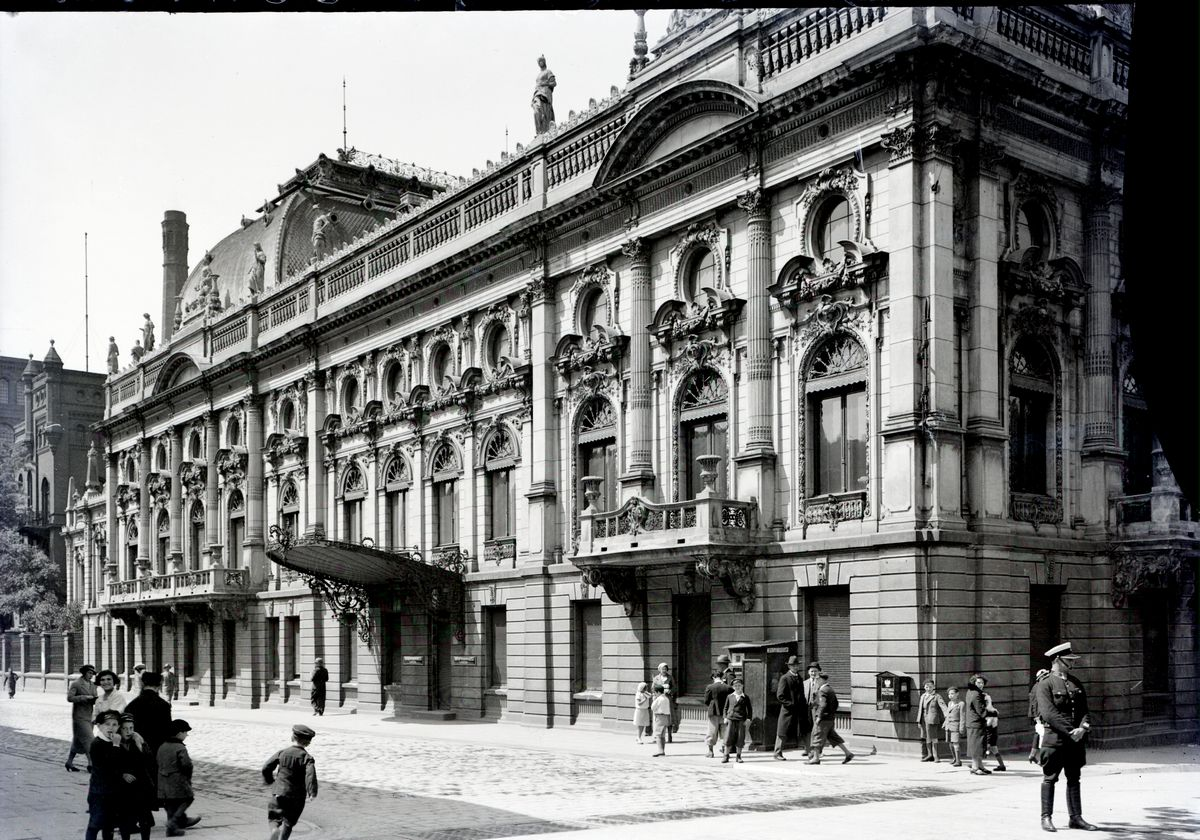
Pałac Izraela Poznańskiego (fot. Włodzimierz Pfeiffer, 1926–39)

Kategorie wydarzeń: (więcej)

 (A)  administracyjne

 (D)  dramatyczne (m.in. katastrofy, kataklizmy, wojny, zbrodnie, zgony)

 (E)  związane z edukacją i oświatą

 (G)  gospodarcze

 (H)  związane z handlem i gastronomią

 (I)  związane z infrastrukturą miejską

 (K)  kulturalne

 (L)  związane ze społecznością lokalną (np. spisy ludności, zloty, uroczystości, manifestacje)

 (M)  związane z medycyną i higieną

 (N)  związane z nauką

 (O)  organizacje w Łodzi (fundacje, stowarzyszenia, towarzystwa itp.)

 (P)  polityczne

 (R)  religijne

 (S)  sportowe

 (Ś)  związane ze środkami masowego przekazu

 (T)  transportowe

 (U)  urbanistyczne

 (V)  wizyty światowych osobistości (oficjalne i nieoficjalne)

 (W)  wyróżnienia, nagrody (Honorowi Obywatele, Łodzianie Roku itp.)

 (Z)  związane z zielenią miejską (parki, lasy, ogrody, cmentarze)

## Łódź przemysłowa i wielkoprzemysłowa (1821–1918)
Kalendarium obejmuje wydarzenia od początków budowy nowej sieci osadniczej i łódzkiego przemysłu – co spowodowało szybkie przekształcenie się Łodzi z niewielkiego rolniczego miasteczka w duży ośrodek przemysłowy i gwałtowny, 750-krotny wzrost zaludnienia w ciągu niespełna stulecia (z 799 mieszkańców w 1821 r. do 600 000 mieszkańców w 1915 r.) – do uwolnienia miasta po zakończeniu I wojny światowej spod panowania zaborców.

„Łódź wkroczyła w przemysłowy okres swego rozwoju nagle i gwałtownie. Przeobrażenie małego rolniczego miasteczka w jeden z największych w kraju ośrodków przemysłowych dokonało się niemal dosłownie z dnia na dzień. A tempo i rozmiary późniejszego rozwoju ludnościowego, gospodarczego i urbanistycznego Łodzi były bezprzykładne w historii budowy miast europejskich”.

### 1821

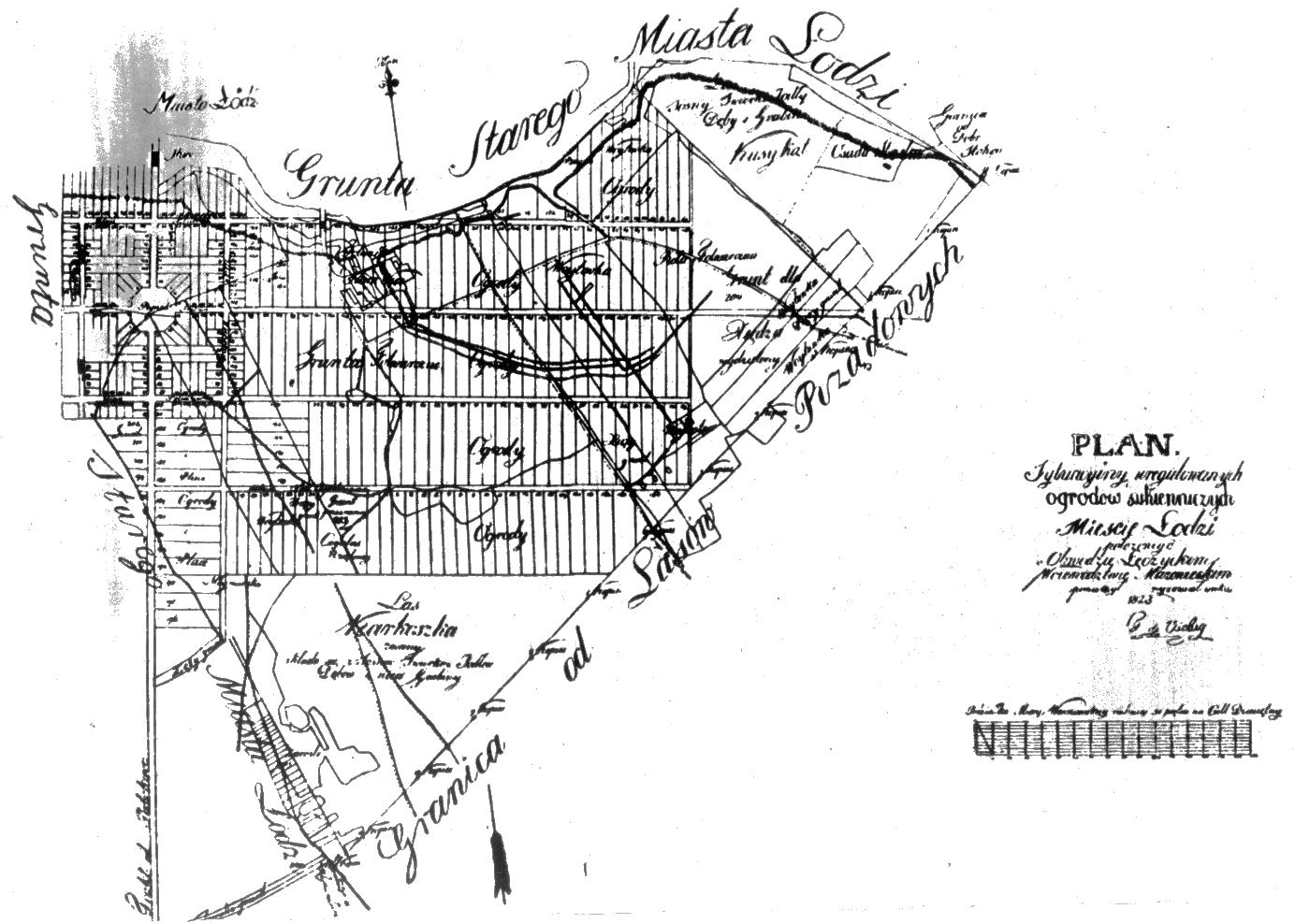
Plan rozbudowy Łodzi (1823)

- (G)   (P)  wytypowanie Łodzi (30 stycznia) przez administrację rządową Królestwa Polskiego, jako odpowiedniego miejsca do budowy nowych osad (dzielnic) o charakterze rzemieślniczo-przemysłowym (zezwolenia udzieliła Komisja Rządowa Spraw Wewnętrznych i Policji)[2][3].

Na decyzję rządową wpłynęło wiele czynników, m.in. dogodne położenie geograficzne Łodzi (zapewniające obfitość wód powierzchniowych na potrzeby technologiczne), łatwy dostęp do tanich materiałów budowlanych (drewno z pobliskich lasów i cegły z licznych cegielni), dogodne stosunki własnościowe (istnienie na zapleczu miasta dość rozległych terenów rządowych tzw. klucza łódzkiego), obecność w sąsiedztwie niedawno sprowadzonych kolonistów (w tym także rzemieślników – hutników szkła i sukienników) oraz położenie na trakcie handlowym (Łęczyca – Piotrków). Decyzja Komisji Rządowej zapoczątkowała przestrzenny i gospodarczy rozwój miasta oraz nasilenie się procesów osadniczych, głównie za sprawą sukienników i tkaczy przybywających przede wszystkim z Saksonii, Śląska i Prus;
- (A)  powiększenie obszaru miasta z 8,3 do 10,2 km² poprzez przyłączenie należących do Ekonomii Rządowej Łaznów gruntów folwarku Stara Wieś oraz wójtostwa łódzkiego[6];
- (G)   (P)  porozumienie zgierskie (30 marca) – układ zawarty w Zgierzu pomiędzy rządem a przybywającymi do kraju fabrykantami, nadający im liczne przywileje, podpisany przez komisarza Witkowskiego reprezentującego Komisję Przemysłową Województwa Mazowieckiego; na podstawie układu napływający do Zgierza i Łodzi rękodzielnicy otrzymywali place i ogrody w wieczystą dzierżawę – mogli dostać plac z gotowym już domem rządowym lub wysoką pożyczkę, jeśli osiadali na placu pustym (niezależnie od tego koloniści korzystali z bezpłatnego drzewa budowlanego z pobliskich lasów rządowych oraz taniej cegły z cegielni rządowej)[7][8];
- (M)  mianowanie pierwszego lekarza miejskiego – został nim chirurg II klasy Antoni Dąbrowski, który pełnił tę funkcję dwa lata[9].

### 1821–23
- (A)   (U)  wytyczenie osady sukienniczej nazwanej Nowym Miastem z centralnie położonym ośmiobocznym rynkiem (obecny plac Wolności); była to pierwsza łódzka osada rękodzielnicza, założona na południe od Starego Miasta, po drugiej stronie rzeki Łódki, na inkorporowanych terenach rządowego folwarku Stara Wieś i wójtostwa łódzkiego; wydarzenie to uważa się za początek „Łodzi przemysłowej”; strefa mieszkalno-przemysłowa Nowego Miasta stanowiła zwarte założenie w kształcie regularnego prostokąta, oparte na zasadzie symetrii w stosunku do dwóch równoległych osi przecinających się na ośmiobocznym rynku; oś południkowa miasta – ulica Piotrkowska – stanowiła odcinek głównego szlaku komunikacyjnego; oś równoleżnikową osady wyznaczała ulica Średnia (obecna ul. Legionów i ul. Pomorska)[10];

Powołana do życja nowa przemysłowa Łódź nie stanowiła prostej kontynuacji feudalnego miasteczka o tej samej nazwie. Nie powstała w wyniku jego ewolucji funkcjonalnej, na drodze adaptacji bądź stopniowej przebudowy średniowiecznego układu urbanistycznego do nowych potrzeb produkcyjnych bądź społecznych. Wprost przeciwnie, z pełną świadomością utworzono ją na terenach zewnętrznych – na gruntach okolicznych folwarków, wsi oraz lasów, inkorporowanych następnie do miasta – jako jednostkę urbanistyczną już w założeniu autonomiczną względem macierzystego osiedla. Mimo że dawna Łódź rolnicza i nowa Łódź przemysłowa dosłownie sąsiadowały ze sobą o miedzę, w sensie zaś prawnym tworzyły jeden organizm miejski, to jednak przez wiele jeszcze dziesiątków lat żyły one swoim własnym odrębnym życiem, co znalazło wyraz m.in. w układzie przestrzennym miasta.

Przed 1823 r. w Łodzi wytyczono i nazwano ulice: Brzezińską (ob. ul. Wojska Polskiego), Drewnowską, Farną (ob. ul. Kościelna), Kościelną, Lutomierską, Łagiewnicką, Podrzeczną (wcześniej także pod nazwami Nad Rzeką i Nadrzeczna), Stodolną (biegła w sąsiedztwie ob. ul. Zachodniej na odcinku między ob. ulicami Ogrodową a Lutomierską oraz równoleżnikowo jako część ob. ul. Lutomierskiej), Wolborską, Zgierską oraz Rynek Starego Miasta (ob. Stary Rynek) – są one najstarszymi ulicami miasta.

### 1822
- (G)   (L)  przybycie pierwszych osadników – dwóch postrzygaczy wełny; w latach następnych, do 1830 r. włącznie, przybyło do Łodzi 1008 rodzin rękodzielników (majstrów i czeladników sukienniczych, tkaczy bawełniano-lnianych), którzy dali początek rozwojowi przemysłu włókienniczego w mieście; w rezultacie napływu osadników z obszaru Królestwa Polskiego i z zagranicy liczba ludności miasta wzrosła z 799 osób w 1821 r. do 4343 osób w 1830 r.[14]

### 1823
- (G)  przejęcie w użytkowanie (4 sierpnia) posiadła młynarskiego na Księżym Młynie przez przybyłego z Chodzieży farbiarza Karola Bogumiła Sängera, jednego z pierwszych osadników i pierwszego dzierżawcę Księżego Młyna epoki przemysłowej (na mocy kontraktu wieczystej dzierżawy, zawartego z miejscowym proboszczem)[2]; Sänger miał wybudować farbiarnię i drukarnię tkanin (umowa z 4 czerwca 1823 r. z Rajmundem Rembielińskim)[15], jednak nie zrealizował tych inwestycji[2] (osiadł ostatecznie w osadzie Nowe Miasto, gdzie nad rzeką Łódką wybudował w 1826 r. farbiarnię przerobioną na browar[16]); w 1825 r. kontrakt wieczystej dzierżawy Księżego Młyna przeniesiono na Krystiana Wendischa[16];
- (A)  przejęcie w zarząd (na mocy postanowienia z 21 listopada 1823 r. oraz na drodze osobnych układów z dzierżawcami) przez gminę miejską młynów Księżego, Wójtowskiego i Lamusa, z przeznaczeniem wykorzystania ich na zakłady fabryczne[17];
- (G)  sprowadzenie do Łodzi (jesienią) przez rząd Królestwa Polskiego pierwszych tkaczy z Grünbergu (Zielona Góra)[18];
- (G)  przybycie do Łodzi (jesienią) pierwszej grupy sukienników, głównie ze Śląska i Niemiec[19][20];
- (A)  przemianowanie traktu piotrkowskiego (prowadzącego z Piotrkowa w kierunku Zgierza) na ulicę Piotrkowską; pierwsze tabliczki zostały zawieszone przez burmistrza Starego Miasta – Antoniego Czarkowskiego – na terenie dzisiejszej ul. Nowomiejskiej[21].

### 1824

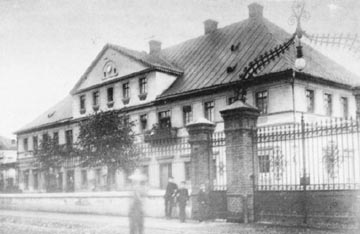
Dom Kopischa
(zdjęcie archiwalne)

- (G)  zamieszkanie pierwszych osadników przy ulicy Piotrkowskiej; na północnym odcinku ulicy, tj. od Rynku Nowego Miasta do późn. ul. Cegielnianej (ob. między pl. Wolności a ul. Jaracza) – sukiennicy przybyli z Dolnego Śląska i z Wielkiego Księstwa Poznańskiego – zaś na południowym, od ul. Dzielnej do Górnego Rynku (ob. między ul. Narutowicza a pl. Reymonta) – tkacze lnu i bawełny, pochodzący z Dolnego Śląska, Czech, Prus i Saksonii[3]; pierwsze drewniane domy tkaczy wzniesiono przy ul. Piotrkowskiej 248–268;
- (A)   (G)   (U)  rozpoczęcie wytyczania osady lniano-bawełnianej o nazwie Łódka, na południe od osady sukienniczej zwanej Nowym Miastem, w dolinie rzeki Jasień (pierwszy etap regulacji osady zakończono w 1827); panujące tam dogodne warunki hydrotechniczne (spiętrzenia wodne) stworzyły możliwość budowy zakładów mechanicznych poruszanych energią spadku wód: bielników, magli, przędzalni, farbiarni, płukarni itp.[22];
- (G)  rozpoczęcie budowy (przez administrację rządową) zakładu płócienniczego – najstarszego, niezachowanego do dzisiaj, obiektu przemysłowego Łodzi – przy późn. ulicy Emilii (ob. ul. ks. bpa Tymienieckiego), obejmującego bielnik, krochmalnię, suszarnię, folusz i magiel; w 1826 oddany do użytku, w 1828 stał się własnością pochodzącego z Kowar na Dolnym Śląsku Tytusa Kopischa[23]; mylony z jednym z najlepiej zachowanych obiektów przemysłowych tego okresu w Polsce – tzw. bielnikiem Kopischa (nazwa błędna, bo to inny obiekt mieszkalno-przemysłowy z 1829 r. – patrz niżej);
- (O)   (S)  utworzenie (7 czerwca) Łódzkiego Towarzystwa Strzeleckiego (Lodzer Bürger Schützengilde), zwanego Bractwem Kurkowym (przyjmuje się, że strzelectwo było najstarszą dyscypliną sportową uprawianą w Łodzi i dzień założenia bractwa utożsamiany jest z datą narodzin sportu łódzkiego); założycielami Towarzystwa byli mistrzowie sukienniczy, pionierzy łódzkiego włókiennictwa, którzy osiedlając się w Łodzi, kultywowali zwyczaje wywiezione z dawnej ojczyzny (Niemiec i Dolnego Śląska); pierwszym komendantem bractwa został Johann Fiedler, a pierwsza siedziba mieściła się w domu Fridricha Hoffmana przy ul. Wschodniej 31; pierwsze ćwiczenia członkowie Towarzystwa odbywali na terenach, na których po 1880 r. powstał park Helenów (podczas prac ziemnych przy jego urządzaniu odnaleziono w 1884 r. ślady tych ćwiczeń w postaci wielu kul; trzy z nich, z inicjatywy spadkobierców Karola Anstadta, zostały oprawione w srebro i opatrzone napisem upamiętniającym powstanie bractwa); w 1842 r. plac strzelniczy został przeniesiony do ogrodu miejskiego (ob. park Źródliska) przy Wodnym Rynku (ob. pl. Zwycięstwa), gdzie w 1847 r. urządzono pierwszą w mieście halę strzelniczą; Towarzystwo działało w Łodzi do wybuchu II wojny światowej (w okresie międzywojennym pod nazwą Łódzkie Stowarzyszenie Sportowo-Strzeleckie)[24][25][26];
- (G)  zawarcie kontraktu (27 października) pomiędzy prezesem Komisji Województwa Mazowieckiego – Rajmundem Rembielińskim a sprowadzonym z Chemnitz w Saksonii specjalistą z zakresu przędzalnictwa bawełny – Krystianem Fryderykiem Wendischem, na mocy którego przedsiębiorca zobowiązał się do wybudowania i wyposażenia dwóch przędzalni: bawełnianej i lnianej oraz tkalni bawełny[27];
- (O)  założenie Cechu (Zgromadzenia) Płócienników; w zebraniu założycielskim (9 listopada) wzięło udział 16 mistrzów tkackich i 17 czeladników; pierwszym starszym Zgromadzenia wybrano Józefa Berntha; w 1828 r. członkami cechu było już 110 mistrzów, 30 czeladników i 10 uczniów[28];
- (U)  wytyczenie od 1823 r. i nazwanie kolejnych ulic: Aleksandryjskiej (ob. ul. Bojowników Getta Warszawskiego), Franciszkańskiej, św. Jakóba (ob. ul. Jakuba), Jerozolimskiej (ob. nieistniejącej – po 1956 r. wchłonięta przez ul. Wolborską), Piotrkowskiej, Południowej (ob. ul. Rewolucji 1905 r.), Północnej, Średniej (ob. ul. Pomorska i odcinek ul. Legionów między pl. Wolności a ul. Zachodnią), Wschodniej, Zachodniej oraz Rynku Nowego Miasta (ob. pl. Wolności)[12][13].

### 1825
- (P)   (V)  wizyta Aleksandra I, cesarza Rosji i króla Polski; wyraził podczas niej wolę powiększenia nowej osady prządków i tkaczy Łódka[29][30];
- (O)  założenie Cechu (Zgromadzenia) Sukienników; pierwszym starszym Zgromadzenia wybrano Johanna Straucha; w 1827 r. cech liczył 43 mistrzów i 25 czeladników[31];
- (A)  powiększenie obszaru miasta z 10,2 do 22,1 km² poprzez przyłączenie gruntów wsi Wólka, wójtostwa zarzewskiego oraz części lasu rządowego, należącego do leśnictwa Łaznów; inkorporacja umożliwiła powiększenie obszaru osady bawełniano-lnianej Łódka[6][29].

Powiększenie osady nadało jej rozmiary nie spotykane dotychczas w budownictwie przemysłowym Królestwa Polskiego. Powiększona kolonia tkaczy bawełniano-lnianych przy ul. Piotrkowskiej obejmowała teren o długości 3,3 km i szerokości 600 m, o łącznej powierzchni ok. 210 ha – w kierunku południowym sięgając granic klucza, w kierunku zaś północnym granic Nowego Miasta. Połączenie osady bawełniano-lnianej z osadą sukienniczą wykształciło ostatecznie najbardziej charakterystyczny element planu Łodzi – prosty, wydłużony, pięciokilometrowy ciąg zabudowy miejskiej, wyznaczający wspólną oś układu trzech odmiennych organizmów osadniczych: Starego Miasta, Nowego Miasta i osady Łódka.
- (A)  uregulowanie i powiększenie obszaru wsi Widzew i Zarzew oraz przesiedlenie do nich części mieszkańców wsi Wólka (zajętej pod budowę osady fabrycznej Łódka); powierzchnię Widzewa zwiększono przeszło trzykrotnie kosztem otaczającego go lasu rządowego[33];
- (A)  włączenie posiadłości Księży Młyn do osady bawełniano-lnianej Łódka[34];
- (A)  wytyczenie osady prządków lnu, składającej się z trzech kolonii o łącznej powierzchni ok. 286 ha; pierwszą z nich utworzono wzdłuż nowo wytyczonej ul. Wólczańskiej, na zapleczu placów tkackich położonych po zachodniej stronie ul. Piotrkowskiej (ze względu na ograniczenia, związane z własnością staromiejską, kolonia nie otrzymała tej samej rozciągłości co sąsiednia kolonia tkaczy); druga, zwana Nową Łódką, powstała po południowej stronie strefy posiadeł wodno-fabrycznych, trzecia natomiast usytuowana została na zapleczu placów tkackich po wschodniej stronie ul. Piotrkowskiej[35][36];
- (G)  zawarcie umowy (20 czerwca) z proboszczem łódzkim Franciszkiem Zengtellerem, na mocy której posiadłość Księży Młyn (wraz z ziemią powyżej młyna) przeszła w wieczystą dzierżawę przybyłego z Saksonii Krystiana Fryderyka Wendischa; w 1826 r. Wendisch przejął w wieczystą dzierżawę także pobliski Młyn Wójtowski wraz z gruntem ornym (tzw. Araszt), a w latach 1826–1829 wynajął posiadło młyńskie Lamus (co dało łącznie ponad 100 hektarów terenów, ciągnących się pasem o szerokości 700–900 m na przestrzeni ponad 2 km wzdłuż nowo powstałej ul. Przędzalnianej (później św. Emilii, obecna ul. ks. bpa Tymienieckiego)[37];
- (G)  wzniesienie przez Krystiana Wendischa drewnianego, parterowego budynku tkalni ręcznej na Księżym Młynie[38];
- (L)   (P)  utworzenie na Starym Mieście specjalnego rewiru dla ludności żydowskiej (na mocy dekretu namiestnika Królestwa Polskiego Józefa Zajączka, zobowiązującego miasta rządowe do wyznaczania rewirów osiedlania dla starozakonnych); liberalne początkowo przepisy zaostrzono w 1850 r., zakazując ludności żydowskiej osiedlania się w innych dzielnicach[39] (ograniczenia zniesiono w 1862 r.[40]);
- (L)  Łódź liczyła 1004 mieszkańców[41].

### 1826
- (G)  zbudowanie pierwszego browaru przemysłowego w Łodzi przez przybyłego z Chodzieży farbiarza Karola Bogumiła Sängera; parterowy, murowany budynek powstał u zbiegu obecnych ulic Północnej i Nowomiejskiej, w pobliżu Stawu Staromiejskiego; przez kilka lat browar ten miał pozycję monopolisty na terenie Łodzi; po śmierci Sängera w 1831 r. przedsiębiorstwo prowadziła wdowa Henrietta, by ostatecznie w końcu lat 50. XIX wieku odsprzedać je kupcom żydowskim – Dawidowi Dobranickiemu i Hermanowi Konstadtowi (wkrótce potem browar uległ likwidacji); w pierwszej połowie XIX wieku powstały w Łodzi jeszcze dwie fabryki piwa – obie w osadzie Nowe Miasto (w 1830 r. drugi browar, o nieustalonej lokalizacji, założył Andrzej Wagner; zakład został odsprzedany w 1835 r. Fryderykowi Otto, a w 1845 r. powstał trzeci browar przy obecnej ul. Zachodniej, w pobliżu rzeki Łódki, który uruchomił Antoni Bittdorff); w pierwszej połowie XIX w. piwowarzy w przemyśle spożywczym stanowili grupę najbogatszą, ustępując pod względem dochodów tylko niektórym kupcom i przemysłowcom z branży włókienniczej[42].

### 1827

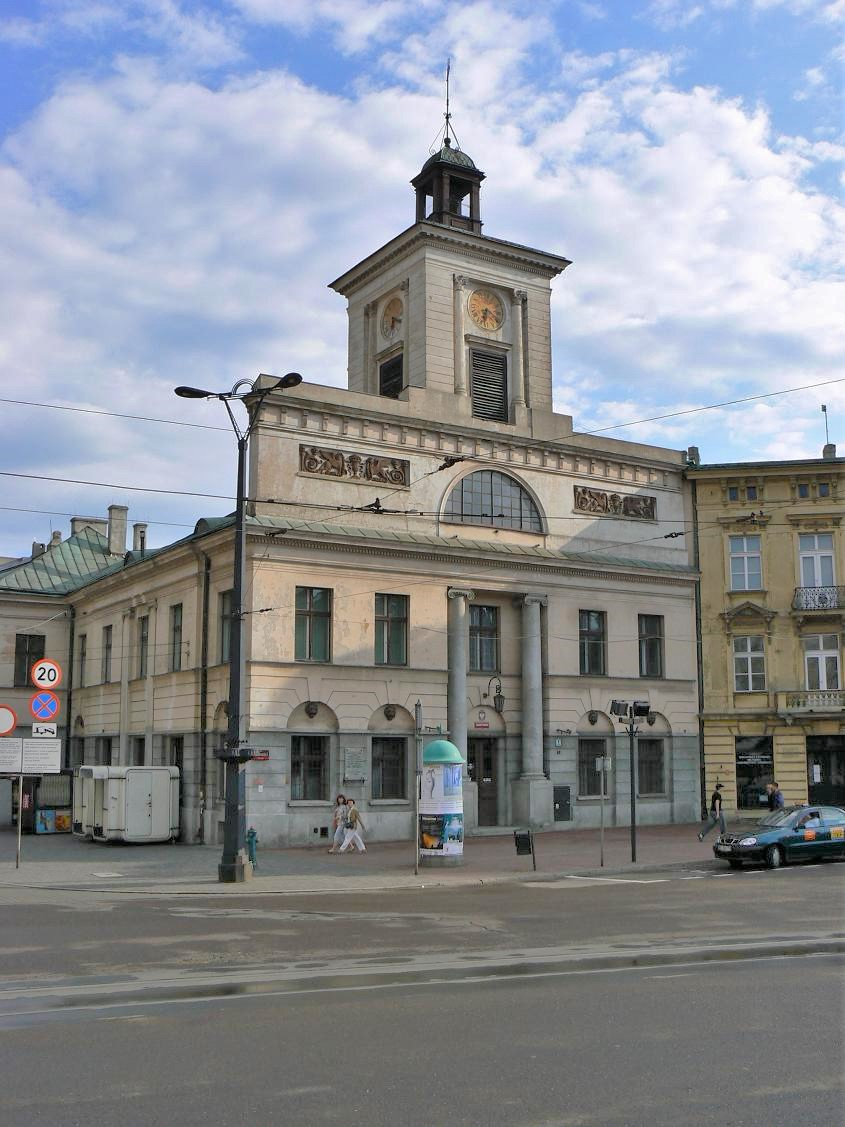
Ratusz w Łodzi (czerwiec 2007)

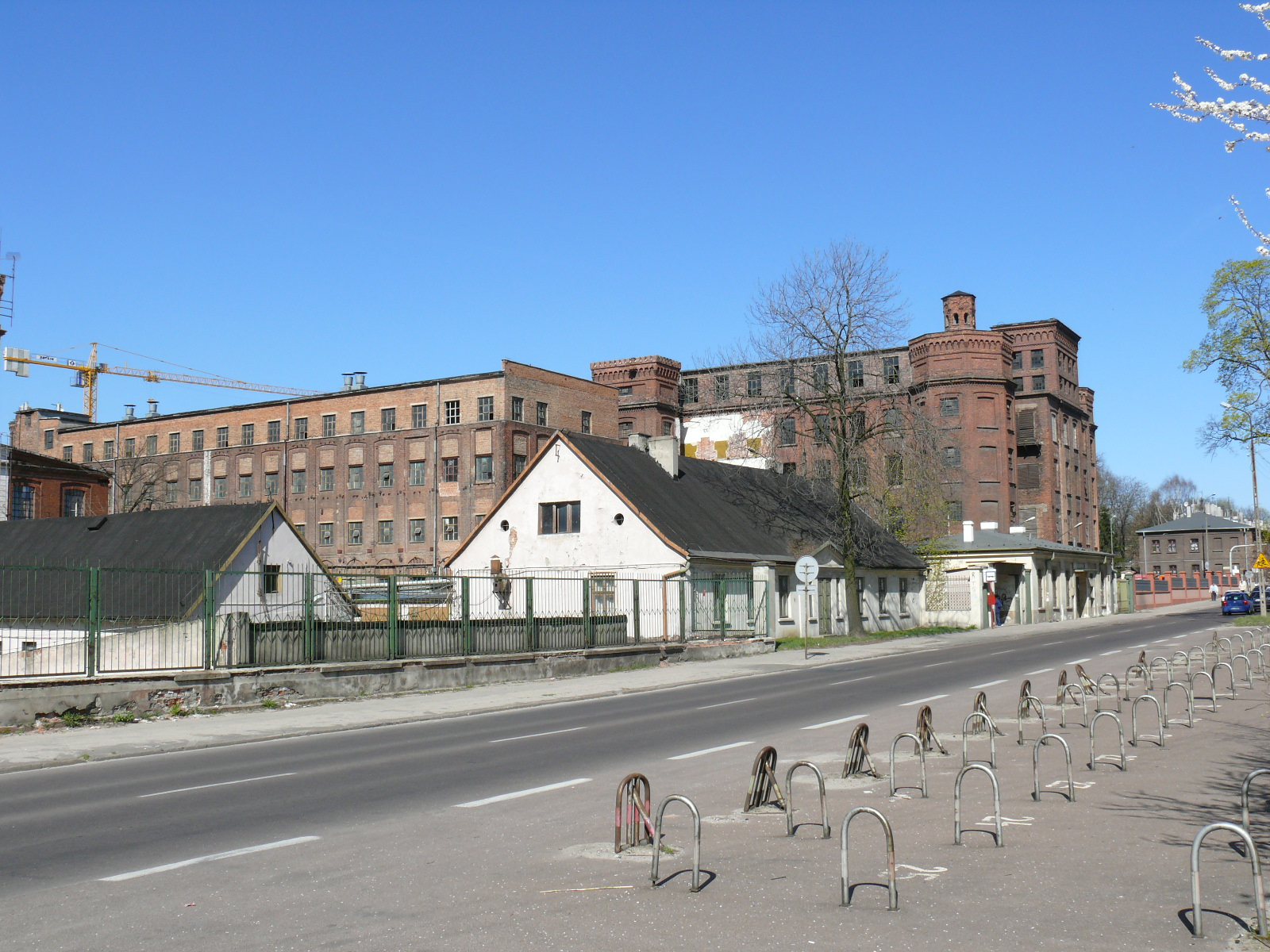
Dom Krystiana Wendischa, w tle fabryka Karola Scheiblera
(kwiecień 2007)

- (U)  powstanie pierwszego murowanego ratusza w Rynku Nowego Miasta (ob. pl. Wolności 1, Archiwum Państwowe), wybudowanego w okresie od czerwca 1826 do czerwca 1827 przez Karola Lebelta (przedsiębiorcę budowlanego ze Zgierza) według projektu Bonifacego Witkowskiego (lub Hilarego Szpilowskiego albo Piotra Aignera); najcenniejszy i najstarszy w Łodzi zabytek architektury klasycystycznej w stylu empire (jego architektonicznym odpowiednikiem po przeciwległej stronie ul. Piotrkowskiej był kościół luterański pw. Świętej Trójcy, który jednak po przebudowie w końcu XIX w. stracił pierwotny charakter)[43][44][45];
- (G)  uruchomienie pierwszej przędzalni bawełny, wybudowanej przez Krystiana Wendischa przy zbiegu ulic obecnej Przędzalnianej i dawnej Przędzalnianej (od 1837 r. św. Emilii, obecna ul. ks. bpa Tymienieckiego) [inne źródła podają, że było to przy obecnej ul. Wróblewskiego 10[46]]; był to gmach murowany, trzykondygnacyjny, z dwoma dodatkowymi kondygnacjami na poddaszu; zmechanizowane urządzenia przędzalnicze posiadały napęd hydrauliczny, wykorzystujący spadek wód rzeki Jasień (w świetle ostatnich odkryć, dokonanych przez archeologa Zbigniewa Rybackiego, możliwe jest, że tą pierwszą była przędzalnia bawełny z okolic Młyna Wójtowskiego, wybudowana w 1826 r.[47]); oprócz przędzalni oddano także w tym czasie (dokładna data nie jest znana) do użytku na Księżym Młynie dom mieszkalny dyrektora fabryki (jeden z najstarszych zachowanych do dzisiaj domów mieszkalnych w Łodzi, obecnie ul. Przędzalniana 71)[48].

### 1828
- (G)  przybycie do Łodzi (w styczniu) „fabrykanta bawełnianych wyrobów mody” Ludwika Geyera z Saksonii; przedsiębiorca objął posesję przy ul. Piotrkowskiej 284–86, a w kolejnych latach poprzez wykup rozszerzył swój stan posiadania na obszar po obu stronach ul. Piotrkowskiej, na odcinku od ul. Czerwonej do Górnego Rynku (ob. plac Reymonta)[49][50];
- (G)  przybycie do Łodzi (w lutym) kupca i fabrykanta z miejscowości Schmiedeberg (dziś Kowary) na Dolnym Śląsku Tytusa Kopischa, który przejął od władz miasta zbudowany w latach 1824–1826 zakład płócienniczy[51][52];
- (A)   (G)   (U)  założenie (w sierpniu) osady przemysłowej Ślązaki (Szlezyng od niem. Schlesing) na obszarze wójtostwa zarzewskiego (nabytego przez władze Królestwa na rzecz miasta), przy ul. Zarzewskiej (ob. ul. Przybyszewskiego), w przedłużeniu Nowej Łódki; na terenie tym o powierzchni 74 ha wytyczono łącznie 42 działki; powstanie kolonii wiązało się z osobą Tytusa Kopischa, który sprowadził do Łodzi rzemieślników ze Śląska i Czech (głównie tkaczy i prządków lnu) w celu zatrudnienia ich przy wyrobie płócien wykańczanych następnie w jego zakładach[52][53].

### 1829

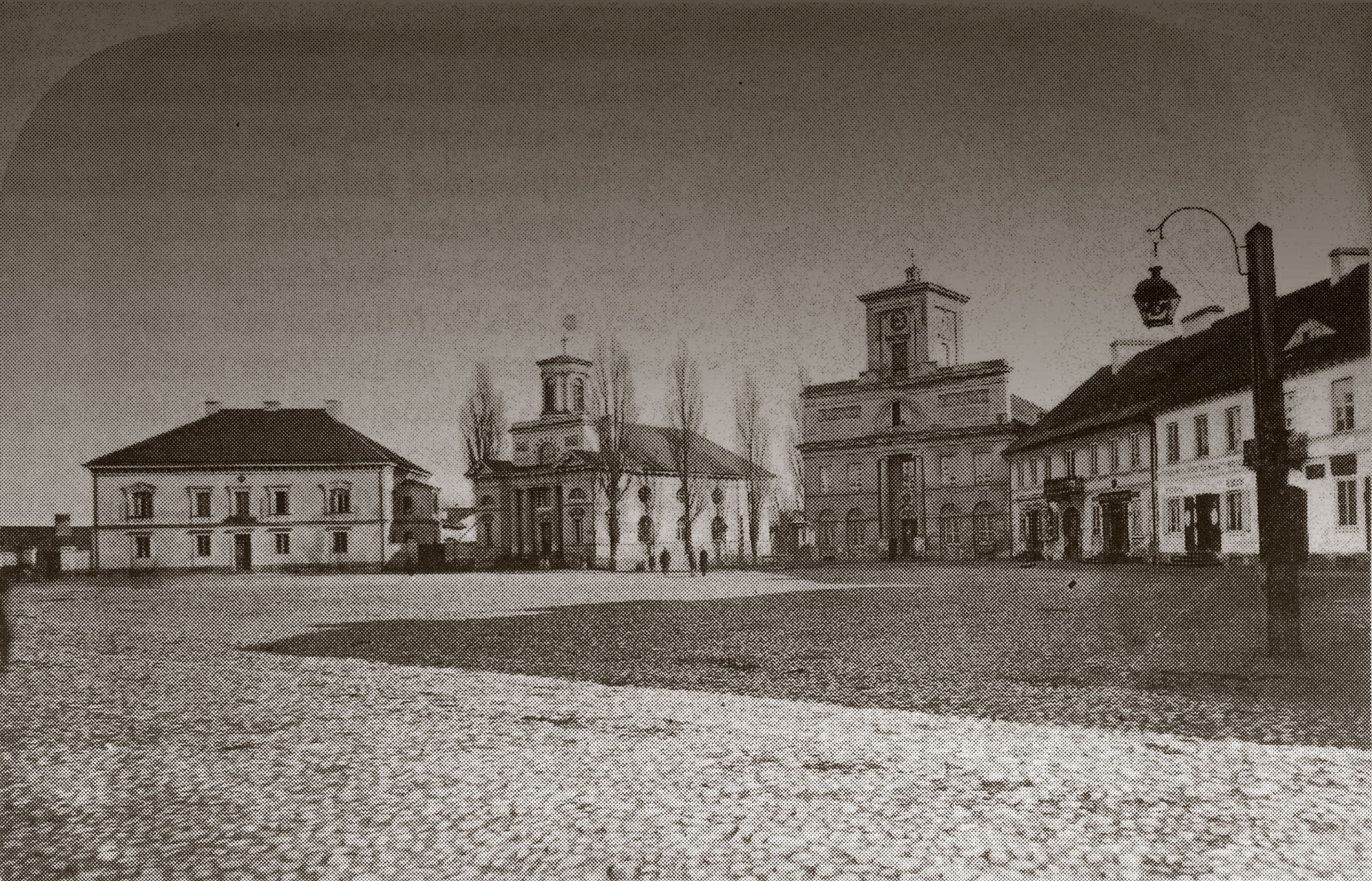
Kościół ewangelicki i ratusz przy rynku Nowego Miasta (ob. pl. Wolności) w XIX wieku

- (R)  konsekracja (26 czerwca) klasycystycznego kościoła luterańskiego pw. Świętej Trójcy, wybudowanego według projektu Bonifacego Witkowskiego w latach 1826–1828 przy Rynku Nowego Miasta, ob. pl. Wolności 2/2a (w latach 1889–1891 gruntownie przebudowany na kościół neorenesansowy według projektu Ottona Gehliga, w 1945 r. przejęty przez Kościół katolicki – odtąd pw. Zesłania Ducha Świętego); pierwszym proboszczem został sprowadzony z Chemnitz ks. Fryderyk Metzner[54];
- (U)  wzniesienie przy ul. św. Emilii (ob. ul. ks. bpa Tymienieckiego 5) tzw. bielnika Kopischa – najstarszego zachowanego do dziś budynku mieszkalno-fabrycznego w Łodzi, który nigdy jednak bielnikiem nie był (właściwy bielnik z 1826 r., znajdujący się nieopodal, nie zachował się)[55][56].

### 1830

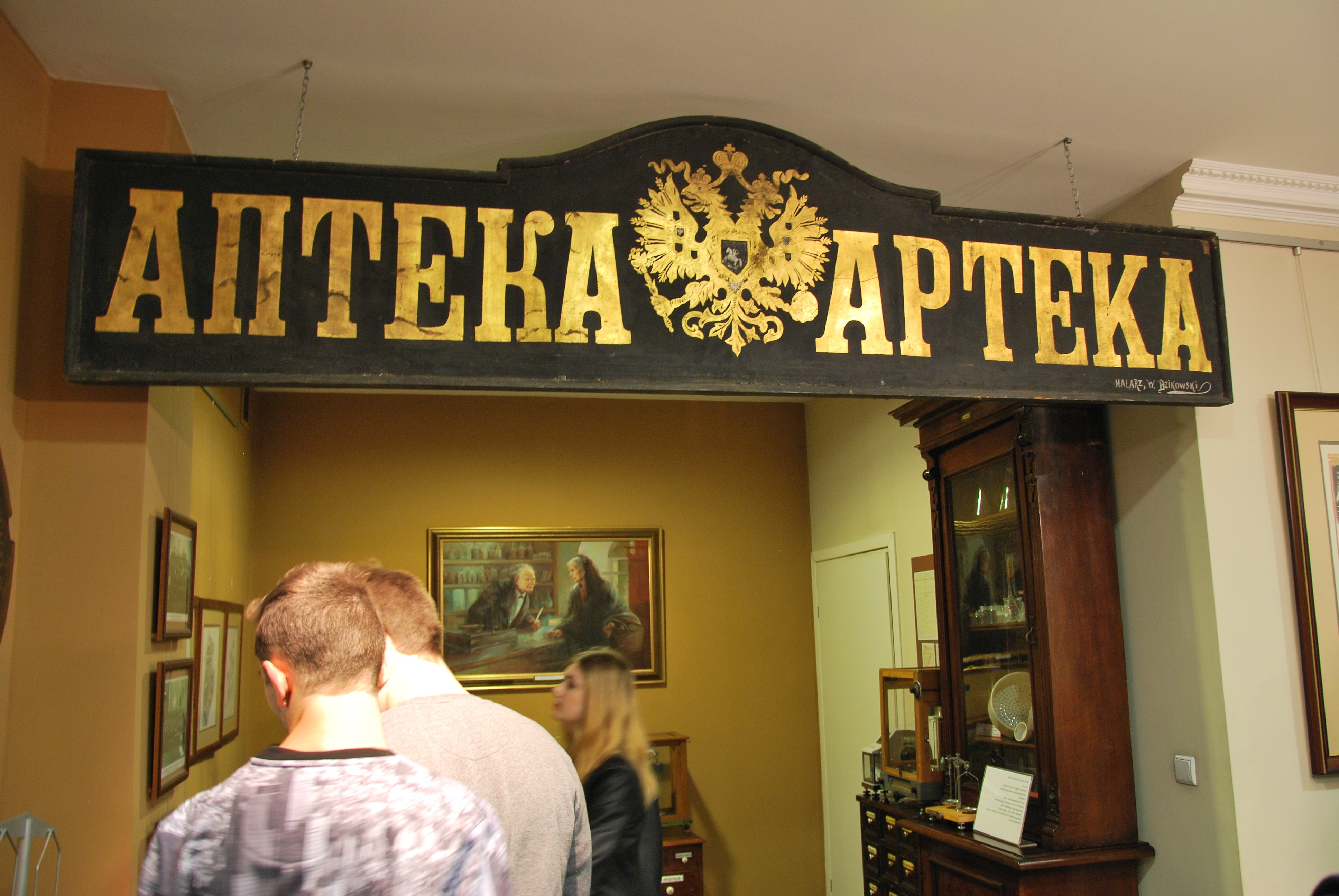
W Muzeum Farmacji
(maj 2015)

- (D)  śmierć na atak serca Krystiana Wendischa (21 stycznia), twórcy pierwszej w Łodzi przędzalni bawełny; po śmierci przedsiębiorcy przędzalnię na Księżym Młynie przejął główny wierzyciel – administracja rządowa (nowym dyrektorem handlowym zakładu został kupiec Karol Trenkler, który pełnił tę funkcję do 1842 r.)[57]; w 1845 r. chylącą się ku ruinie fabrykę kupił za niewielką kwotę Fryderyk Karol Moes[46];
- (H)   (M)  otwarcie (3 lutego) przez Karola Ketschena pierwszej apteki w Łodzi (pozwolenie na jej założenie uzyskał w 1828 r., lecz zgodne z przepisami urządzanie apteki, kompletowanie wyposażenia i leków zajęło dwa lata); mieściła się ona w domu murowanym, wzniesionym przez piwowara Antoniego Bittdorfa w Rynku Nowego Miasta 2 (ob. pl. Wolności 7), w 1840 r. została przeniesiona przez kolejnego właściciela Bogumiła Zimermanna do wybudowanej przez niego kamienicy pod nr 7 (ob. pl. Wolności 2). W marcu 2008 otwarto tutaj Muzeum Farmacji im. prof. Jana Muszyńskiego[58];
- (P)  ostatni rok autonomii Królestwa Polskiego – dzięki niej i przychylności jej władz powstał w Łodzi przemysł włókienniczy. Niektórzy historycy twierdzą, że gdyby autonomia Królestwa trwała dłużej, Łódź byłaby rozbudowywana bardziej planowo w kolejnych latach;
- (L)  Łódź liczyła 4343 mieszkańców[14].

### 1835
- (I)  rozpoczęcie oświetlania ulic latarniami oliwnymi; na ul. Piotrkowskiej stanęło 11 latarni rewerberowych – wyposażonych w cztery mosiężne posrebrzane blachy odbijające światło[59].

### 1836
- (M)  utworzenie pierwszego stanowiska lekarza miejskiego.

### 1837

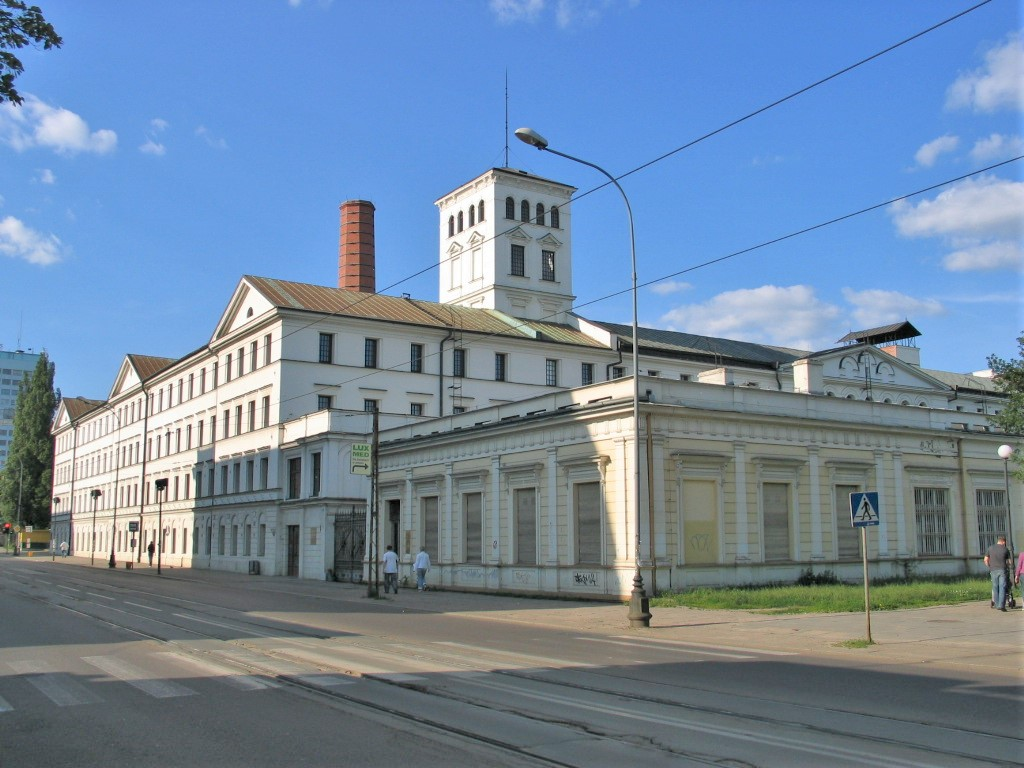
Biała Fabryka
(czerwiec 2006)

- (G)  oddanie monumentalnej Białej Fabryki Ludwika Geyera, wybudowanej w latach 1835–1837 przy ul. Piotrkowskiej 282 (dzisiaj w jej murach znajduje się Centralne Muzeum Włókiennictwa); trzypiętrowy gmach, wzorowany na angielskich budynkach fabrycznych, zbudowany został w stylu klasycystycznym i zaliczany jest do najwartościowszych dzieł architektury przemysłowej tego okresu; w 1839 r. uruchomiono w fabryce pierwszą w Łodzi maszynę parową i postawiono pierwszy komin przemysłowy[60][61]; przedsiębiorstwo Ludwika Geyera było największym do lat 60. XIX w. zakładem bawełnianym w Królestwie Polskim[49]; w 2015 r. Biała Fabryka decyzją Prezydenta RP uznana została pomnikiem historii;
- (I)  umieszczenie na wieży ratusza pierwszego miejskiego zegara. Przywieziony z zagranicy przez ozorkowskiego fabrykanta Fryderyka Schlössera zegar miał pierwotnie zdobić zakłady braci Fryderyka i Henryka Schlösserów w Ozorkowie, został jednak podarowany Rajmundowi Rembielińskiemu, a on z kolei po pewnym czasie ofiarował go łódzkiemu ratuszowi; po kilku latach przechowywania w ratuszowej piwnicy zegar został zainstalowany na wieży przez zegarmistrza Michała Straganosa[62];
- (L)  Łódź liczyła 10 645 mieszkańców[41].

### 1838
- (H)  pierwsze jatki rzeźniczo-piekarskie murowane w Rynku Nowego Miasta.

### 1839
- (G)  zainstalowanie w fabryce L. Geyera pierwszej w polskim przemyśle bawełnianym maszyny parowej o mocy 60 KM;
- (E)  otwarcie pierwszej prywatnej szkoły elementarnej przy ul. Piotrkowskiej przez Mikołaja Olszewskiego.

### 1840

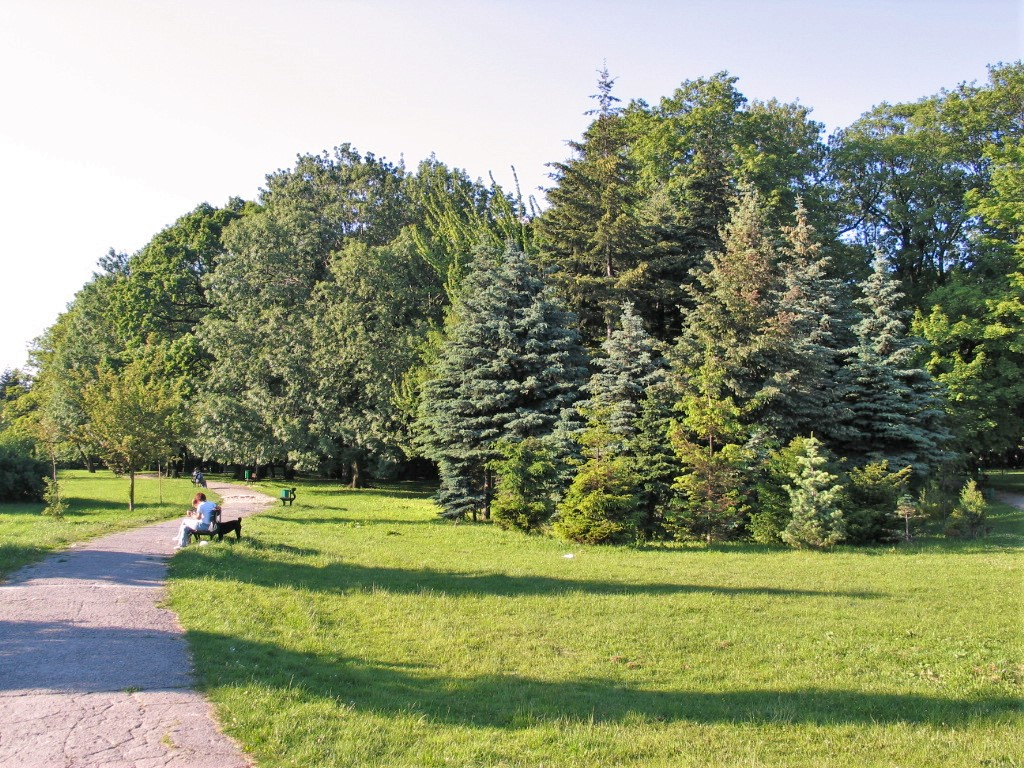
Park Źródliska
(czerwiec 2006)

- (A)   (U)  powiększenie obszaru miasta z 22,1 do 27,4 km² poprzez przyłączenie terenów leśnictw Łaznów (467,5 ha) i Pabianice (część lasu obrębu Retkinia wraz z osadą Kąty o powierzchni 66,5 ha); projekt zatwierdziła Komisja Rządowa Spraw Wewnętrznych; była to ostatnia inkorporacja nowych terenów w XIX w.[6][63];
- (A)   (U)  wytyczenie tzw. Nowej Dzielnicy na przyłączonych do miasta terenach lasu rządowego leśnictwa Łaznów, ulokowanej na wschód od Nowego Miasta i osady Łódka, której najważniejszą arterią została ul. Główna (ob. al. Piłsudskiego); założenie na jej osi dużego centralnego placu, nazwanego ze względu na sąsiedztwo terenów podmokłych Wodnym Rynkiem (ob. pl. Zwycięstwa)[64];
- (Z)  utworzenie w Nowej Dzielnicy pierwszego w Łodzi parku publicznego (o powierzchni ok. 22 ha), który dzięki właściwościom terenu otrzymał nazwę Źródliska (dawniej zwany Ogrodem Angielskim lub parkiem Kwela, od niem. Quell – źródło, zdrój)[65]; w latach 50. XIX w. zachodnia cześć parku znalazła się w posiadaniu łódzkiego fabrykanta Karola Scheiblera, który wybudował tam swoją pierwszą fabrykę (zwaną Centralną Manufakturą lub Centralą), magazyny i pałac, a na pozostałym obszarze założył ogród ozdobny i użytkowy (dzisiejszy park Źródliska II) i od tego czasu do 1945 r. parkiem publicznym była tylko jego część wschodnia; w latach 80. XIX w. teren parku został wydzierżawiony Franciszkowi Wagnerowi (jednemu z dyrektorów w zakładach K. Scheiblera)[66]; 6 sierpnia 1885 kontrakt na 20-letnią dzierżawę zawarto z Towarzystwem Akcyjnym Zakładów Bawełnianych K. Scheiblera[67] (po wygaśnięciu kontraktu i przeprowadzeniu prac remontowych przez władze miejskie, tak jak wcześniej, park był nadal miejscem odpoczynku robotników okolicznych fabryk); w 1945 r. park Źródliska II został przejęty przez miasto, przebudowany i w 1947 r. otwarty dla społeczeństwa; obecnie w parku (o powierzchni 17,2 ha) znajduje się m.in. Palmiarnia oraz zbiorowisko 45 okazów ok. 250–300-letnich dębów szypułkowych, stanowiące najcenniejszy zabytek przyrody na obszarze Łodzi (najstarszy dąb ma obwód pnia 495 cm); 6 grudnia 1984 r. park został wpisany do rejestru zabytków[68][69];
- (T)  narodziny komunikacji miejskiej – pojawienie się na ulicach pierwszych dorożek konnych (właściciel – Julian Czajkowski).

### 1841
- (A)  Łódź (7 maja) stała się stolicą okręgu i otrzymała prawa przysługujące miastom gubernialnym[70];
- (A)  utworzenie urzędu prezydenta miasta – jako pierwszy sprawował tę funkcję (od 23 czerwca) dotychczasowy burmistrz od 10 sierpnia 1831 Karol Tangermann (do 1844 r., zmarł 12 sierpnia);
- (I)  uruchomienie pierwszej publicznej studni – u zbiegu ulic Piotrkowskiej i Nawrot.

### 1842

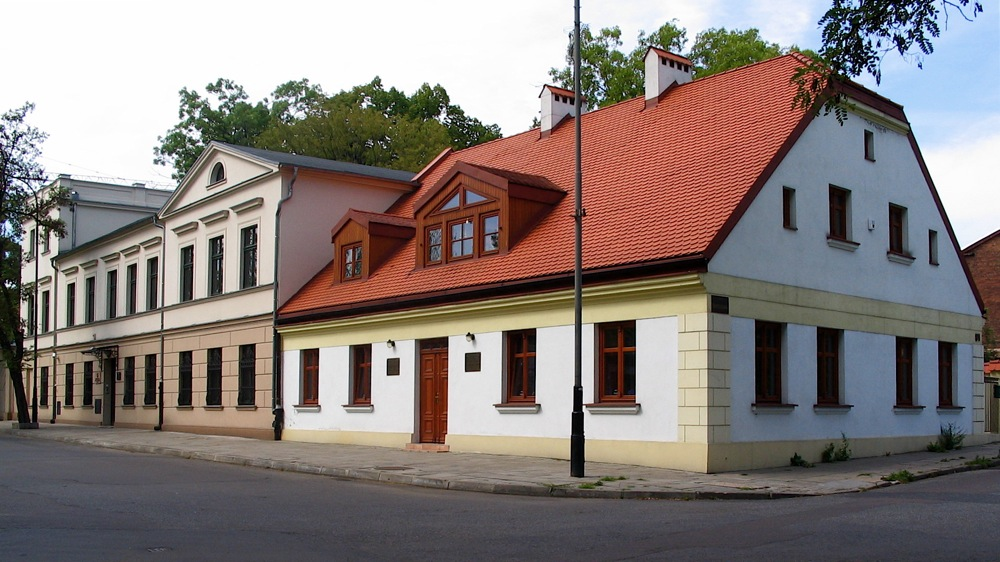
Domek Traugotta Grohmanna; typowy przykład budownictwa z pierwszego okresu przemysłowej Łodzi (sierpień 2007)

- (G)  zawarcie (13 czerwca) z władzami miasta kontraktu na założenie fabryki wyrobów włókienniczych przez Traugotta Grohmanna; przybyły z Saksonii przemysłowiec stał się właścicielem dawnej posiadłości młyńskiej Lamus (przy zbiegu dzisiejszych ulic Tylnej i Targowej); w 1844 r. rozpoczął produkcję przędzy i tkanin bawełnianych – był to wówczas drugi pod względem wielkości zakład w Łodzi; początkowo poruszana siłą spadku wody, od 1854 r. fabryka otrzymała – jako druga w mieście – napęd w postaci maszyny parowej (pierwszą sprowadził do Łodzi Ludwik Geyer w 1839 r.)[71].

### 1843
- (L)  Łódź liczyła 15 764 mieszkańców[41].

### 1844
- (A)  prezydentem Łodzi został (od 23 sierpnia) Franciszek Traeger; funkcję pełnił do 6 grudnia 1862.

### 1845
- (E)  otwarcie pierwszej szkoły średniej (Powiatowa Szkoła Realna tzw. niemiecko-rosyjska); w 1856 r. przeniesiona do budynku przy Rynku Nowego Miasta, specjalnie wzniesionego dla potrzeb szkoły (obecnie gmach Muzeum Archeologicznego i Etnograficznego w Łodzi);
- (S)   (U)  otwarcie pierwszej stałej strzelnicy w parku miejskim Źródliska; w kolejnych latach oddano tam również do użytku Dom Strzelców Tarczowych będący siedzibą Łódzkiego Towarzystwa Strzeleckiego (budynek rozebrano w latach 30. XX wieku)[24];
- (G)  sprzedaż na licytacji (21 października) nieruchomości Księżego Młyna (m.in. przędzalni) Fryderykowi Karolowi Moesowi (za 14 605 rubli), który do Królestwa Kongresowego przybył z Nadrenii w 1836 r.; kwotę tę przedsiębiorca zobowiązał się spłacać przez 18 lat począwszy od 1848 r.; pełne uruchomienie zakładu włókienniczego nastąpiło po 1850 r.[72]

### 1846

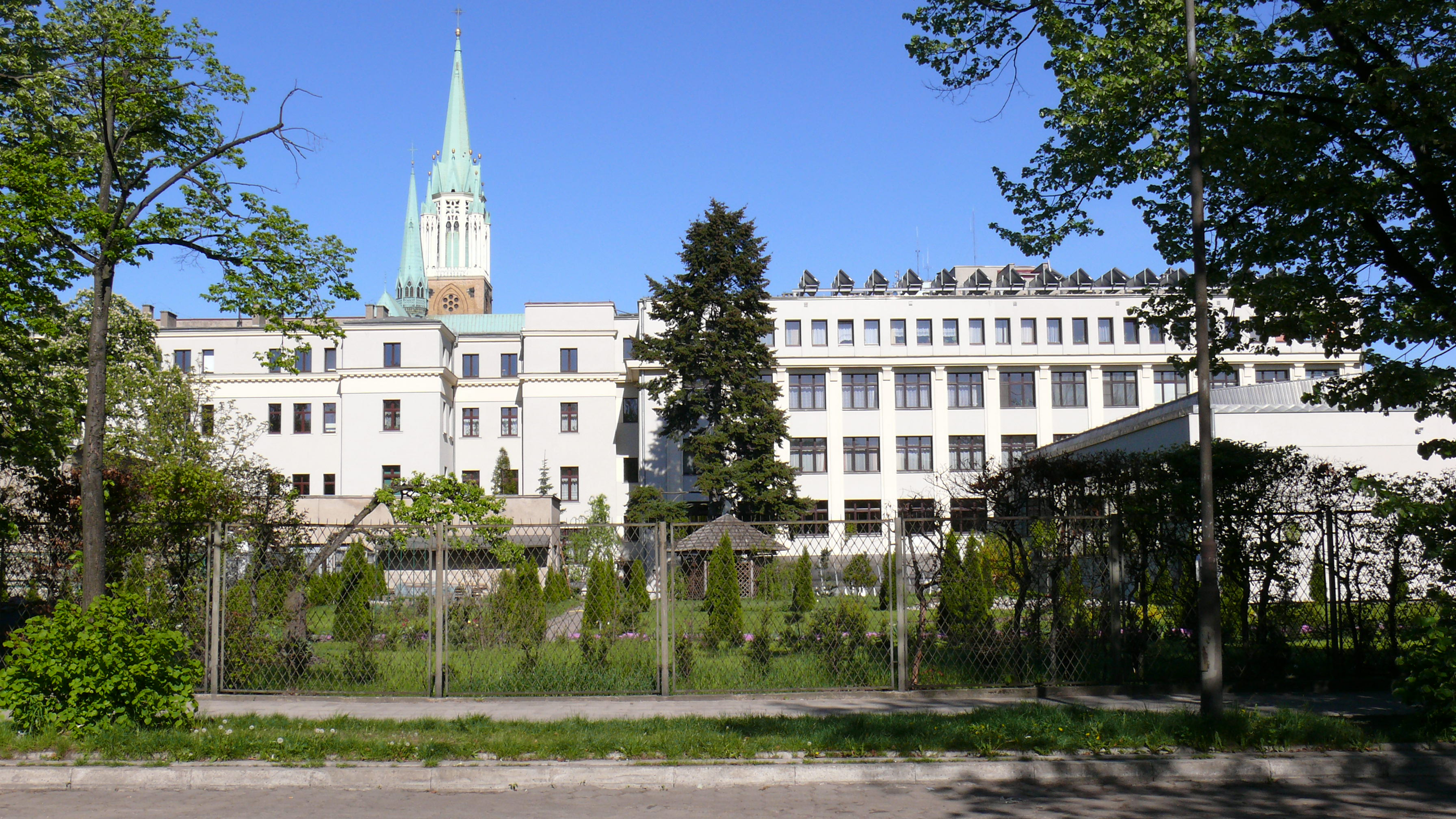
Wyższe Seminarium Duchowne (maj 2007)

- (M)   (U)  otwarcie (1 stycznia) pierwszego szpitala miejskiego (im. św. Aleksandra) w Rynku Fabrycznym (ob. pl. Katedralny im. Jana Pawła II), wybudowanego w latach 1842–1845 według znormalizowanego projektu Henryka Marconiego (z modyfikacjami Stanisława Balińskiego); dziś budynek zajmuje Wyższe Seminarium Duchowne;
- (K)   (O)  powstanie z inicjatywy L. Geyera i A. Siebera Łódzkiego Męskiego Stowarzyszenia Śpiewaczego (Lodzer Männer-Gesang-Verein);
- (G)  udział łódzkiej produkcji tkackiej w całym przemyśle bawełnianym Królestwa Kongresowego wynosił 60,6%.

### 1848
- (K)  założenie przy ul. Nowomiejskiej pierwszej stałej księgarni przez Jankiela Gutsztadta (rok później przeniesiona na ul. Piotrkowską 75).

### 1850
- (O)  założenie Łódzkiego Stowarzyszenia Kupców, przekształconego później w Zgromadzenie Kupców m. Łodzi.

### 1851
- powstanie pierwszej w Łodzi Kasy Oszczędności.

### 1853

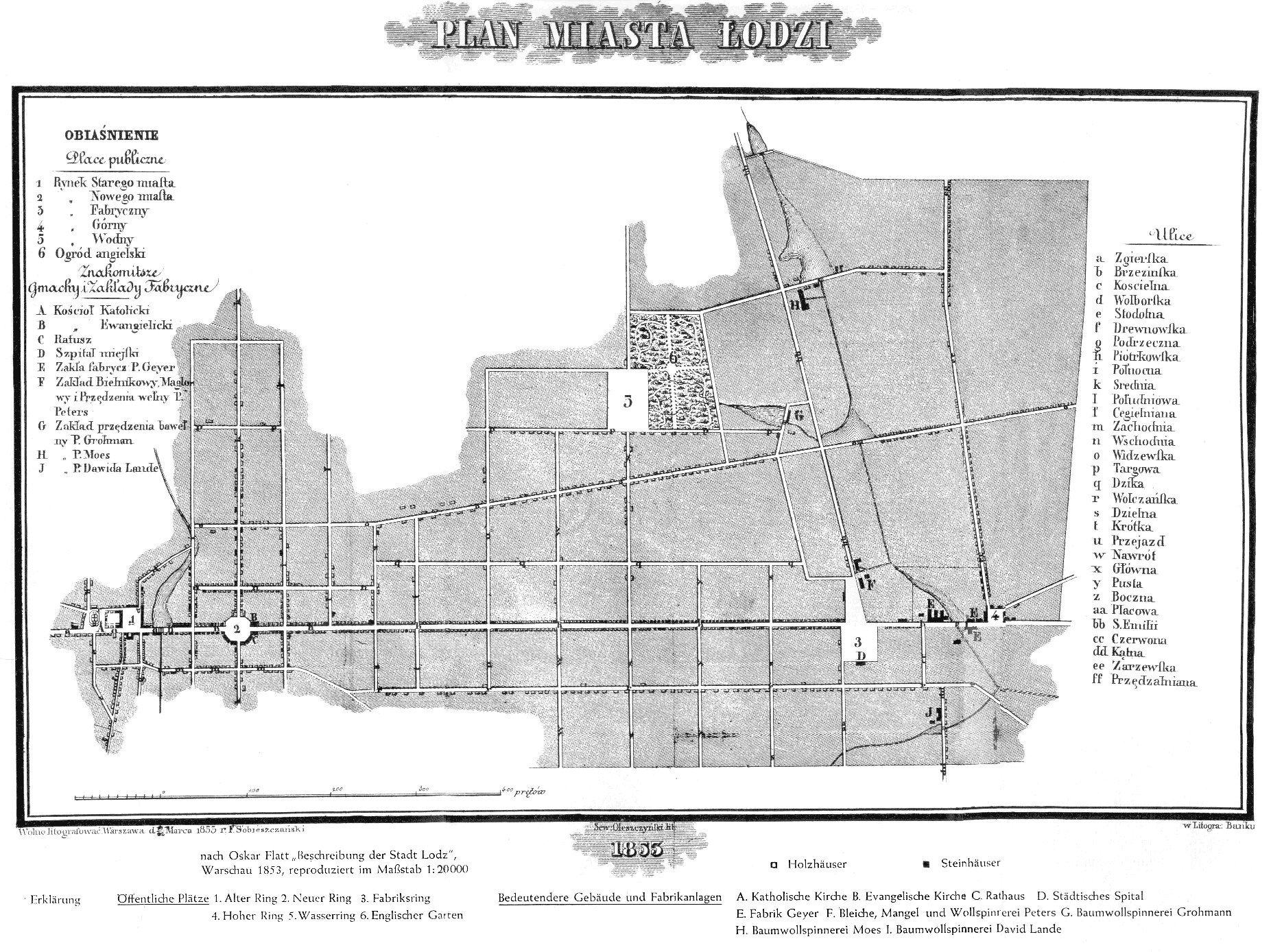
Plan miasta Łodzi z 1853 r.

- (U)  otwarcie zajazdu Augusta Engla, przekształconego później w pierwszy w Łodzi hotel – Hotel Polski (Hotel de Pologne) – z 60 łóżkami, ogrodem i stajnią dla koni;
- (H)  otwarcie przez Fryderyka Sellina pierwszej w Łodzi cukierni – przy ul. Piotrkowskiej 47, w murowanym parterowym domu Jana Lebelta;
- (G)  rozpoczęcie pracy pierwszego młyna parowego przy ul. Piotrkowskiej 268, zbudowanego przez Leonarda Fesslera;
- (E)   (Ś)  wydanie książki Opis miasta Łodzi pod względem historycznym, statystycznym i przemysłowym Oskara Flatta, nakładem „Gazety Codziennej” w Warszawie, z pierwszym ogólnie dostępnym planem miasta; autor pisał o niezwykłych procesach zachodzących w Łodzi:

Nie mamy w całym kraju miasta, które by tyle co Łódź zawdzięczało przemysłowi; miasta, które by przez przemysł z zupełnego zapomnienia, z zupełnej nicości, podniosło się na ten stopień zamożności i rozwoju; [...] w ciągu pół wieku o 100 razy powiększyła się ludność Łodzi, takie rezultata zaledwie by dziś zaatlantycka Ameryka przedstawić zdołała.

- (D)  pierwszy pożar łódzkiej fabryki (21 grudnia) – spłonął dwupiętrowy budynek Ludwika Geyera przy ul. Piotrkowskiej 303.

### 1854
- (G)  przybycie do Łodzi i osiedlenie w Nowej Dzielnicy przy Wodnym Rynku (ob. pl. Zwycięstwa) fabrykanta Karola Scheiblera, obywatela belgijskiego, który do Królestwa Kongresowego przybył w 1848 r..

### 1855

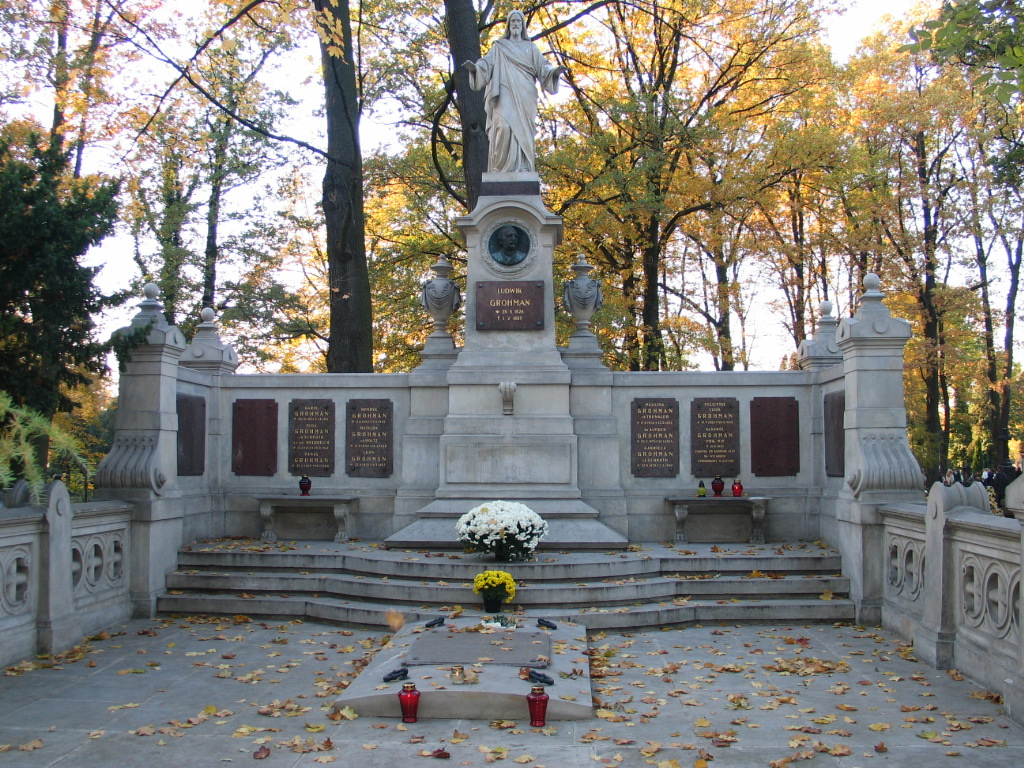
Stary Cmentarz,
grób Ludwika Grohmana
(1 listopada 2005)

- (U)  rozpoczęcie budowy zespołu fabrycznego przez Karola Scheiblera na Wodnym Rynku (ob. pl. Zwycięstwa); w przyszłości (wraz z innymi zespołami fabrycznymi, m.in. na Księżym Młynie) – największe przedsiębiorstwo bawełniane w kraju; po II wojnie światowej upaństwowione (w latach 1962–1995 pod nazwą Łódzkie Zakłady Przemysłu Bawełnianego im. Obrońców Pokoju „Uniontex”)[74];
- (U)   (Z)  założenie zespołu cmentarzy przy obecnych ulicach Ogrodowej i Srebrzyńskiej (ewangelicki, katolicki, prawosławny), zwanego dziś Starym Cmentarzem; od 1995 r., cyklicznie 1 listopada, prowadzona jest na terenie cmentarza kwesta na rzecz ratowania zabytków nekropolii (zobacz »); w 2009 r. powstał film dokumentalny pt. Nekropolis. Łódzkie trójprzymierze cieni w reżyserii Andrzeja Czuldy o Cmentarzu Starym, historii Łodzi i najwybitniejszych postaciach tworzących to miasto w okresie fabrykanckim, a pochowanych na tej trójwyznaniowej nekropolii; w 2015 r. Stary Cmentarz został uznany pomnikiem historii.

### 1856

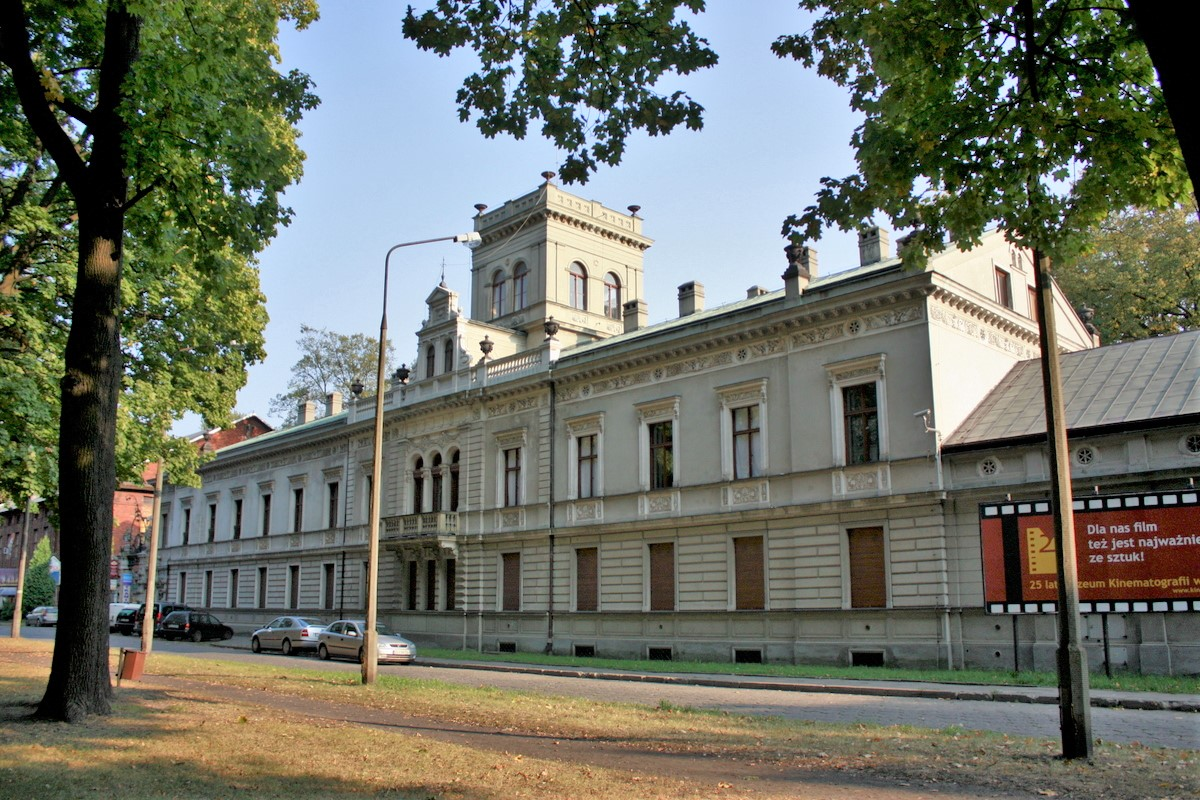
Pałac Karola Scheiblera
(wrzesień 2011)

- (U)  oddanie do użytku domu mieszkalnego Karola Scheiblera (po rozbudowie pałac) w południowej pierzei Wodnego Rynku (ob. pl. Zwycięstwa 1); początkowo był to skromny budynek parterowy, podobny do rządowych domów dla przędzalników i tkaczy; po pierwszej rozbudowie w latach 1865–1867 (według projektu Jana Karola Mertschinga) budynek otrzymał dodatkowe piętro oraz czterokondygnacyjną wieżę widokową; ostateczny kształt architektoniczny nadała budynkowi rozbudowa w latach 1884–1887 (według projektu Edwarda Lilpopa) – kontrastem dla neorenesansowej bryły budynku stały się eklektyczne wnętrza; Scheiblerowie mieszkali w pałacu do 1932 r.; w latach 1933–1939 kilka pomieszczeń zajmował prezes zarządu Zjednoczonych Zakładów Przemysłowych – Feliks Maciszewski; po II wojnie światowej pałac stał się siedzibą rektoratu Politechniki Łódzkiej, a następnie Państwowej Szkoły Muzycznej; od 1986 r. pałac jest siedzibą jedynego w Polsce Muzeum Kinematografii; 3 października 1957 r. obiekt został wpisany do rejestru zabytków[75].

### 1857
- (L)  Łódź liczyła 27 890 mieszkańców stałych (39 420 ogółem stałych i niestałych)[41].

### 1858
- (G)  pierwsze zastosowanie węgla jako opału (dotąd nawet maszyny parowe opalane były drewnem lub torfem);
- (G)  powstanie łódzkiej filii Banku Polskiego.

### 1859–60
- (G)   (Ś)  powstanie dwóch pierwszych drukarni i zakładów litograficznych: Feliksa Gotza (w czerwcu 1859), a następnie Jana Petersilgego (w 1860 lub 1861)[76].

### 1860
- (R)  rozpoczęcie (4 lipca) budowy pierwszego murowanego kościoła u zbiegu ulic Dzikiej i Przejazd (obecnie ul. Sienkiewicza i ul. Tuwima), na placach nr 527 i nr 528, według projektu Franciszka Tournelle’a. 18 sierpnia biskup pomocniczy warszawski Henryk Plater, były proboszcz łódzkiej parafii Wniebowzięcia Najświętszej Maryi Panny, wmurował kamień węgielny[77]. Po 15 latach kościół był gotowy w stanie surowym (bez wieży, z niewykończonym i niewyposażonym wnętrzem), a 2 listopada 1875 został poświęcony przez ks. Ludwika Dąbrowskiego jako kościół pod wezwaniem św. Jakuba[78][79]; otwarto go w 1880 r., ale budowę zakończono dopiero w 1888 r. i wówczas odbyła się jego konsekracja pod wezwaniem Podwyższenia Świętego Krzyża[79] (zobacz »).

### 1861
- (D)  Luddyzm łódzki – bunt tkaczy ręcznych (20–21 kwietnia), połączony z niszczeniem maszyn;
- otwarcie (15 czerwca) przez Dominika Zonera pierwszego w mieście zakładu fotograficznego przy ul. Konstantynowskiej 3 (ob. ul. Legionów).

### 1861–64
- (G)  kryzys surowcowy, wywołany przerwaniem dostaw bawełny amerykańskiej z powodu trwającej wojny secesyjnej; następstwem było przerwanie lub zmniejszenie produkcji w wielu zakładach; tzw. „głód bawełniany” doprowadził do upadku połowy średnich i drobnych zakładów bawełnianych oraz koncentracji produkcji w dużych zakładach (Karol Scheibler, dysponujący zapasami surowca, stał się przodującym łódzkim fabrykantem, a z czasem drugim pod względem zamożności człowiekiem w Królestwie Polskim)[80].

### 1862
- (I)  ustanowienie w Łodzi (z początkiem grudnia) urzędu pocztowego II klasy przez Zarząd Poczt Królestwa Polskiego; wcześniej działała tylko ekspedycja pocztowa – od lat 20. XIX w. w wynajętym drewnianym parterowym domu przy ul. Południowej (ob. ul. Rewolucji 1905 r. 11), a od około 1848 r. w domu naczelnika ekspedycji Karola Kurzyjamskiego (ob. ul. Rewolucji 1905 r. 16); urząd pocztowy otrzymał siedzibę w murowanym piętrowym domu przy ul. Piotrkowskiej 259a (ob. ul. Piotrkowska 34); w 1869 r. został przeniesiony bliżej dworca Łódź Fabryczna – na ul. Wschodnią (ob. posesja nr 66)[81], od 1 lipca 1886 (zobacz ») do kamienicy przy ul. Dzikiej 514d[82] (ob. ul. Moniuszki) 10, zaś 2 lipca 1903 (zobacz ») do nowego gmachu przy ul. Przejazd (ob. ul. Tuwima) 38[81];
- (A)  prezydentem Łodzi został (od 16 grudnia) Andrzej Rosicki; funkcję pełnił do 15 lutego 1865, kiedy to został usunięty przez władze rosyjskie za udzielanie pomocy uczestnikom powstania styczniowego;
- (P)  zniesienie przez władze ograniczeń mieszkaniowych w stosunku do Żydów (dotychczas mogli zamieszkiwać jedynie wytyczony obszar Starego Miasta)[40].

### 1863

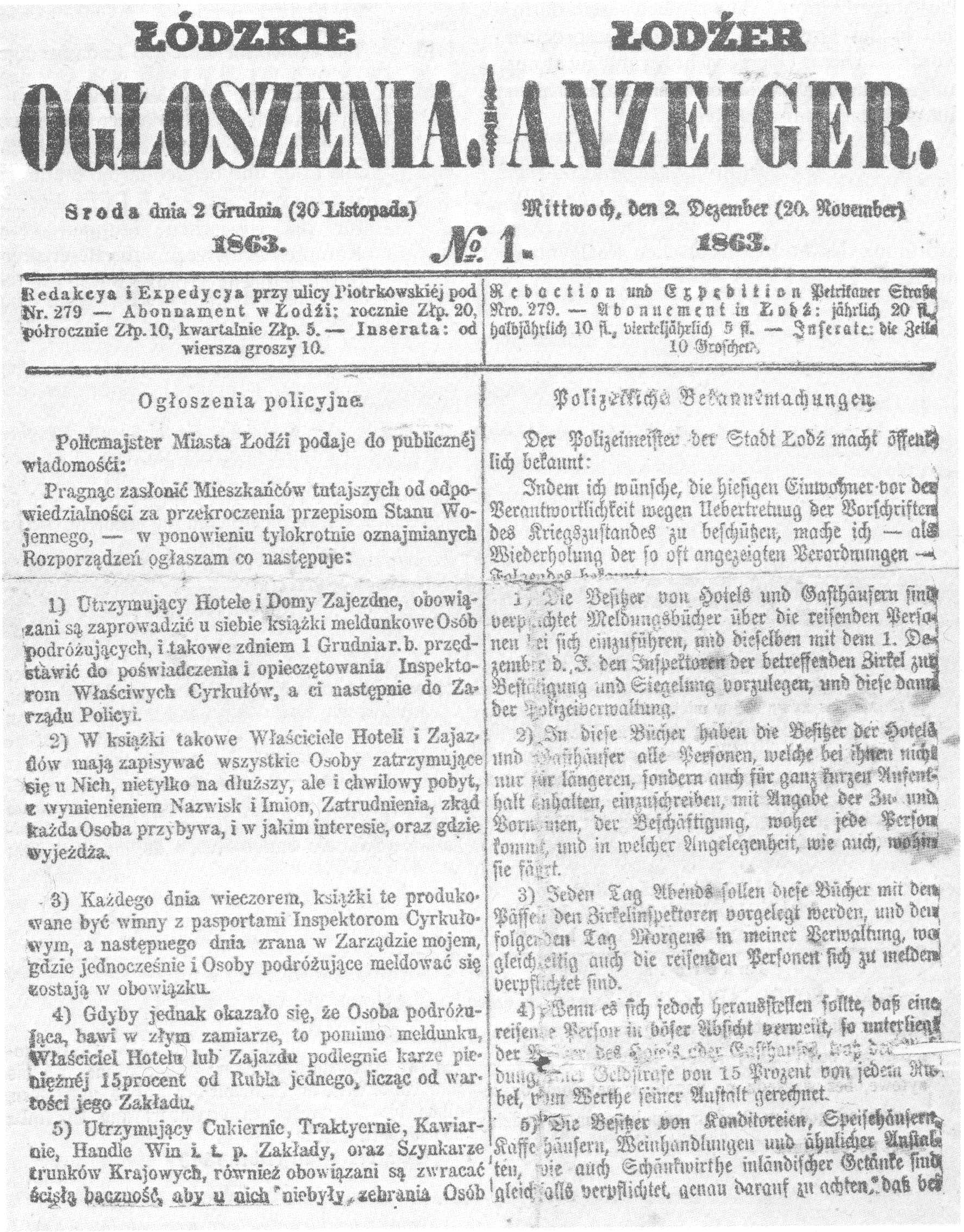
„Łódzkie Ogłoszenia/Łodźer Anzeiger” z 1863 r.

- (D)  aktywny udział łodzian w powstaniu styczniowym (oddział liczył ok. 300 powstańców); najpoważniejszym starciem była bitwa pod Dobrą (24 lutego);
- (A)  (D)  2 lipca w związku z powstaniem styczniowym utworzono łódzki okręg wojenny i wyznaczono na naczelnika wojennego Łodzi, pułkownika Aleksandra von Broemsena[83]. Sąd wojenny pod rządami naczelnika wydał w latach 1833–1863 wydał 17 wyroków śmierci, 56 wyroków skazujących na zesłanie na katorgę, 14 skazujących na zesłanie na Syberię, 21 skierowań do rot arsztenackich, skazał na 131 kar robót publicznych[84] oraz nałożył kontrybucje na miasto Łódź i łodzian o łącznej wysokości około 66 tys. rubli[85].
- (Ś)  ukazanie się (2 grudnia) pierwszej łódzkiej gazety – dwujęzycznego „Łódzkie Ogłoszenia/Łodźer Anzeiger”, wydawanego przez Jana Petersilgego;
- (U)  w latach 1825–1863 wytyczono i nazwano kolejne ulice (w nawiasach nazwy obecne): św. Andrzeja (Andrzeja Struga), św. Anny (al. Mickiewicza), Bankową, Benedykta (6 Sierpnia), Bocianią[a], Boczną vel Brzeźną (Brzeźna), Cegielnianą (Jaracza), Cmentarną, Czerwoną, Długą (Gdańska), Dzielną (Narutowicza), Dziką (Sienkiewicza), św. Emilii (ks. bpa Tymienieckiego), Englerta (nie istnieje), Fabryczną, Finansową[a], Gęsią[a], Główną (al. Piłsudskiego), Kaczą[a], Karola (Franciszka Żwirki), Kątną (Walerego Wróblewskiego), Kolejną (Traugutta), Konstantynowską (Legionów), Krótką (odcinek ulic 6 Sierpnia i Traugutta między ulicami Wólczańską a Sienkiewicza), Lamusową[a], Leszno vel Leśną (Żeligowskiego), Lipową, Lisią (Gołębia), św. Luizy (28 Pułku Strzelców Kaniowskich), Manińską[a], Milscha vel Milsza (Kopernika), Nawrót (Nawrot), Nowocegielnianą (Więckowskiego), Nowomiejską, Ogrodową, Pabianicką, Pańską (Żeromskiego), Placową (ks. hm. Skorupki), Podłężną[a], Przejazd (Tuwima), Przemysłową[a], Przeskok[a], Przędzalnianą, Ptasią[a], Pustą (Stanisława Wigury, początkowo także Franciszka Żwirki), Radwańską, Retkińską[a], Rolniczą[a], Rozwadowską (Ludwika Zamenhofa), Rzgowską, Salzmana (Solna), Smugową, Szczyglą[a], Targową, Turnowską[a], Tuszyńską[a], Widzewską (Kilińskiego), Wólczańską, Wronią[a], Wróblą[a], Zakątną (Stefana Pogonowskiego), Zarzewską (Przybyszewskiego), Zawadzką (Próchnika), Zieloną vel Zielną, Żurawią[a] oraz Rynek Fabryczny (pl. Katedralny im. Jana Pawła II), Rynek Górny (pl. Reymonta), Rynek Środkowy[a], Rynek Wodny (pl. Zwycięstwa)[12][13].

### 1864
- (I)  pojawienie się na łódzkich ulicach pierwszych skrzynek pocztowych;
- (A)  utworzenie urzędu architekta miasta – został nim mianowany Jan Bojankowski (jego następcą został w 1870 Jan Karol Mertsching, a od 1872 funkcję tę pełnił Hilary Majewski).

### 1865
- (A)  prezydentem Łodzi został (od 15 lutego) Edmund Pohlens; funkcję pełnił do 27 grudnia 1869;
- (T)  wybudowanie przez Jana Blocha w ciągu 3 miesięcy Drogi Żelaznej Fabryczno-Łódzkiej (27 km) z Łodzi do Koluszek, gdzie połączyła się z linią Warszawsko-Wiedeńską. Głównym inżynierem był Hipolit Cieszkowski, tory kładło jednocześnie od strony Łodzi i Koluszek 2400 robotników, wykonujących wszystkie prace ręcznie; materiały do budowy dowożono furmankami. Budowę linii zakończono 18 listopada, a już dzień później uruchomiono przewóz towarów[86];
- (L)  Łódź liczyła 32 427 mieszkańców stałych (40 121 ogółem stałych i niestałych)[41].

### 1866
- (T)  otwarcie (1 czerwca) dla ruchu pasażerskiego linii kolejowej do Koluszek, zbudowanej w 1865 r.; tymczasowy dworzec powstał przy ul. Krótkiej (późn. ul. Kolejowa vel Kolejna, ob. ul. Traugutta) – w miejscu, w którym obecnie stoi gmach Łódzkiego Domu Kultury (tory sięgały prawie do ul. Dzikiej – ob. ul. Sienkiewicza)[86].

### 1867

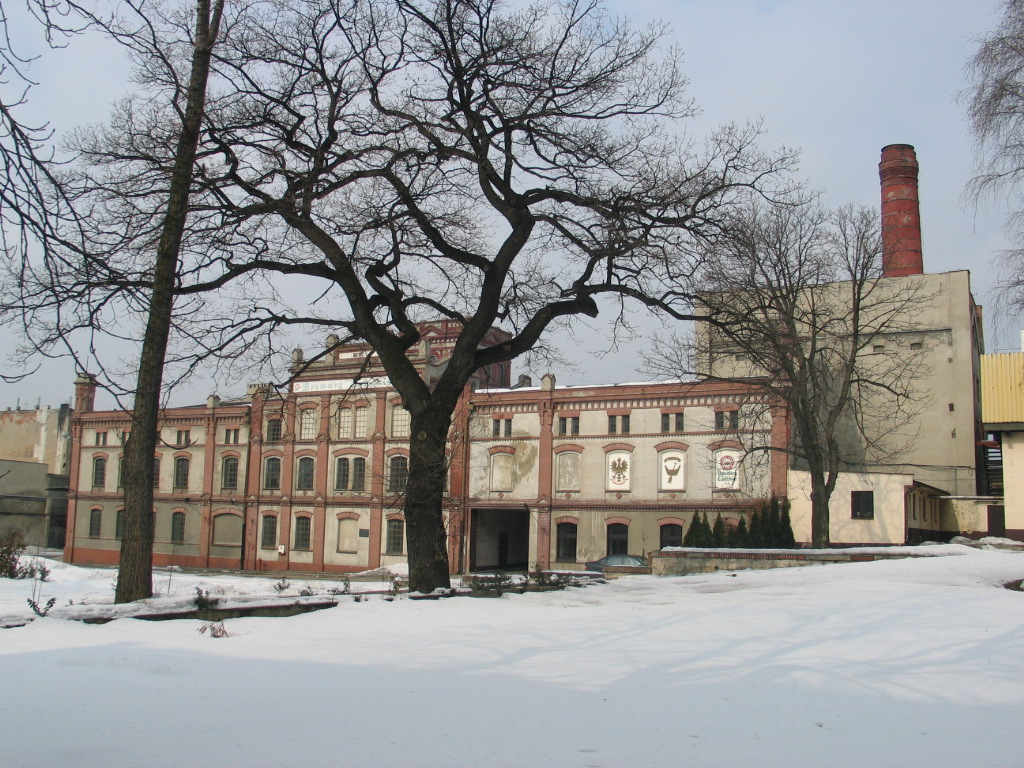
Browary Łódzkie – widok
od strony ul. Pomorskiej (marzec 2006)

- (A)  w wyniku podziału Królestwa Polskiego na 10 guberni, Łódź znalazła się w guberni piotrkowskiej (poprzednio od 1837 w guberni mazowieckiej i od 1845 w guberni warszawskiej);
- (G)   (U)  zbudowanie przy ul. Średniej (ob. ul. Pomorska) browaru przemysłowego przez Karola Anstadta; po śmierci założyciela browarem zarządzali synowie – Ludwik, Zenon i Fryderyk – którzy go znacznie rozbudowali; po 1880 r., dokupieniu nowych gruntów nad Łódką i dalszej rozbudowie, browar Anstadtów stał się największym w Łodzi – i jednym z największych w Królestwie Polskim – producentem piwa; we wrześniu 1886 r. przedsiębiorstwo stało się spółką rodzinną o nazwie Akcyjne Towarzystwo Browaru Parowego K. Anstadta Sukcessorów w Łodzi, założoną przez Karola, Fryderyka, Ludwika, Zenona – synów Karola Anstadta – i Amelię Handke – jego starszą córkę[87][88] (statut spółki został zatwierdzony 23 października 1888)[89]; w okresie międzywojennym oprócz piwa produkowano kwas węglowy, służący do wyrobu wody sodowej i innych napojów gazowanych; po wojnie browar upaństwowiono, a po 1990 r. sprywatyzowano (obecnie Browary Łódzkie S.A.)[90];
- (G)  podpisanie (25 czerwca) kontraktu z londyńskim towarzystwem William Cartwright Holmes et Co. na budowę gazowni miejskiej (zakład został uruchomiony 25 czerwca 1869 – zobacz »), sieci gazowej, instalację latarni gazowych i ich obsługę oraz udzielenie koncesji na oświetlanie miasta przez 40 lat[91][92][93];
- (D)  śmierć (7 sierpnia) amerykańskiego aktora Iry Aldridge’a – pierwszego czarnoskórego tragika szekspirowskiego, przebywającego w Łodzi na występach; zmarł na dzień przed planowaną w teatrze „Paradis” przy ul. Piotrkowskiej 175 premierą Otella Williama Szekspira (miał zagrać rolę tytułową); 9 sierpnia został pochowany w ewangelickiej części Starego Cmentarza przy ul. Ogrodowej; 10 listopada 2014 na ścianie kamienicy przy ul. Piotrkowskiej 175 odsłonięto upamiętniającą go tablicę[94].

### 1868

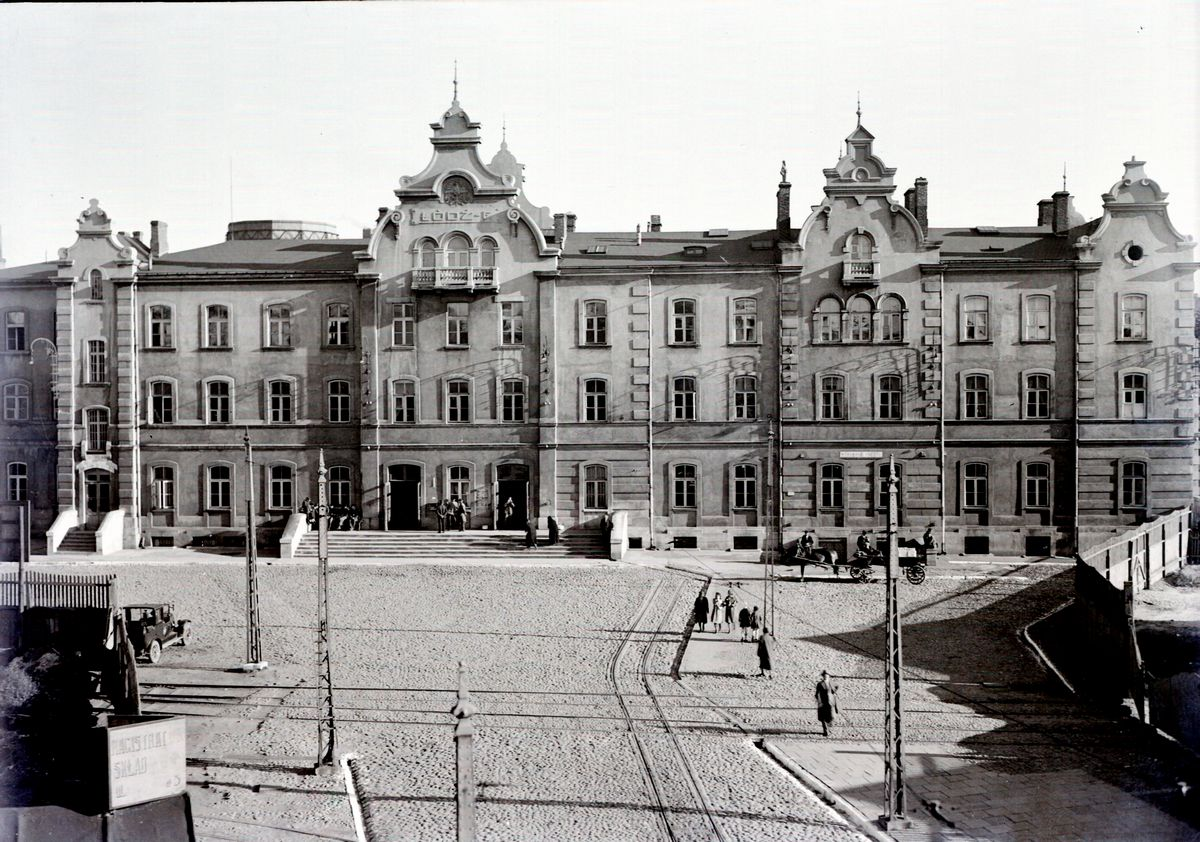
Dworzec Łódź Fabryczna, obecnie zamknięty na czas realizacji projektu Nowego Centrum Łodzi
wraz z podziemną stacją kolejową; widoczny gmach został wyburzony w czerwcu 2012 (fot. W. Pfeiffer, 1930)

- (T)  otwarcie gmachu dworca Kolei Fabryczno-Łódzkiej (późniejszego dworca Łódź Fabryczna), wzniesionego według projektu Adolfa Schimmelpfenniga; odtąd pociągi kończyły bieg przed ul. Widzewską (ob. ul. Kilińskiego). W czasie I wojny światowej budynek został częściowo zniszczony, w 1930 r. przebudowany, w latach 60. przeszedł generalny remont, a w czerwcu 2012 r. został wyburzony[86].

### 1869
- (I)   (O)   (U)  powstanie Łódzkiego Towarzystwa Gazowego (z siedzibą w Hamburgu, od 1883 r. w Berlinie), które za kwotę 278 000 rubli odkupiło od towarzystwa William Cartwright Holmes et Co. gazownię miejską i koncesję na oświetlanie miasta przez 40 lat; rozpoczęcie (13 lipca) oświetlania gazowego ulic – uruchomienie pierwszych 200 latarni tego typu, w tym: na ul. Piotrkowskiej – 89, na północ od Nowego Rynku (ob. pl. Wolności) – 51, na Nowym Rynku – 8, na ul. Wschodniej – 4, na ul. Widzewskiej (ob. ul. Kilińskiego) – 6, na ul. Dzielnej (ob. ul. Narutowicza) – 14 i na ul. Głównej (ob. al. Piłsudskiego) – 28; w lipcu latarnie świeciły w godz. 21:30–0:45, w grudniu – w godz. 18:00–2:00, na skrzyżowaniach z ul. Piotrkowską – zawsze do świtu[95];
- (D)  śmierć pierwszego „króla bawełny” – Ludwika Geyera (21 października);
- (A)   (P)  zniesienie przez carat samorządu miejskiego, rozwiązanie Rady Miejskiej oraz rozpoczęcie rusyfikacji szkolnictwa;
- (E)  otwarcie średniej szkoły technicznej zwanej Wyższą Szkołą Rzemieślniczą;
- (R)  powstanie w Łodzi zboru baptystów (dziś kancelaria i miejsce nabożeństw mieszczą się przy ul. Nawrot 27);
- (A)  prezydentem Łodzi został (od 28 grudnia) Maurycy Taubwurcel; funkcję pełnił do 1 lipca 1878.

### 1870

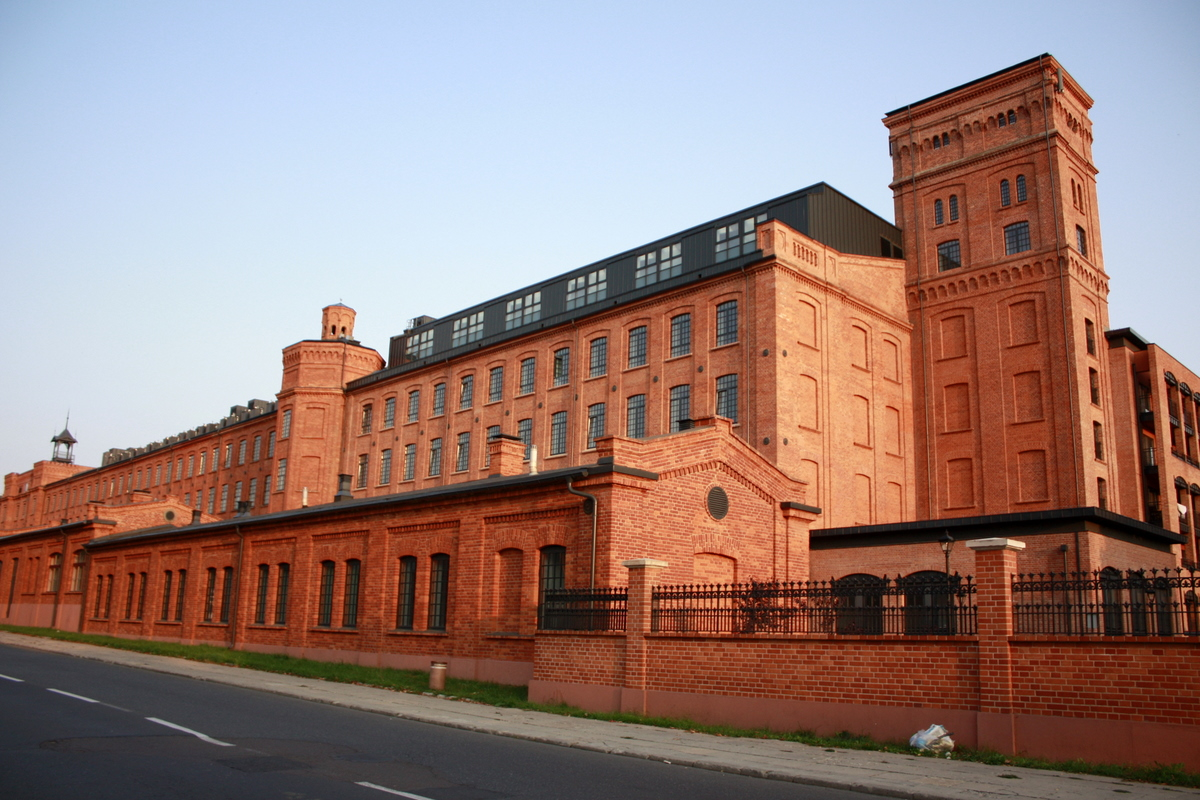
Przędzalnia bawełny Karola Scheiblera (wrzesień 2011)

- (G)   (U)  rozpoczęcie budowy przez Karola Scheiblera – przy ul. św. Emilii (ob. ul. ks. bpa Tymienieckiego) – największego w Łodzi budynku przędzalni bawełny (ponad 207 m długości i 35,5 m szerokości) według projektu Hilarego Majewskiego; oddany do użytku w 1873 r., uległ pożarowi w 1874 r., odbudowany w 1877 r. (gmach ze względu na swoje rozmiary, nowatorskie rozwiązania konstrukcyjne, jak i na styl architektoniczny, stał się obiektem wzorcowym dla wielu następnych projektów)[96][97]; obecnie w budynku znajduje się zespół loftów, oddanych do użytku w 2010 r..

### 1870–1900
- (G)  okres najintensywniejszej w dziejach Łodzi rozbudowy przemysłu.

### 1871
- (R)  otwarcie przy ul. Wolborskiej synagogi ortodoksyjnej Alte Szil (mauretańskiej), wybudowanej według projektu Jana Karola Mertschinga; w 1900 zakończenie przebudowy według projektu Adolfa Zeligsona; w listopadzie 1939 podpalona przez Niemców, a potem rozebrana; w 1995 nieopodal synagogi (w Parku Staromiejskim) ustawiono Pomnik Dekalogu.

### 1872

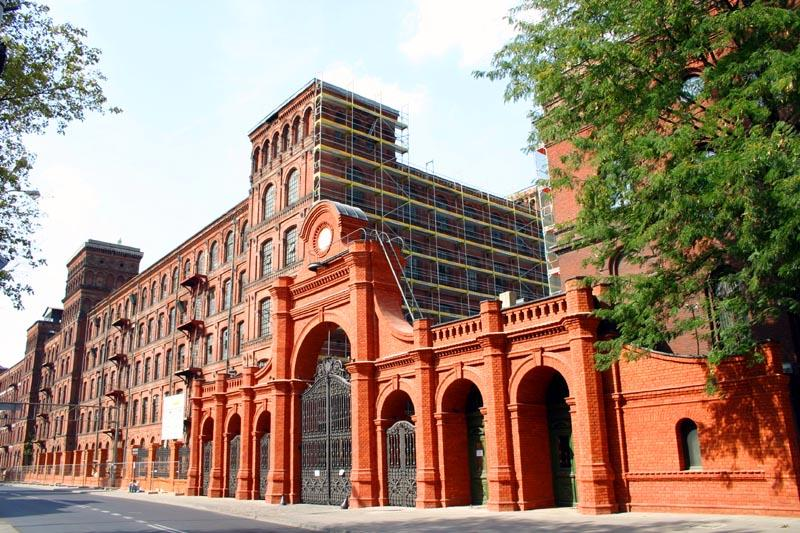
Jeden z budynków fabrycznych Izraela Poznańskiego (fot. Marek
i Ewa Wojciechowscy, 2005)

- (G)  rozpoczęcie budowy zespołu fabrycznego Izraela Poznańskiego przy ul. Ogrodowej; po II wojnie światowej upaństwowiony (Zakłady Przemysłu Bawełnianego im. Juliana Marchlewskiego „Poltex”), pełnił pierwotną funkcję do 1998, w latach 1999–2006 przekształcony w obecnie istniejące Centrum Handlowe Manufaktura (zobacz »);
- (G)  powstanie (z inicjatywy Karola Scheiblera) pierwszego łódzkiego banku – Banku Handlowego, udzielającego głównie kredytów handlowych;
- (G)  założenie (29 października) przez Karola Gehliga, Wilhelma Ginsberga, Traugotta Grohmanna, Hermana Konstadta, Maksymiliana Leinvebera, Martina Łaskiego, Józefa Paszkiewicza, Jakóba Petersa, Rafała Sachsa, Karola Scheiblera, Ferdynanda Schlimma i Henryka Schloessera Towarzystwa Kredytowego m. Łodzi; prezesem został wybrany Karol Scheibler[98];
- (A)  architektem miejskim został mianowany Hilary Majewski; pozostał na tym stanowisku aż do śmierci w 1892; przypisuje się mu duży wpływ na wygląd Łodzi w okresie jej najdynamiczniejszego rozwoju;
- (M)  uruchomienie dwóch pierwszych publicznych łaźni przez Fryderyka Sellina – przy ul. Konstantynowskiej (ob. ul. Legionów) i ul. Średniej (ob. ul. Pomorska).

### 1874
- (D)  śmierć Traugotta Grohmanna (25 sierpnia), jednego z pierwszych łódzkich fabrykantów bawełny;
- (Z)  powstanie drugiego w Łodzi parku publicznego (2,3 ha) – Kolejowego (nazywanego też Aleksandrowskim, obecnie park im. Stanisława Moniuszki) – przy ul. Dzielnej (ob. ul. Narutowicza); park powstał w bezpośrednim sąsiedztwie dworca Łódź Fabryczna, na placu należącym do Kasy Miejskiej, w miejscu, gdzie jeszcze w pierwszej połowie XIX w. rósł las rządowy zwany Karkoszką; pierwszym parkiem miejskim był Ogród Spacerowy Źródliska założony w 1840 r.[65][68]

### 1875

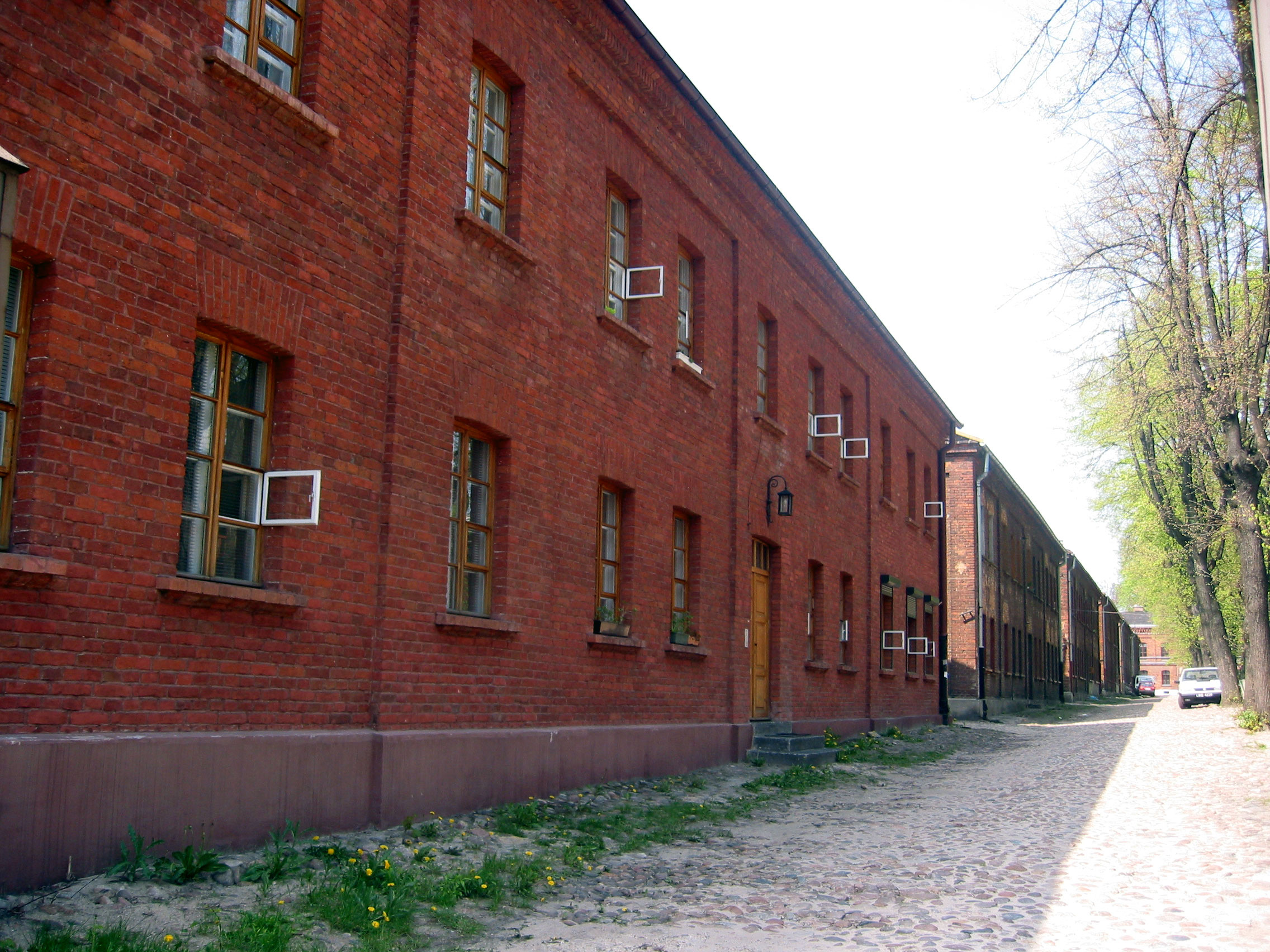
Domy robotnicze na Księżym Młynie (maj 2005)

- (U)  utworzenie (18 czerwca) wsi – osady fabrycznej Bałuty Nowe, założonej przez Augusta Zawiszę, ulokowanej wokół Rynku Bałuckiego[99],
- (O)  powołanie (16 września) Łódzkiej Straży Ogniowej Ochotniczej; komendantem i prezesem został Ludwik Grohman, jego zastępcą – L. Zoner; faktyczną działalność straż rozpoczęła 14 maja 1876; z początkiem 1886 r. była podzielona na 4 oddziały cyrkułowe i liczyła 284 czynnych członków oraz 929 członków honorowych (wspierających)[100];
- (G)  uruchomienie fabryki wyrobów wełnianych przez Arnolda Stillera i Juliusza Bielszowskiego przy ul. Cegielnianej 1438g (późn. nr 78/82, ob. ul. Jaracza 52)[101];
- (U)  rozpoczęcie budowy osiedla domów robotniczych Księży Młyn przez Karola Scheiblera.

### 1876
- (U)  wybrukowanie całej ul. Piotrkowskiej tzw. kocimi łbami.

### 1877

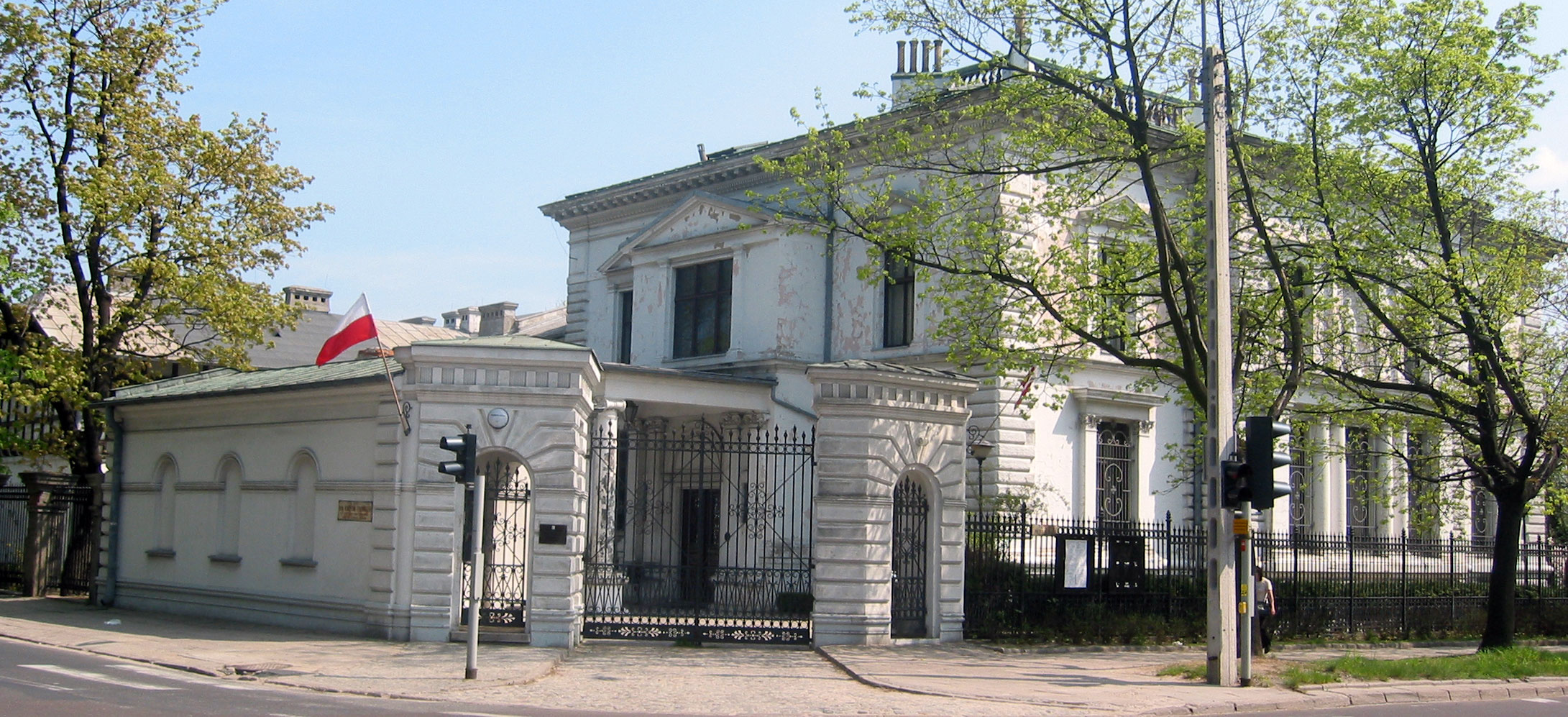
Willa Edwarda Herbsta
(maj 2005)

- (L)  Łódź liczyła 41 079 mieszkańców stałych (51 385 ogółem stałych i niestałych)[41];
- (D)  duży pożar (w końcu maja) suszarni parowej w kompleksie fabrycznym Roberta Biedermanna przy ul. Widzewskiej 1/3 (ob. ul. Kilińskiego); wysokość strat przekroczyła 100 000 rubli[102];
- (K)  otwarcie teatru „Victoria” przy ul. Piotrkowskiej 776 (ob. ul. Piotrkowska 67), potem przekształconego w kino, po II wojnie światowej o nazwie „Polonia”;
- (O)  założenie przez społeczność łódzkich luteran Komitetu Wsparcia Biednych, przekształconego w 1884 r. w Łódzkie Chrześciańskie Towarzystwo Dobroczynności[b][54];
- (U)  oddanie do użytku neorenesansowego zespołu pałacowego Edwarda Herbsta na rogu ulic Przędzalnianej i św. Emilii (ob. ul. ks. bpa Tymienieckiego); wybudowany w latach 1875–1877 według projektu Hilarego Majewskiego dla najstarszej córki Karola Scheiblera – Matyldy – i jej męża Edwarda Herbsta; rezydencja pozostawała w rękach rodziny do końca 1941 r.; po II wojnie światowej miała kilku użytkowników (m.in. przedszkole oraz spółdzielnię pracy); w latach 80. XX w. zespół przejęło Muzeum Sztuki przeprowadzając jego gruntowną rekonstrukcję (obecnie prezentowane są w nim wnętrza mieszkalne typowe dla łódzkiej elity przemysłowej przełomu XIX i XX w.); 20 stycznia 1971 r. oraz 14 grudnia 1995 r. pałac został wpisany do rejestru zabytków; w 1990 r. rezydencja została uhonorowana medalem Europa Nostra[103];
- (G)   (Ś)  sprowadzenie przez drukarza Jana Petersilgego pierwszej drukarskiej maszyny cylindrycznej.

### 1878

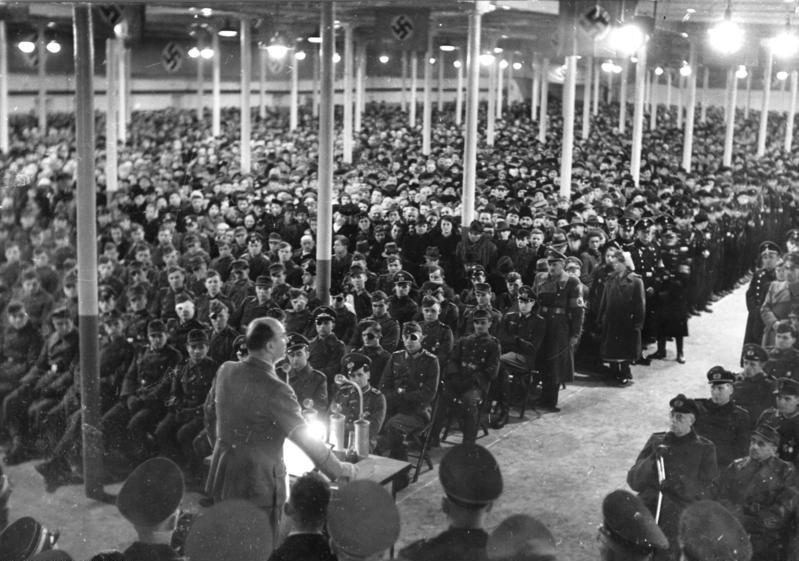
Gauleiter Kraju Warty, Arthur Greiser, przemawia na wiecu SS w hali dawnej przędzalni Léona Allarta (fot. Hoffmann, 15 marca 1944)

- (A)  prezydentem Łodzi został (od 1 sierpnia) Walerian Michał Makowiecki; funkcję pełnił do 1882 r. (zmarł 18 listopada);
- (G)  uruchomienie m.in. fabryki wyrobów włókienniczych Ernsta Leonhardta przy ul. Rzgowskiej 17a, tkalni wyrobów bawełnianych i lnianych Floriana Jarischa przy ul. Piotrkowskiej 153 (pierwotnie nr 733), zakładów bawełnianych Józefa Gampego i Juliusza Albrechta przy ul. Piotrkowskiej 208/210 (pierwotnie nr 581/2);
- (G)  założenie pierwszej w Królestwie Polskim przędzalni wełny czesankowej przez francuskiego przemysłowca Léona Allarta na terenie osady Kąty przy ulicy Kątnej (ob. ul. Wróblewskiego 19), zakupionym od Augusta Kroeniga; w kolejnych latach powstał tam duży zespół fabryczno-mieszkalny (obiekty fabryczne zaprojektował Hilary Majewski), od 1904 r. zarządzany przez Generalną Kompanię Przemysłu Przędzalniczego Zakładów „Allart, Rousseau et Compagnie”; potocznie łodzianie nazywali zakłady Allarta „starymi Francuzami” (w odróżnieniu od „nowych Francuzów” – założonej w 1889 r. przędzalni Paula Desurmonta – zobacz »); w czasie okupacji niemieckiej budynki przejęła firma Bayerische Motoren Werke A. G. i prowadziła w nich montaż i naprawy silników samolotowych; po II wojnie światowej zakłady upaństwowiono tworząc Państwowe Zakłady Przemysłu Wełnianego nr 4, od 1952 r. Zakłady Przemysłu Wełnianego im. Gwardii Ludowej, przekształcone następnie w Przędzalnię Czesankową „Polmerino”; po upadku zakładów po 1989 r. zakupiła je polsko-hiszpańska firma deweloperska Urbanica, która w latach 2006–2007 zburzyła niemal wszystkie budynki, przeznaczając teren pod budowę osiedla mieszkaniowego; do marca 2016 r. osiedle nie powstało, a deweloper traktuje pusty kwartał jako teren na sprzedaż[104][105].

### 1879
- (G)  powstanie zakładów bawełnianych Juliusza Heinzla i Juliusza Kunitzera, nazwanych później Widzewską Manufakturą.

### 1880
- (R)  wmurowanie (1 lipca) kamienia węgielnego pod budowę kościoła luterańskiego św. Jana przy ul. Dzikiej (ob. ul. Sienkiewicza 60)[106];
- (R)  otwarcie przy ul. Dzikiej (ob. ul. Sienkiewicza 38) neoromańskiego kościoła katolickiego pw. Podwyższenia Świętego Krzyża, wybudowanego według projektu Franciszka Tournelle’a w latach 1860–1880;
- (G)   (O)  zatwierdzenie statutu pierwszej w Łodzi spółki akcyjnej – Towarzystwa Akcyjnego Wyrobów Bawełnianych K. Scheiblera.

### 1881

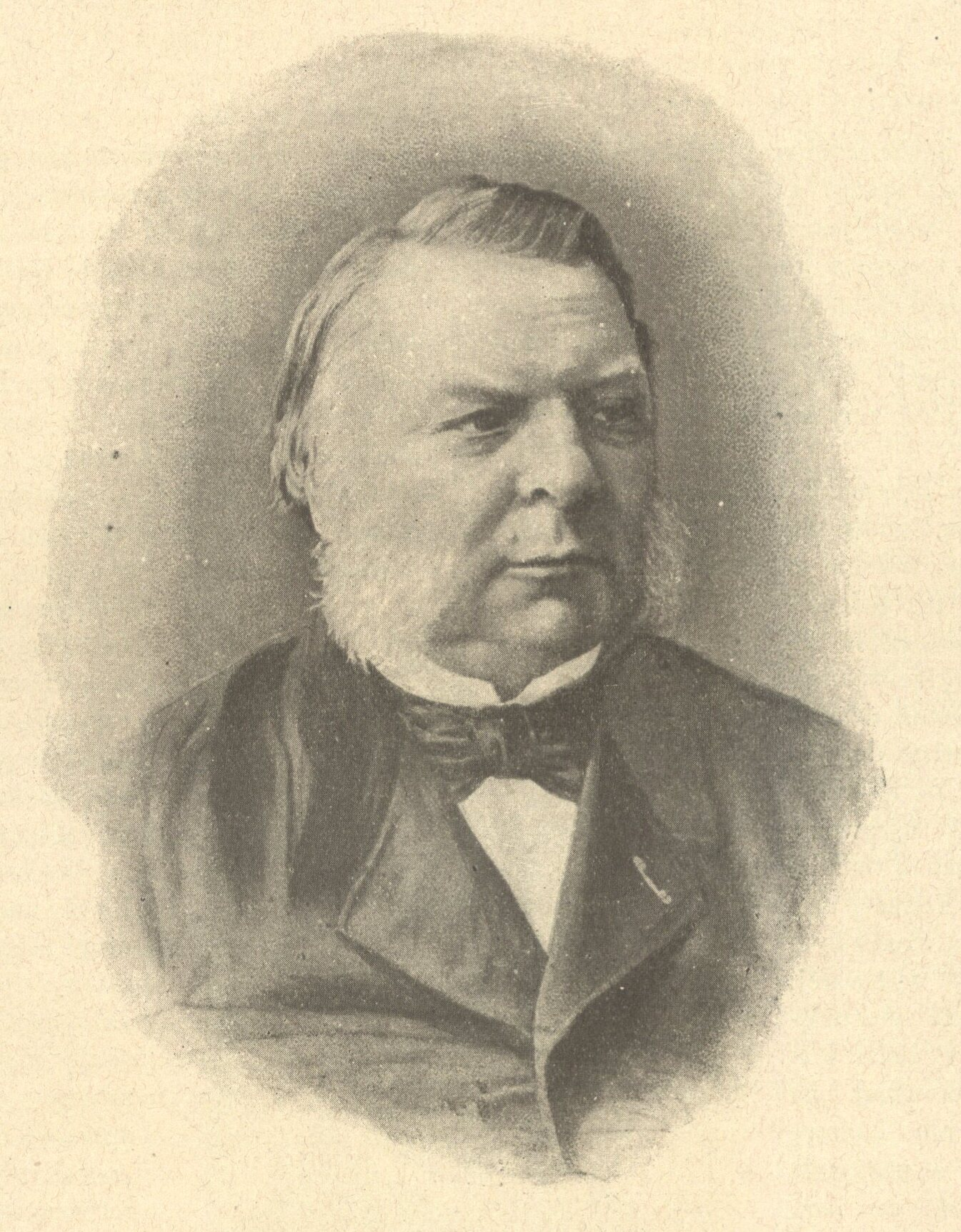
Karol Scheibler
(ur. 1820, zm. 1881)

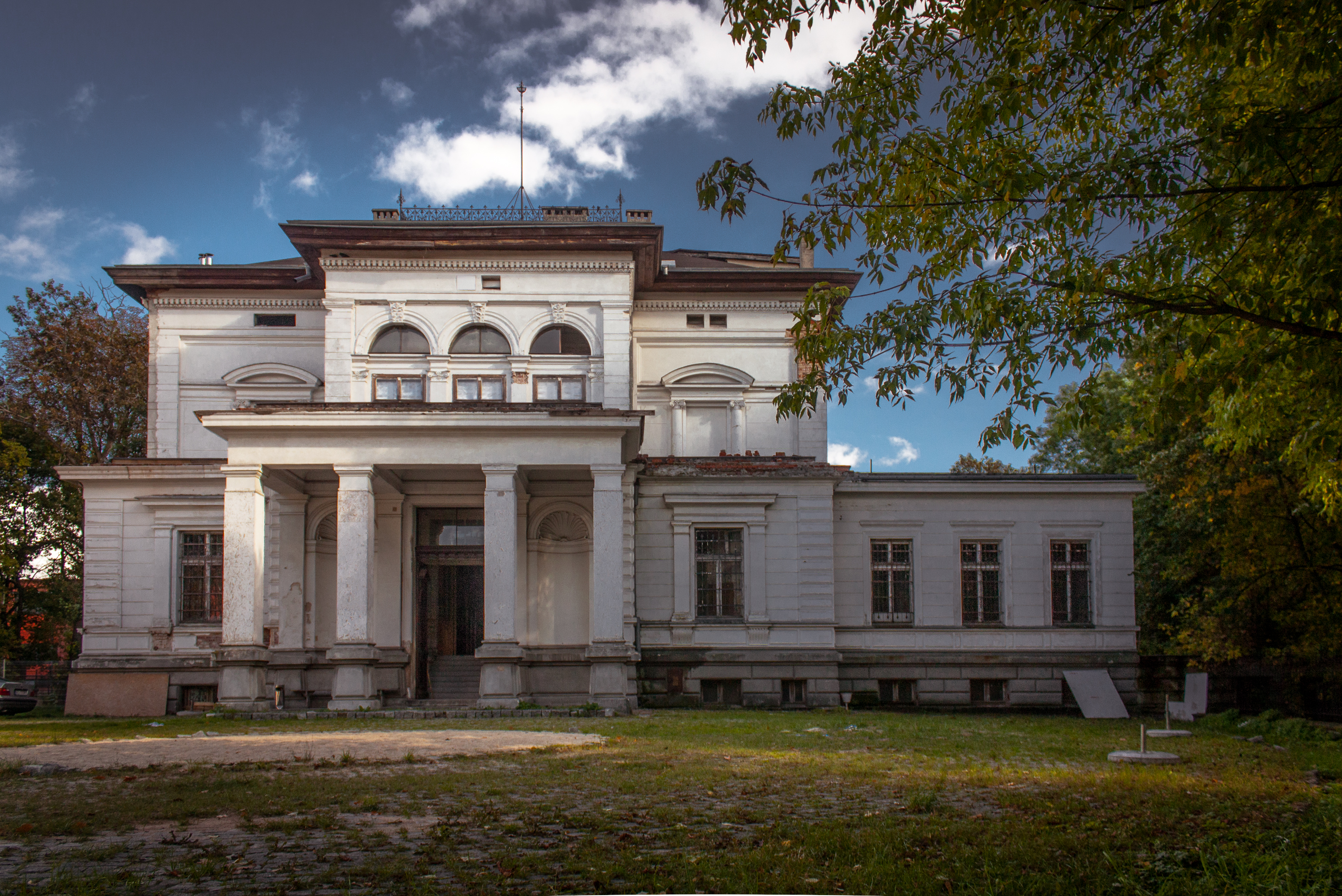
Willa Ludwika Grohmana
(wrzesień 2013)

- (D)  śmierć drugiego „króla bawełny” – Karola Scheiblera (13 kwietnia);
- (U)  rozpoczęcie prac (17 maja) przy budowie Wielkiej Synagogi u zbiegu ulic Spacerowej i Zielonej (ob. al. Kościuszki 2 / ul. Zielona 8); na jej wzniesienie Karol Scheibler ofiarował przed śmiercią 15 000 rubli; została otwarta w połowie września 1887 r.[107] (zobacz »)
- (D)  duży pożar (10 listopada) przędzalni bawełny Juliusza Kunitzera przy szosie Rokicińskiej 1262d (ob. al. Piłsudskiego 135); sumę strat oszacowano na około 300 000 rubli[108];
- (U)  oddanie neorenesansowej willi Ludwika Grohmana przy ul. Tylnej 9/11, wzniesionej według projektu Hilarego Majewskiego; w latach 1894–1896 została rozbudowana o klatkę schodową i ogród zimowy, a w 1913 r. o piętrowy aneks z osobnym wejściem; była to jedna z pierwszych tak okazałych rezydencji fabrykanckich w Łodzi – wnętrza urządzono z dużym przepychem w stylu renesansu włoskiego; willę otaczał ogród założony równolegle z jej budową (ob. park im. J. Kilińskiego); w czasie II wojny światowej rodzina Grohmanów została wyrzucona z willi, a duża część dobytku została przejęta i sprzedana; w 1945 r. budynek zajęło NKWD dokonując grabieży większości elementów wyposażenia wnętrz; po wojnie pałac stał się własnością Zakładów Przemysłu Bawełnianego (funkcjonowało tam zakładowe przedszkole i żłobek) i ulegał stopniowej dewastacji; od 1998 r. budynek pozostaje w rękach prywatnych i kilkakrotnie zmieniał już właścicieli, którzy podejmowali się prac remontowych – nie zostały one jednak dokończone; 20 stycznia 1971 r. willa została wpisana do rejestru zabytków[71][109].

### 1882
- (M)  otwarcie (3 marca) tymczasowego szpitala żydowskiego przy ul. Drewnowskiej, z inicjatywy i przy wsparciu finansowym Izraela Poznańskiego; stanowisko lekarza naczelnego powierzono Maksymilianowi Cohnowi; szpital działał do października 1890 roku, kiedy to otwarto nowo wzniesiony, znacznie większy Szpital dla Starozakonnych m. Łodzi imienia Izraela i Leonii małżonków Poznańskich przy ul. Nowotargowej 1 – ob. ul. Sterlinga[110][111] (zobacz »);
- (G)   (N)  utworzenie (w kwietniu) drugiej w kraju chemicznej stacji doświadczalnej, z inicjatywy Alfreda Fuchsa; do zadań stacji należało wykonywanie analiz chemicznych wszelkich substancji, badań mikroskopowych i spektroskopowych, a także badań żywności pod kątem jej przydatności do spożycia oraz ewentualnej zawartości substancji szkodliwych[112];
- (K)  otwarcie (8 października) niemieckiego teatru „Thalia” z widownią na 800 miejsc w gmachu przebudowanym według projektu Ottona Gehliga z sali tanecznej Ignacego Vogla przy ul. Dzielnej 1373 (późn. nr 18, ob. ul. Narutowicza 20); budynek spłonął 5 września 1921, a w jego miejscu powstała ponownie sala tańca; po przebudowie na salę kinową mieściły się tam kolejno kina: „Reduta” (otwarte 18 marca 1925), „Splendid” (otwarte 20 maja 1927), „Roxy” (otwarte w 1933), „Europa” (otwarte w 1934) i „Bałtyk” (od lutego 1945 do września 2015);
- (A)  prezydentem Łodzi został (od 22 listopada) Władysław Pieńkowski; funkcję pełnił aż do pierwszych dni I wojny światowej (do 5 sierpnia 1914).

### 1883
- (I)  zainstalowanie (21 grudnia) pierwszych w Łodzi telefonów („na korbkę”, tarcze numerowe wprowadzono w 1929); utworzenie napowietrznej sieci telefonicznej[113]; formalnego odbioru zbudowanej sieci dokonała 2 stycznia 1884 delegacja Departamentu Telegrafów Ministeryum Spraw Wewnętrznych[114].

### 1884

Cerkiew św. Aleksandra Newskiego (luty 2006)

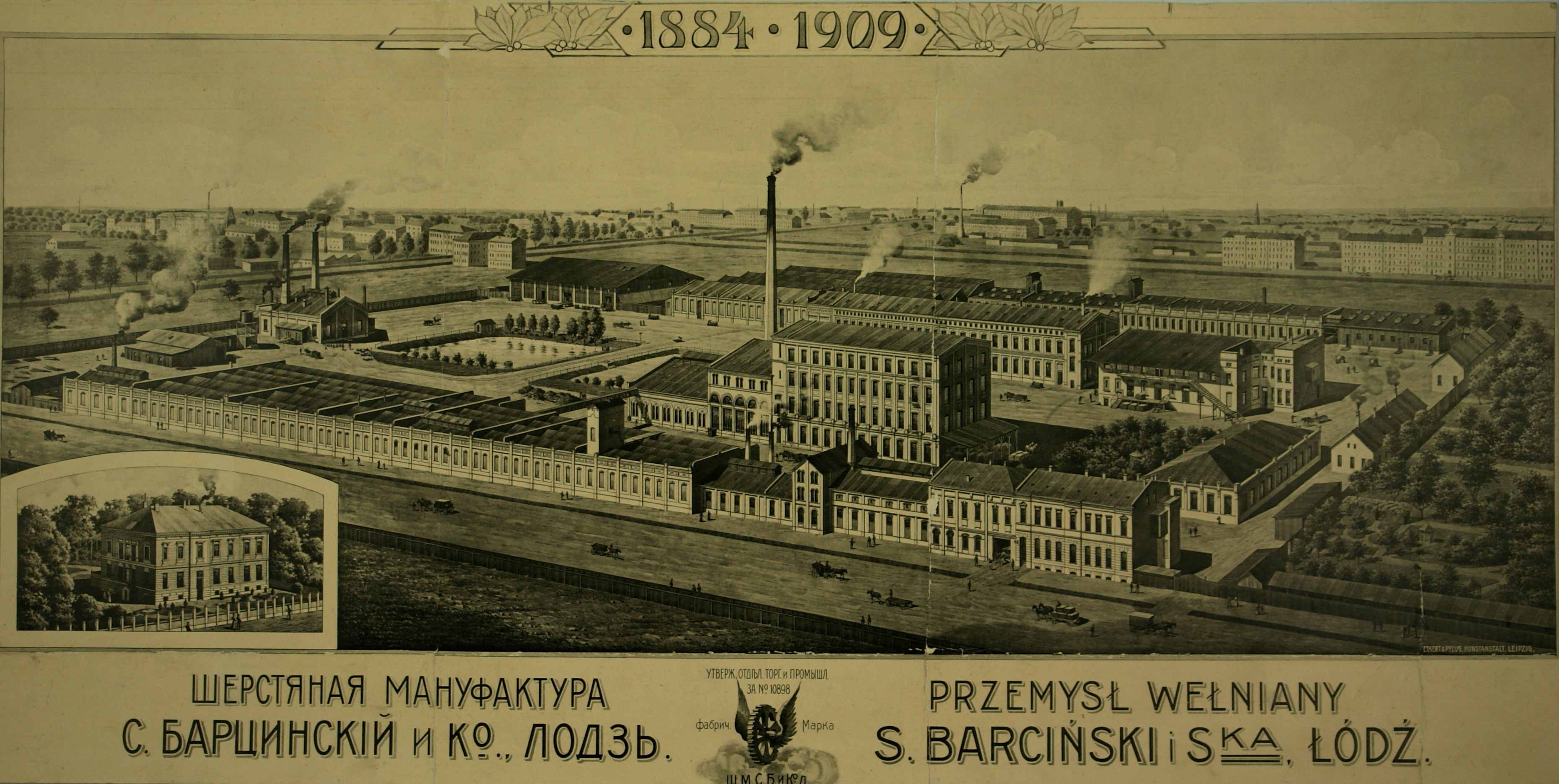
Winieta zakładów Przemysł Wełniany S. Barciński i S-ka

- (Ś)  ukazanie się (6 stycznia) pierwszej polskiej gazety w języku narodowym – „Dziennika Łódzkiego” (wydawana była do 1892 r., następnie w latach 1919, 1931–39 i od 1945 r. do dziś[c]);
- (R)  na zebraniu gminy ewangelickiej (7 lutego) zatwierdzono jej podział na dwie samodzielne parafie, których granicą stała się ul. Krótka (ob. ul. Traugutta); ustanowiono także etat dla drugiego proboszcza i personelu kościelnego[115];
- (G)  zainstalowanie (w lutym) oświetlenia elektrycznego w przędzalni wełny czesankowej firmy Léon Allart et Compagnie przy ul. Kątnej (ob. ul. Wróblewskiego 19) oraz w części zakładów Karola Scheiblera; były to pierwsze łódzkie firmy, w których wprowadzono oświetlenie elektryczne[116];
- (Z)  posadzenie (w kwietniu) pierwszych drzewek na Rynku Nowego Miasta (ob. pl. Wolności)[117];
- (R)  otwarcie (10 czerwca) przy ul. Widzewskiej (ob. ul. Kilińskiego 56) neobizantyjskiej cerkwi św. Aleksandra Newskiego, wybudowanej w latach 1880–1884 według projektu Hilarego Majewskiego; konsekracji świątyni dokonał arcybiskup chełmski i warszawski Leoncjusz, w obecności m.in. generał-gubernatora warszawskiego Iosifa Hurki i gubernatora piotrkowskiego Nikołaja Zinowjewa[118]; car Aleksander III Romanow przekazał nowej cerkwi dar złożony z kompletnego garnituru srebrnych, pozłacanych naczyń mszalnych[119];
- (G)  założenie (25 czerwca) przez Salomona Barcińskiego, Izydora Birnbauma, Karola Löwa, Teodora Löwa i Maurycego Schwartza[d] fabryki wyrobów wełnianych przy ulicy Tylnej 2/6 pod nazwą Schwartz, Birnbaum et Co[120]; dwa lata później powstała pod tym adresem przędzalnia, tkalnia i wykończalnia wyrobów wełnianych i półwełnianych pod nazwą: Wełniana Manufaktura Schwarz, Birnbaum i Löw – jedno z pierwszych przedsiębiorstw łódzkich wyposażonych w oświetlenie elektryczne; po jej rozwiązaniu Barciński i Schwartz przejęli majątek i utworzyli Spółkę Akcyjną pod nazwą: Przemysł Wełniany S. Barciński i S-ka (po zakończeniu II wojny światowej i nacjonalizacji – Państwowe Zakłady Przemysłu Wełnianego nr 3 im. 9 Maja); w 2007 r. część budynków pofabrycznych włączono w budowane nowe osiedle mieszkaniowe „Barciński Park”[121][122];
- (M)   (U)  otwarcie (1 września) pierwszego szpitala fabrycznego (im. św. Anny) – na rogu ulic Milionowej i Przędzalnianej – przy zakładach K. Scheiblera, z inicjatywy Karola Jonschera – lekarza rodziny Scheiblerów; budowę sfinansowała wdowa po największym łódzkim fabrykancie – Anna z Wernerów; poświęcenia szpitala dokonał ksiądz dziekan Dąbrowski[123]; w początkowym okresie działalności szpital liczył 40 łóżek[124]; murowany piętrowy budynek w stylu klasycystycznym zaprojektował Hilary Majewski; od 1955 r. szpital im. Karola Jonschera[125];
- utworzenie (w połowie września) straży ogniowej przy zakładach Karola Scheiblera; składała się z trzech oddziałów liczących łącznie 108 strażaków, dysponujących wyposażeniem obejmującym m.in. dwie duże sikawki i jedną małą oraz składaną drabinę ratunkową sięgającą wysokości 26 m; oprócz zabezpieczenia zakładów straż scheiblerowska miała także wspomagać miejską straż ogniową w walce z pożarami na terenie całej Łodzi[126]; naczelnikiem straży został Karol Wilhelm Scheibler II (syn zmarłego w 1881 r. K. Scheiblera), zastępcą – Edward Herbst, bezpośrednim dowódcą – Schwarc[127];
- (R)  konsekracja (8 października) przez biskupa Pawła Ewertha neoromańskiego kościoła luterańskiego św. Jana przy ul. Dzikiej (ob. ul. Sienkiewicza 60), wybudowanego w latach 1880–1884, według projektu Ludwika Schreibera; w uroczystości uczestniczył m.in. gubernator piotrkowski Nikołaj Zinowjew, a przed kościołem zgromadziło się około 30 000 wiernych. Na budowę świątyni 50 tys. rubli przekazał, niedługo przed śmiercią, Karol Scheibler; koszt budowy (bez wyposażenia i kosztów zagospodarowania otoczenia) wyniósł około 150 000 rubli[128]; dzwony kościelne (dar O. J. Schultza) sprowadzono z Drezna z firmy J. Grossego, organy obejmujące 44 rejestry (dar Edwarda Herbsta) – ze świdnickiej fabryki Schlag i Synowie[106][129]. Od 1945 kościół rzymskokatolicki Najświętszego Imienia Jezus obsługiwany przez ojców jezuitów;
- (O)  zatwierdzenie (12 października) ustawy (statutu) Łódzkiego Chrześciańskiego Towarzystwa Dobroczynności[b]), którego celem było przyczynianie się do usunięcia żebractwa w m. Łodzi, niesienia pomocy osobom, wstydzącym się żebrać i w ogóle rozciąganie opieki nad mieszkańcami wyznania chrześciańskiego, którzy znajdują się w potrzebie niezbędnej korzystania z dobroczynności publicznej[130]; pierwsze ogólne zebranie członków Towarzystwa odbyło się 1 kwietnia 1885[131];
- (H)  otwarcie (w październiku) pierwszej w Łodzi kwiaciarni przy ul. Piotrkowskiej[132].

### 1885

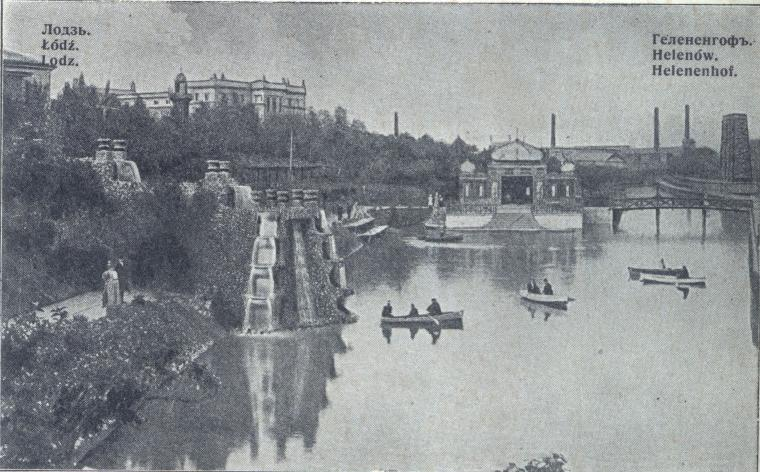
Park Helenów (zdjęcie archiwalne z XIX w.)

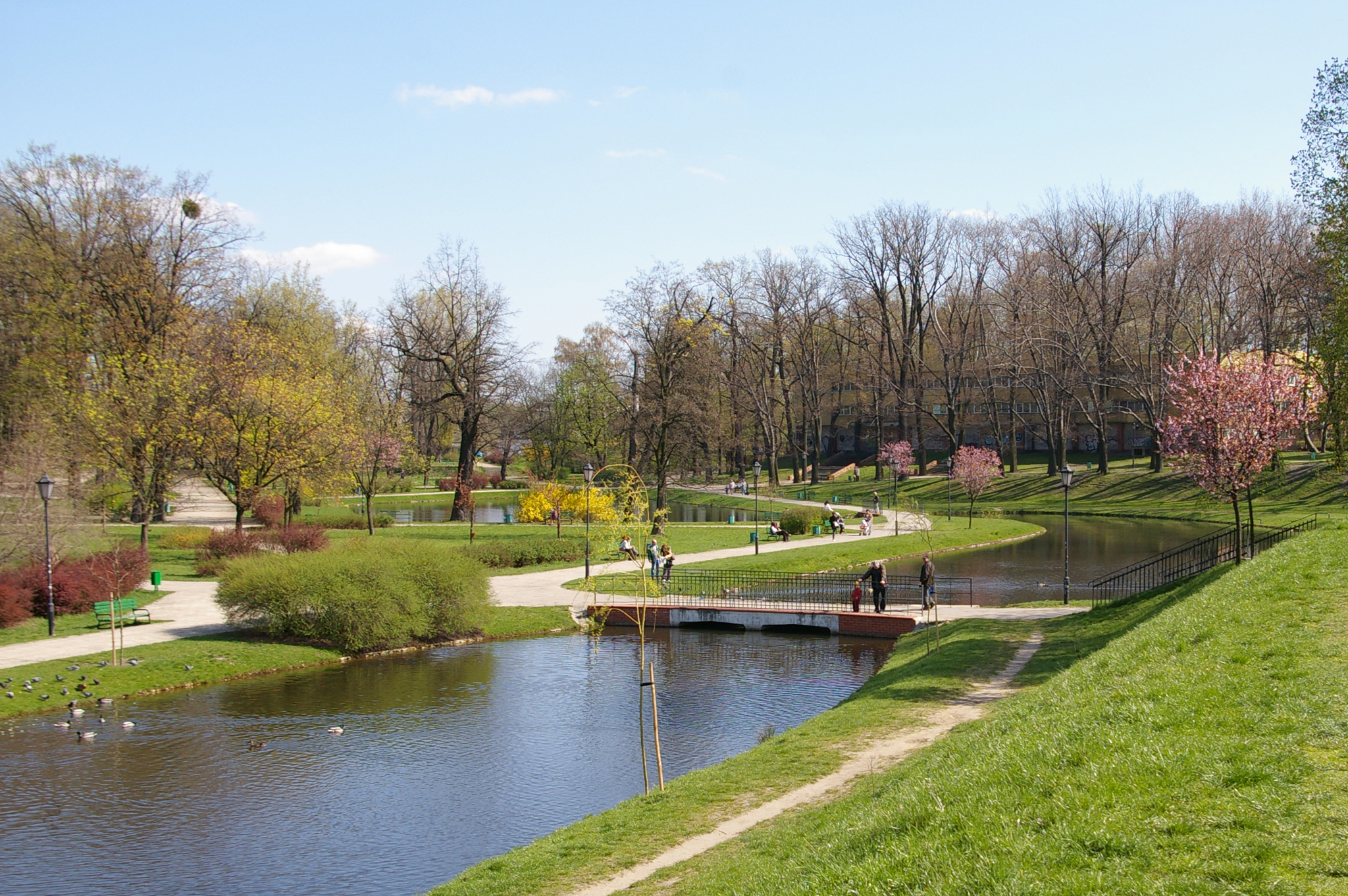
Park Helenów
(kwiecień 2008)

- (L)  Łódź liczyła 55 134 mieszkańców stałych (108 450 ogółem stałych i niestałych)[41];
- (R)  wydanie (24 stycznia) dekretu przez arcybiskupa metropolitę warszawskiego Wincentego Teofila Popiela o podziale łódzkiej parafii katolickiej i ustanowieniu drugiej, nowej parafii św. Krzyża; granica między parafią Wniebowzięcia Najświętszej Maryi Panny a parafią św. Krzyża została ustanowiona wzdłuż ulic Zawadzkiej i Południowej (ob. ulice Próchnika i Rewolucji 1905 r.); do pierwszej parafii zaliczono, oprócz północnej części Łodzi, wsie Bałuty Stare i Nowe, Brus, Doły, Manię, Marysin, Radogoszcz, Rogi, Ruszczki, Żubarć i Żabiniec, do drugiej, oprócz południowej części Łodzi – wsie Augustów, Karolew, Poręby, Rokicie Stare i Nowe, Widzew i Zarzew[133];
- (Z)  otwarcie (26 stycznia) przez łódzkich browarników parku Helenów, zwanego też Helenowskim (nazwa od imienia żony Ludwika Anstadta – Heleny); uroczyste otwarcie odbyło się podczas imprezy charytatywnej na rzecz Łódzkiego Chrześcijańskiego Towarzystwa Dobroczynności; usytuowany na obszarze doliny rzeki Łódki park powstał w latach 1881–1885 według projektu berlińskiej firmy ogrodniczej L. Späth (pozwolenie na budowę uzyskano w październiku 1881 r.); pierwsze trzydzieści lat parku to okres coraz większej jego świetności, bagnisty teren w krótkim czasie zmienił się w efektowny, urządzony z przepychem ogród; wśród atrakcji wymienić można było m.in.: stawy z przystanią dla łódek, kamienną kaskadą na skarpie z wodotryskami, wieżę widokową (rozebrana w 2000 r.[134]), zwierzyniec (w którym oglądać można było m.in. niedźwiedzie i małpy), grotę z lawy wulkanicznej, tarasy, bogate kwietniki, muszlę koncertową, tor kolarski, korty tenisowe i boisko; cały park ogrodzono wysokim płotem, a płatny wstęp obowiązywał do września 1939 r.; 26 września 1895 r. została otwarta w Helenowie pierwsza w Łodzi Wystawa Rzemieślniczo-Przemysłowa; w sierpniu 1896 r. miał miejsce pierwszy w Łodzi pokaz filmowy; w 1898 r. odbył się na terenie parku pierwszy w Łodzi pokaz wzlotu balonu (na wysokość 900 m) i skoku ze spadochronem; w 1911 r. odbyła się druga w Królestwie Polskim wystawa lotnicza; podczas II wojny światowej służył tylko Niemcom, głównie funkcjonariuszom Gestapo; po wojnie (po rocznym użytkowaniu przez wojsko) park przeszedł na własność miasta; w 1947 r. zmieniono mu nazwę na park im. 19 Stycznia (data zajęcia miasta przez armię radziecką) i po gruntownym uporządkowaniu został otwarty dla publiczności; w latach 70. i 90. XX w. przeprowadzono w parku rewitalizację; 6 grudnia 1984 r. park został wpisany do rejestru zabytków; 27 maja 1994 r. powrócono do pierwotnej nazwy Helenów; 10 listopada 2003 r. na południowym skraju parku, u wylotu ul. Sterlinga, odsłonięty został Pomnik Chwały Żołnierzy Armii „Łódź”[65][135];
- (K)  koncert niemieckiego pianisty Hansa von Bülowa (7 lutego) w teatrze „Thalia” przy ul. Dzielnej 1373 (ob. ul. Narutowicza 20); artysta wykonał utwory Bacha, van Beethovena, Chopina, Czajkowskiego, Liszta i Rubinsteina[136];
- (K)  koncert pianisty Józefa Wieniawskiego (21 kwietnia) w teatrze „Victoria” przy ul. Piotrkowskiej 776 (ob. ul. Piotrkowska 67); artysta wykonał utwory van Beethovena, Chopina, Händla, Liszta, von Webera, Wagnera oraz kompozycje własne[137];
- (D)  wielki pożar fabryki Morytza Zanda w osadzie Mania (15 maja); ogień pojawił się w suszarni około godz. 4:30, a walka z nim trwała do godz. 11:00; fabryka zatrudniająca ponad 100 robotników spłonęła niemal doszczętnie, ocalała tylko część farbiarni[138];
- (D)  wielki pożar zabudowań (13–14 czerwca) przy ul. Piotrkowskiej 255 i 255b (obecnie ul. Piotrkowska 18 i 20); ogień pojawił się około godz. 20:00, a jego dogaszanie trwało aż do wieczora dnia następnego; z pożarem walczyły wszystkie trzy oddziały ochotniczej straży ogniowej oraz straż ogniowa zakładów K. Scheiblera; w czasie akcji kilku strażaków zostało dotkliwie poparzonych; doszczętnie spłonęły: dom Zelmana Salomonowicza wraz z drukarnią „Lodzer Zeitung” należącą do Jana Petersilgego (maszyna drukarska spadła z wysokości przez przepaloną podłogę), składy rosyjskiego towarzystwa transportowego wraz z przechowywanymi towarami o wartości 125 000 rubli oraz składy szkła Antoniego Jezierskiego[139][140];
- (D)  wielki pożar kamienicy (17–18 czerwca), zwanej wówczas bazarem Kaliskiego, przy ul. Piotrkowskiej 520 (obecnie ul. Piotrkowska 88); ogień został wzniecony celowo (o co oskarżono Fiszla Kaliskiego – właściciela kamienicy – i jego syna Abrama[141]) tuż po północy 17 czerwca, gasiły go przez 22 godziny wszystkie trzy oddziały ochotniczej straży ogniowej oraz straż ogniowa zakładów K. Scheiblera, mając utrudniony dojazd z powodu prac nad wymianą bruku na ul. Piotrkowskiej; wielu strażaków zostało poparzonych; kamienica spłonęła niemal doszczętnie, a pogorzelisko tliło się kilka dni[100][142][143]. Wiosną 1886 r. zrujnowaną nieruchomość nabył na licytacji za kwotę 44 920 rubli Ludwik Meyer[144], który w 1887 r. kamienicę odbudował[145];
- (W)  na Wystawie Rolniczo-Przemysłowej w Warszawie (w czerwcu) medal złoty wielki otrzymało Towarzystwo Akcyjne Zakładów Bawełnianych Karola Scheiblera za tkaniny bawełniane białe i barchany drukowane, różnorodność tkanin białych, postęp w ich wykończeniu, znaczny obrót, postępowe prowadzenie fabryk i liczne urządzenia dobroczynne dla robotników, medale złote – Izrael Poznański za znaczny obrót i różnorodność tkanin bawełnianych białych, szczególnie piki podwójne i postępowe prowadzenie fabryki oraz Ludwik Meyer za tkaniny wełniane (sezonowe oraz kołdry, chustki i serwety gobelinowe), wielką ich różnorodność i znaczny ich obrót; medal srebrny zdobyła firma Otto i Scholtz za wyroby blacharskie budowlane; medale brązowe otrzymali: Otto Gehlig za komplet fotografij i projektów domów mieszkalnych i fabryk w Łodzi, Juliusz Pancer za wyrób sukien trykotowych, Eliasz Stumann za zdjęcia wnętrz oraz M. A. Wiener za tkaniny z wełny czesankowej i znaczny obrót w tym towarze; listami pochwalnymi nagrodzono Karola Henzelera za wyroby szczotkarskie i firmę Wagner i Sp. za wyrabianie rur blaszanych do ogrzewania parą[146][147];
- (A)  rozpoczęcie (we wrześniu) reformy adresowej – począwszy od Nowego Rynku (ob. pl. Wolności) i ul. Piotrkowskiej wprowadzono kolejne numery porządkowe domów: nieparzyste po prawej stronie ulic, parzyste po stronie lewej; odtąd adres składał się z nazwy ulicy i numeru domu (wcześniej podawano nazwę ulicy, numer hipoteczny posesji i nazwisko jej właściciela – np.: ul. Widzewska N. 1437, dom Starka – lub tylko nazwę ulicy i nazwisko właściciela posesji – np. ul. Wschodnia, dom Zieglera); ulice oznaczono tablicami z blachy cynkowanej z wypukłymi napisami w językach polskim i rosyjskim[148];
- (U)  oddanie do użytku (21 października) i poświęcenie nowego gmachu więzienia miejskiego u zbiegu ulic Długiej i Konstantynowskiej (ob. ul. Gdańska 13); wcześniej więźniów przetrzymywano w areszcie przy ratuszu[149]; gmach pełnił funkcję więzienia do lutego 1953 r., potem zajmowała go Wojewódzka Szkoła Milicji Obywatelskiej, a 8 lipca 1958 został przekazany tworzącemu się Muzeum Historii Ruchu Rewolucyjnego (ob. Muzeum Tradycji Niepodległościowych);
- (M)   (N)   (O)  nieformalne, choć za zgodą gubernatora piotrkowskiego, zawiązanie Łódzkiego Towarzystwa Lekarskiego (18 listopada)[150]; jego statut został zatwierdzony 12 września 1886 (zobacz »);
- (G)  uruchomienie przez Maksymiliana Walickiego i L. Jankowskiego pierwszej w kraju fabryki wytwarzającej druty izolowane dla telegrafów i telefonów[151];
- (G)  roczna wartość produkcji 743 łódzkich fabryk, zatrudniających łącznie 22 670 robotników, przekroczyła 40 000 000 rubli; 482 zakłady włókiennicze (w tym 409 bawełnianych) zatrudniało łącznie 21 057 robotników i wytworzyło w 1885 r. wyroby o wartości prawie 36 000 000 rubli[152].

### 1886

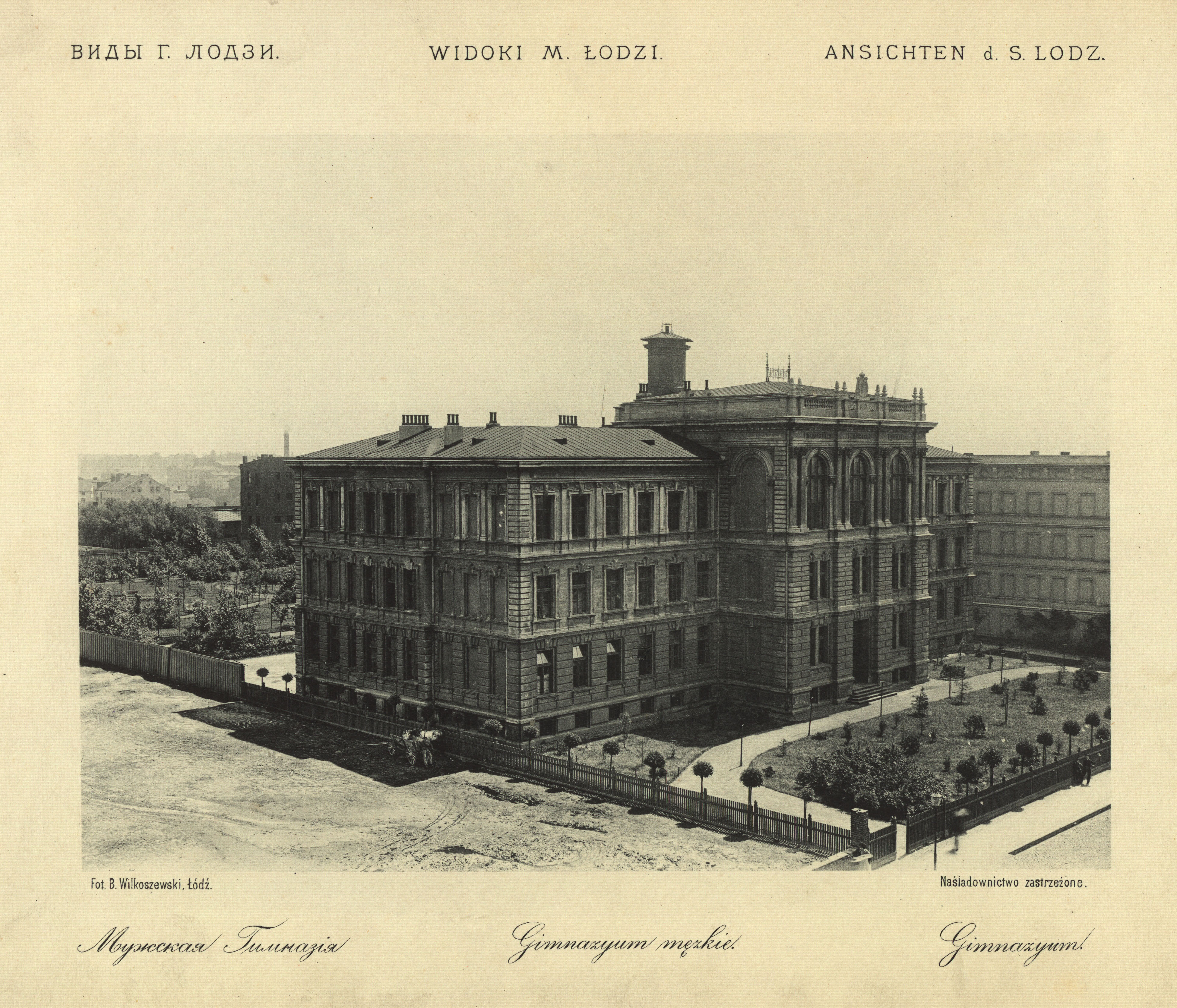
Gmach Męskiego Rosyjskiego Gimnazjum Rządowego
przy ul. Mikołajewskiej,
ob. ul. Sienkiewicza 46
(fot. B. Wilkoszewski, 1896)

- (G)  zebranie założycielskie komitetu powołanego w sprawie budowy miejskiej sieci wodociągowej i kanalizacyjnej (12 stycznia); w jego skład weszli: Edward Herbst (prezes), Ludwik Meyer (wiceprezes), Robert Biedermann, Gustaw Geyer, Henryk Grohman, Juliusz Heinzel, Juliusz Kunitzer, Izrael Poznański, Szaja Rosenblatt, Karol Scheibler, Markus Silberstein i Wojciech Oppeln-Bronikowski (sekretarz)[153][154]; pierwszy projekt, którego koszt realizacji wyceniono łącznie na 5 mln rubli, powstał już w latach 1886–1889[154], lecz budowę rozpoczęto dopiero w maju 1925 r. (zobacz »);
- (G)  otwarcie (13 stycznia) łódzkiego oddziału rosyjskiego Banku Państwa; zarządzającym oddziałem mianowano Jana Bełcikowskiego, zaś członkami komitetu dyskontowego – Eugeniusza Geyera, Ludwika Grohmana, Edwarda Herbsta, Juliusza Heinzla, Hermana Konstadta, Salomona Landaua, Ludwika Meyera i Rudolfa Zieglera[155];
- (G)  uruchomienie (w styczniu) pierwszej w Łodzi wytwórni wędlin koszernych (wcześniej były one sprowadzane z Warszawy)[156];
- (K)  koncert austriackiego pianisty, cesarsko-królewskiego muzyka nadwornego Alfreda Grünfelda (2 lutego) w teatrze „Victoria” przy ul. Piotrkowskiej 776 (ob. ul. Piotrkowska 67); artysta wykonał utwory m.in. van Beethovena, Chopina, Delibes’a, Liszta, Mendelssohna, Saint-Saënsa, Schuberta i Schumanna; był to drugi pobyt A. Grünfelda w Łodzi (wcześniej koncertował w 1883 r., będąc wtedy u progu sławy)[157];
- (D)  obfite opady śniegu (16 marca), zawieje i zamiecie śnieżne spowodowały 3-dniowe wstrzymanie z powodu zasp komunikacji kolejowej z Warszawą; nieprzejezdne stały się też nawet główne drogi do Pabianic i Zgierza, z których woźnice uciekali wraz z końmi, porzucając wozy z towarem[158][159][160]; gwałtowna odwilż, która nastąpiła kilka dni później, spowodowała wystąpienie z brzegów (27 marca) rzeki Łódki; jej wody zalały m.in. ul. Północną na odcinku od fabryki Biedermanna przy ul. Widzewskiej (ob. ul. Kilińskiego 1/3 oraz 2) do ulicy nazywanej wówczas potocznie Salcmanowską (od nazwiska Samuela Jechezkiela Saltzmana – kupca, który ją wytyczył i zabudował, ob. ul. Solna)[161]; wody roztopowe zalały ponadto m.in. skrzyżowanie ul. Konstantynowskiej z Długą (ob. ul. Legionów z Gdańską) oraz południową część ul. Widzewskiej (ob. ul. Kilińskiego)[162];
- (M)   (U)  położenie (23 maja) kamienia węgielnego pod budowę Szpitala dla Starozakonnych m. Łodzi imienia Izraela i Leonii małżonków Poznańskich, według projektu Hilarego Majewskiego, u zbiegu ulic Północnej i Targowej (ob. ul. Sterlinga); w uroczystości uczestniczył m.in. gubernator piotrkowski rzeczywisty radca stanu Nikołaj Zinowjew[163]; szpital otwarto w 1890 r. (zobacz »);
- (D)  wielki pożar na Starym Mieście w okolicy Starego Rynku (2–3 czerwca). Ogień pojawił się około godz. 6:30 w stajni obok domu Władysława Jeżewicza przy ul. Podrzecznej 133[e] i wkrótce objął sam dom; później w ciągu godziny pożar rozprzestrzenił się kolejno na: 3-piętrową murowaną oficynę Borucha Bergera pod numerem 134, drewniane domy Moszka i Jakóba Salzsteinów (nr 132), Lewka Lewkowicza i Joska Spiegla (nr 131), dom Katarzyny Jasieńskiej przy ul. Drewnowskiej 124, drewniany dom Fiszela Ordenansa i Jankiela Salomonowicza (nr 123) oraz domy na posesjach nr 122 i 121; gaszenie pożaru i pogorzeliska z użyciem 17 sikawek trwało około 21 godzin, a cały teren został odgrodzony od reszty miasta przez wojsko; w ogniu zginęła 5-letnia Ryfka Fromer; doszczętnie spłonęło 29 budynków na ośmiu posesjach, w tym 3 murowane; łączne straty w nieruchomościach właściciele oszacowali na 51 700 rubli; bez dachu nad głową zostały 132 rodziny[164];
- (I)  przeniesienie (1 lipca) urzędu pocztowego z ul. Wschodniej do kamienicy Ludwika Meyera u zbiegu prywatnego wówczas pasażu Meyera z ul. Dziką (ówczesny adres: ul. Dzika 514d, ob. ul. Moniuszki 10)[82];
- (E)  utworzenie (13 lipca) pierwszego w Łodzi ośmioklasowego gimnazjum męskiego (rosyjskiego) – na mocy zatwierdzonej 19 kwietnia opinii rosyjskiej Rady Państwa[165]. Szkołę (klasę przygotowawczą i klasy I-IV) uruchomiono w połowie października w tymczasowej siedzibie – wynajmowanej kamienicy Wilhelma Landaua przy ul. Cegielnianej 1395 (późn. nr 64, ob. ul. Jaracza 34)[166]; od września 1891 r. funkcjonowała jako Męskie Rosyjskie Gimnazjum Rządowe już w stałej siedzibie – gmachu wybudowanym w latach 1881–1885 według projektu Hilarego Majewskiego przy ul. Dzikiej (późn. ul. Mikołajewskiej 44, ob. ul. Sienkiewicza 46); od września 1962 r. III Liceum Ogólnokształcące im. Tadeusza Kościuszki. Jednocześnie z gimnazjum męskim otwarto – w tej samej tymczasowej siedzibie przy ul. Cegielnianej – Żeńskie Rosyjskie Gimnazjum Rządowe (początkowo klasy I-IV), w 1903 r. przeniesione do stałej siedziby w nowym gmachu przy ul. Średniej (ob. ul. Pomorska 16), wybudowanym według projektu Franciszka Chełmińskiego; od września 1959 r. IV Liceum Ogólnokształcące im. Emilii Sczanieckiej. Uroczystość otwarcia i poświęcenia pierwszej siedziby obu gimnazjów odbyła się 10 listopada z udziałem m.in. generał-gubernatora warszawskiego Iosifa Hurki i gubernatora piotrkowskiego rzeczywistego radcy stanu Nikołaja Zinowjewa. Do wszystkich ww. klas gimnazjum męskiego, którego dyrektorem został mianowany A. Maziukiewicz[167], przyjęto wtedy łącznie 150 uczniów, zaś do żeńskiego – 112 uczennic[168];
- (O)   (S)  założenie (w lipcu) Łódzkiego Towarzystwa Welocypedystów-Amatorów (Lodzer Cyklisten Verein), którego pierwszym prezesem został Robert Resiger; w październiku Towarzystwo liczyło 36 członków pochodzenia niemieckiego, a jego statut został zatwierdzony w listopadzie tegoż roku; w kolejnych latach Towarzystwo pozyskało bogatych mecenasów w osobach przemysłowców łódzkich (m.in. Juliusza Heinzla i Roberta Geyera), którzy kupili dla Towarzystwa dzierżawiony dotąd plac przy ul. Przejazd 3/5 (urządzono na nim arenę welocypedową, wewnątrz której mieścił się pierwszy w Łodzi kort tenisowy); działalność Towarzystwa, przerwana przez wybuch I wojny światowej, została wznowiona 5 grudnia 1918 r. poprzez fuzję z SS „Union”; do końca zaborów sekcje kolarskie działały w jedenastu łódzkich stowarzyszeniach sportowych[169][170][171][172];
- (M)   (N)   (O)  zatwierdzenie (12 września) w Wysokiem Litewskiem statutu pierwszej w Łodzi instytucji o charakterze naukowym – Łódzkiego Towarzystwa Lekarskiego[173]; na pierwszym zebraniu 21 członków, które odbyło się 24 listopada w mieszkaniu dr. Józefa Kolińskiego, wybrano prezesa w osobie dr. Juliusza Lohrera, wieloletniego lekarza miejskiego[174];
- (N)  utworzenie (we wrześniu) pierwszej w Łodzi stacji meteorologicznej klasy pierwszej, wyposażonej w termometr, barometr, pluwiometr i anemoskop; koszty pokrył łódzki oddział Towarzystwa Popierania Przemysłu i Handlu; początkowo prowadzeniem obserwacji kierował dyrektor Drogi Żelaznej Fabryczno-Łódzkiej inż. Aleksander Nalepiński, a następnie – naczelnik warsztatów kolejowych inż. Kajetan Mościcki; po jego wyjeździe z miasta stacja nie funkcjonowała do czerwca 1890 roku, kiedy to dr inż. Alfred Biedermann reaktywował jej działalność w nowej lokalizacji, przy własnym laboratorium chemicznym[175][176];
- (W)  zdobycie (we wrześniu) na wystawie w Neapolu wielkiego złotego medalu przez browar parowy sukcesorów K. Anstadta za cztery gatunki piwa: Pilzneńskie, Helenowskie, Kulmbachskie i Bawarskie oraz przez browar parowy braci Hermana i Ryszarda Gehligów za piwo Marcowe, nagrodzone także złotym medalem na stałej wystawie w Londynie[177][178];
- (R)  podjęcie decyzji (25 października) na zebraniu parafialnym o budowie nowego murowanego kościoła pw. Wniebowzięcia Najświętszej Maryi Panny w miejscu dotychczas istniejącego drewnianego[179]; prace ziemne rozpoczęto w pierwszych dniach sierpnia 1887 r.[180], a budowę ukończono w 1897 r. (zobacz »).

### 1887

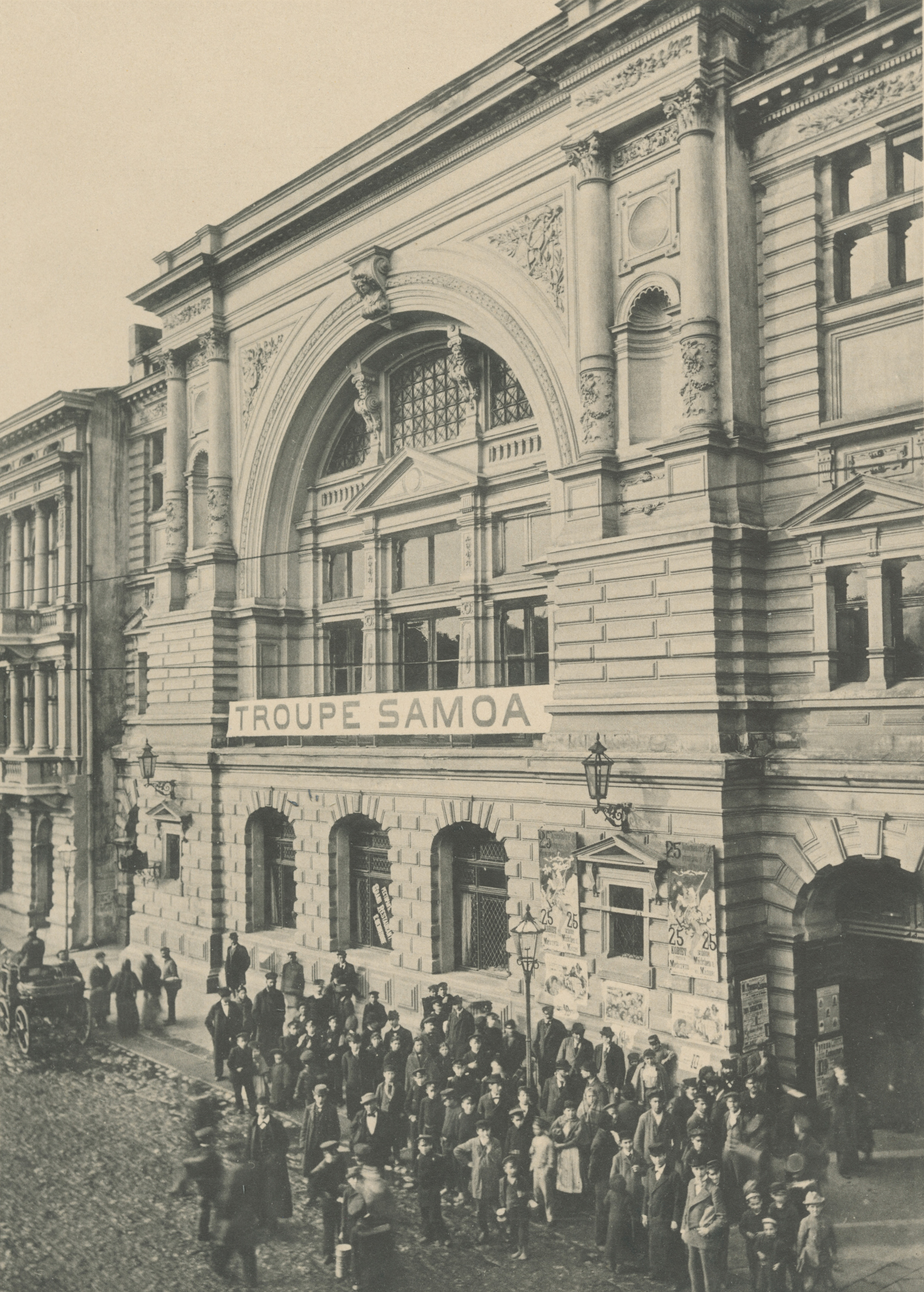
Łódzki Dom Koncertowy Ignacego Vogla
(fot. B. Wilkoszewski,
przed 1896)

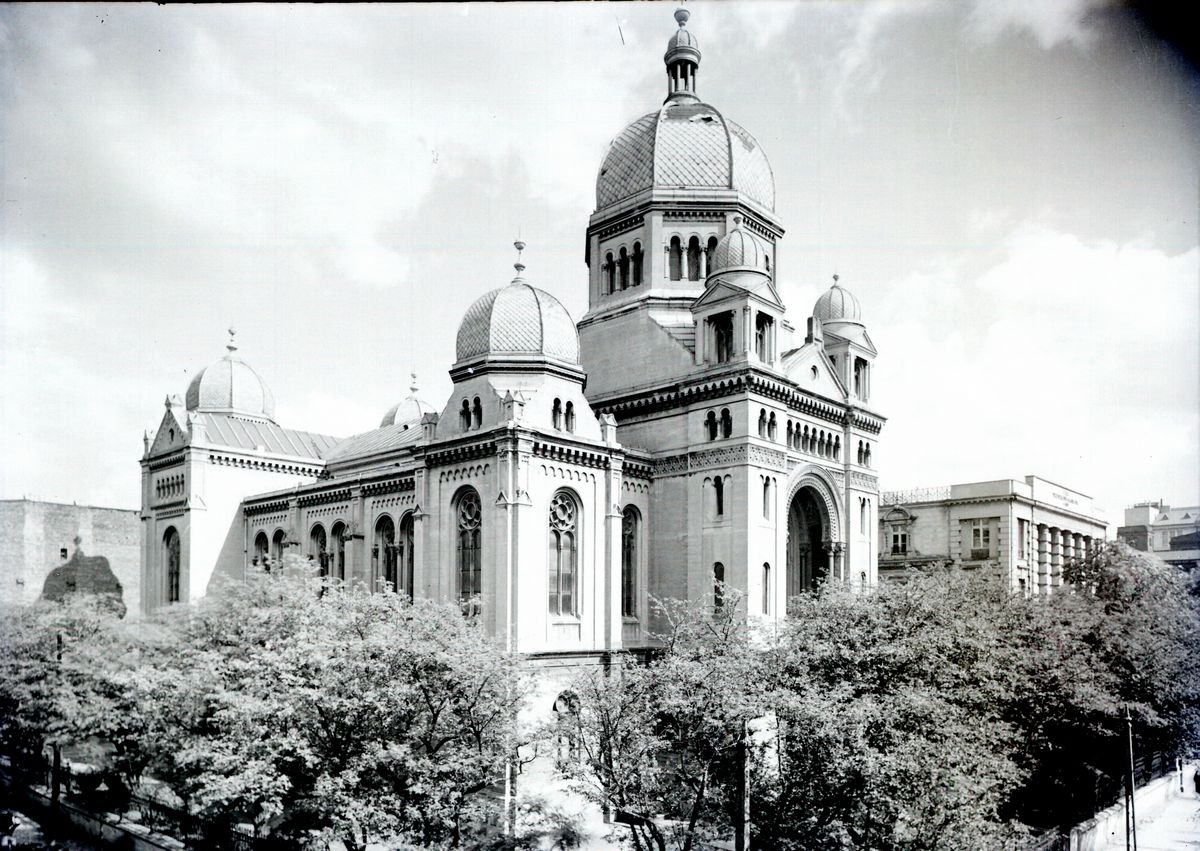
Wielka Synagoga
przy ul. Spacerowej 2
(fot. W. Pfeiffer)

- (I)  na początku stycznia prywatny pasaż Ludwika Meyera (ob. ul. Moniuszki) był już po zmroku oświetlany latarniami elektrycznymi[181] – na długo przed rozpoczęciem instalacji miejskiego elektrycznego oświetlenia ulicznego, co nastąpiło w 1908 r. (zobacz »);
- (K)   (U)  oddanie do użytku (w połowie stycznia) gmachu Łódzkiego Domu Koncertowego Ignacego Vogla przy ul. Dzielnej 1373 (późn. nr 18, ob. ul. Narutowicza 20/22), wzniesionego w latach 1883–1887 według projektu Ottona Gehliga (od 15 maja 1915 siedziba filharmonii; przebudowany na przełomie XX i XXI w. – zobacz »); 27 stycznia odbył się wielki koncert inauguracyjny pod przewodnictwem dyrektora chóru p. Antoniego Wirth′a i ze współudziałem zostających pod jego dyrekcyą stowarzyszeń śpiewackich: a również z łaskawym współudziałem panny Julii Leichnitz i panny Müller oraz orkiestry wojskowej 37-go pułku piechoty pod dyrekcyą kapelmistrza p. Dietrycha; zysk z koncertu (w wysokości 377,50 rubli) przeznaczono w równych częściach na rzecz Łódzkiego Chrześcijańskiego Towarzystwa Dobroczynności i Łódzkiej Straży Ogniowej Ochotniczej[182][183][184][185];
- (D)  wylew rzeki Łódki (26 marca) – zalane zostały ulice w pobliżu farbiarni R. Biedermanna, m.in. Północna i część Widzewskiej (ob. ul. Kilińskiego)[186];
- (R)  nabożeństwo żałobne (28 marca) za duszę zmarłego 19 marca w Genewie Józefa Ignacego Kraszewskiego, odprawione przez ks. dziekana Ludwika Dąbrowskiego w kościele Podwyższenia Świętego Krzyża przy ul. Dzikiej (ob. ul Sienkiewicza 38)[187];
- (Ś)  ukazanie się (w kwietniu) planu m. Łodzi autorstwa Dymitrowicza, wydanego nakładem księgarni Franciszka Fischera mieszczącej się przy ul. Piotrkowskiej 47[188];
- (K)  dwa koncerty (30 i 31 lipca) kubańskiego skrzypka Claudia Joségo Dominga Brindisa de Salas y Garrido (ur. w 1852 w Hawanie, zm. w 1911 w Buenos Aires) w teatrze „Paradyz” przy ul. Piotrkowskiej 175[189];
- (K)  dwa koncerty (10 i 13 września) hiszpańskiego tenora Antonia Arambura (ur. w 1840 w Erli, zm. w 1912 w Montevideo) w Łódzkim Domu Koncertowym Ignacego Vogla przy ul. Dzielnej 18 (ob. ul. Narutowicza 20/22); artysta zaśpiewał arie m.in. z oper Donizettiego, Meyerbeera, Rossiniego i Verdiego[190];
- (R)  otwarcie (15 września) u zbiegu ulic Spacerowej i Zielonej (ob. al. Kościuszki 2 / ul. Zielona 8) synagogi „postępowej” („Wielkiej”), wybudowanej w latach 1881–1887, według projektu Adolfa Wolffa ze Stuttgartu (najprawdopodobniej przy współudziale Hilarego Majewskiego); w uroczystości otwarcia uczestniczyli m.in. gubernator piotrkowski generał-lejtnant Aleksandr Komarow, wicegubernator Iwan Podgorodnikow i przewodniczący komitetu budowy Izrael Poznański; koszt budowy synagogi (łącznie z ceną zakupu placu) wyniósł 225 000 rubli[107][191]. Pierwszą uroczystością religijną w nowej synagodze był ślub córki łódzkiego fabrykanta Izaaka Hertza (29 września)[192]. Wielka Synagoga została zniszczona w listopadzie 1939 przez hitlerowców i rozebrana wiosną 1940 r.;
- (K)  koncert austriackiego pianisty, cesarsko-królewskiego muzyka nadwornego Alfreda Grünfelda (2 listopada) w Łódzkim Domu Koncertowym Ignacego Vogla przy ul. Dzielnej 18 (ob. ul. Narutowicza 20/22); artysta wykonał utwory m.in. Bacha, van Beethovena, Brahmsa, Chopina, Schuberta, Schumanna oraz kompozycję własną; był to trzeci pobyt A. Grünfelda w Łodzi (wcześniej koncertował w 1883 i 1886 r.)[193];
- (K)  koncert Elli Russell (17 grudnia) – primadonny mediolańskiej La Scali i Covent Garden Theatre w Londynie, nadwornej śpiewaczki królowej Wiktorii – w Łódzkim Domu Koncertowym Ignacego Vogla; artystce akompaniował Aleksander Michałowski; koncert okrzyknięto najświetniejszym wydarzeniem sezonu[194];
- (U)  przebudowa budynku fabryki wyrobów wełnianych Ludwika Meyera na hotel „Grand” (drugiej przebudowy dokonano w latach 1912–1913 według projektu Hilarego Majewskiego[f] i Dawida Landego).

### 1888

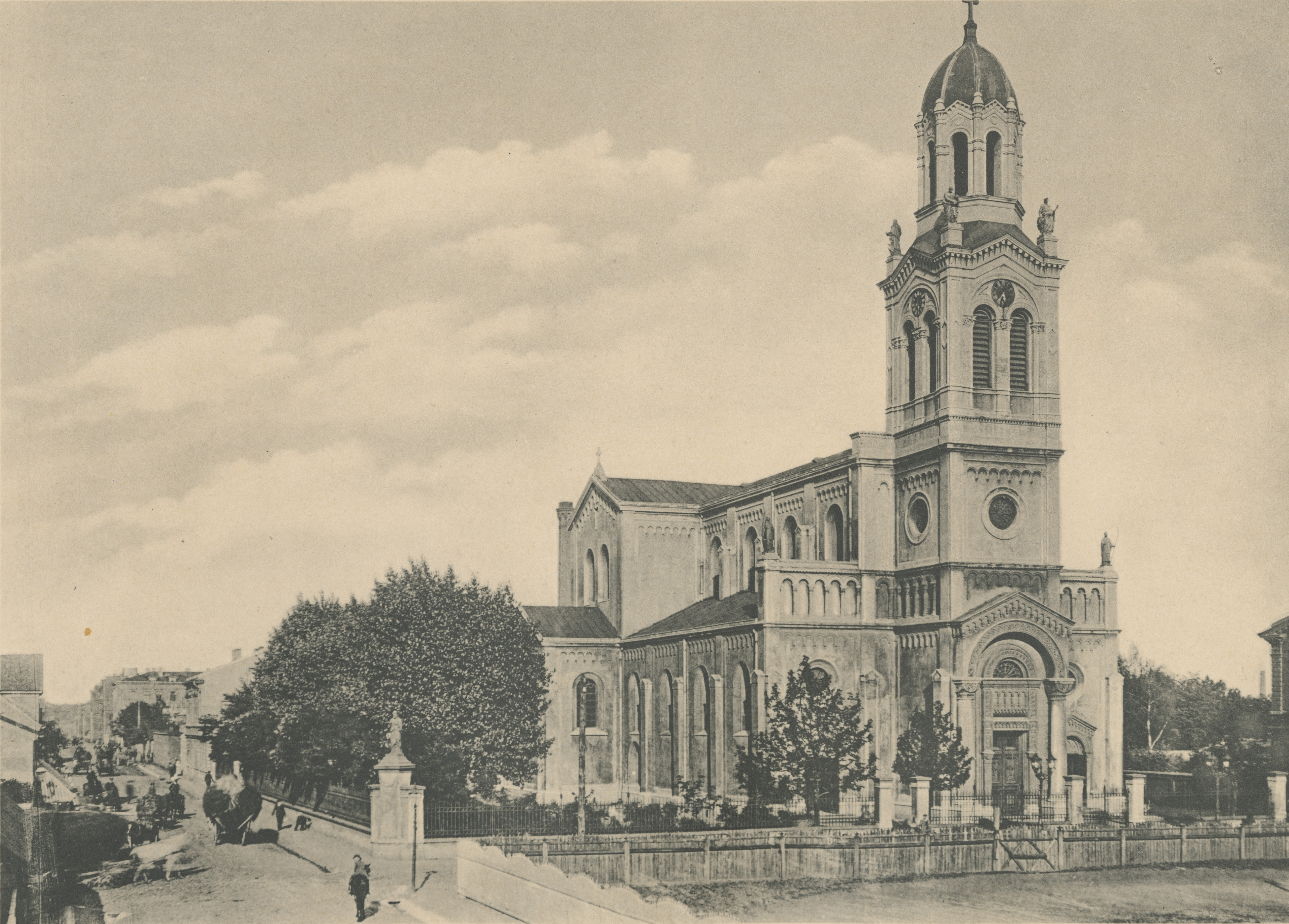
Kościół Podwyższenia Świętego Krzyża
(fot. B. Wilkoszewski,
przed 1897)

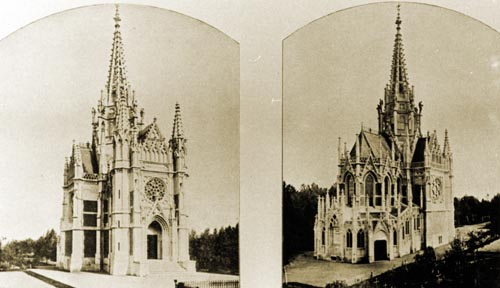
Kaplica Karola Scheiblera (zdj. archiwalne)

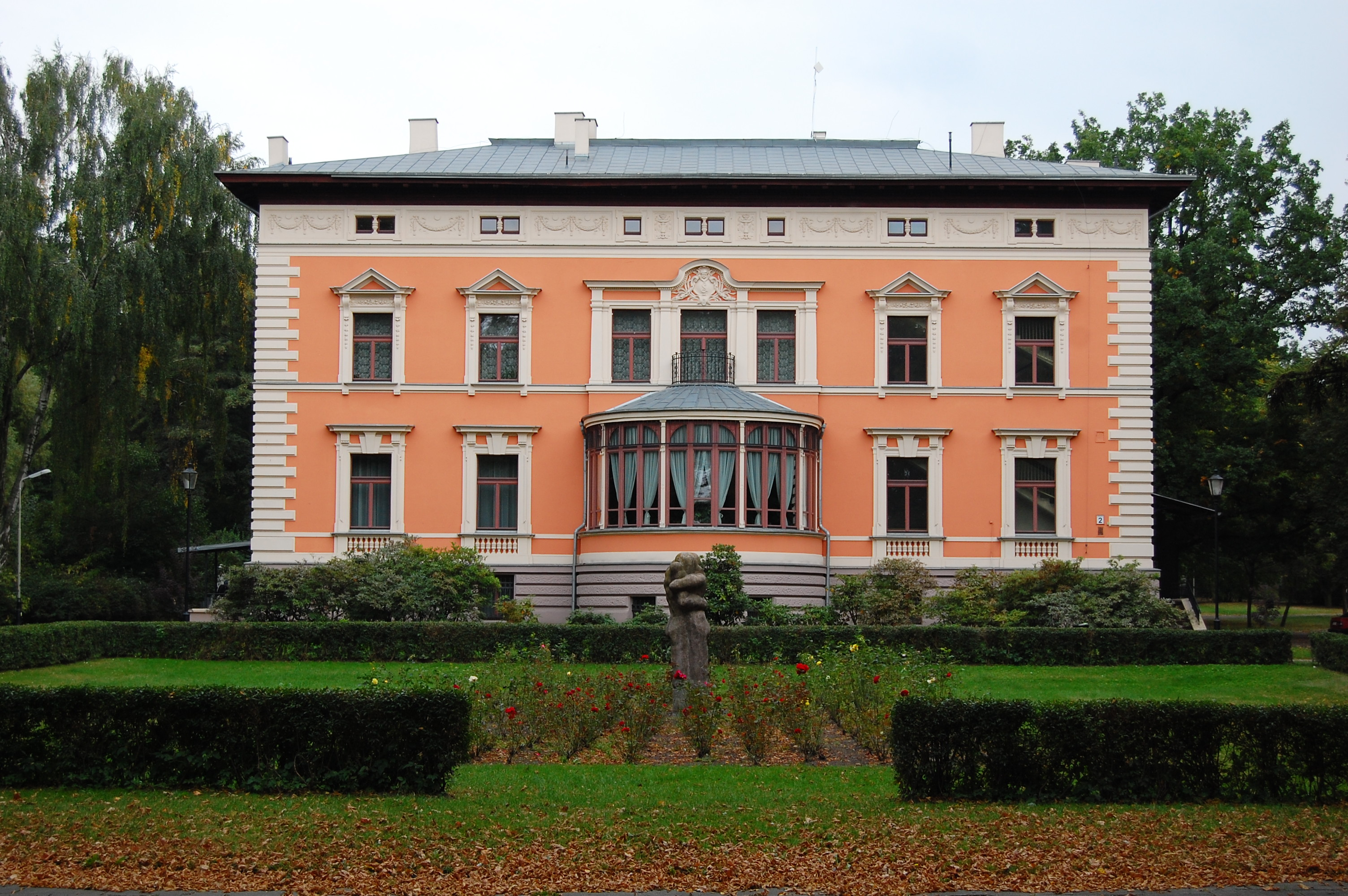
Willa Ernsta Leonhardta
w parku im. Legionów,
do 1994 r. park im. W. Hibnera (wrzesień 2011)

- (R)  konsekracja (19 maja) kościoła Podwyższenia Świętego Krzyża przy ul. Dzikiej (ob. ul. Sienkiewicza 38) przez arcybiskupa metropolitę warszawskiego Wincentego Teofila Popiela. Głównymi fundatorami świątyni byli: rodzina Karola Scheiblera (suma datków przekroczyła 40 000 rubli), Juliusz Heinzel (kilkanaście tysięcy rubli) i rodzina Edwarda Herbsta (pokryła koszt prac malarskich)[195];
- (R)  położenie (21 maja) kamienia węgielnego przez arcybiskupa metropolitę warszawskiego Wincentego Teofila Popiela pod kościół pw. Wniebowzięcia Najświętszej Maryi Panny[180];
- (I)  wprowadzenie (na przełomie maja i czerwca) 410 nowych, dwujęzycznych tablic z nazwami ulic; zostały wykonane z lanego żelaza, a następnie ocynkowane (wytwórcą była odlewnia Poznańskiego w Warszawie); miały wymiary 24×12 cali; tło tablic było koloru granatowego, zaś nazwy ulic w językach polskim i rosyjskim – koloru białego[196][197][198];
- (R)  poświęcenie (1 września) nagrobnej kaplicy-mauzoleum Karola Scheiblera przez pastora Wilhelma Angersteina, wybudowanej w latach 1885–1888 według projektu Edwarda Lilpopa i Józefa Dziekońskiego w ewangelicko-augsburskiej części Starego Cmentarza[199]; w 2005 r. została wpisana na listę stu najbardziej zagrożonych zabytków świata (zobacz »);
- (S)  otwarcie (16 września) toru kolarskiego urządzonego przez Fryderyka Sellina na własnym terenie, zwanym potocznie Zelinówką, w pobliżu lasku Milscha (obecnie okolice placu Hallera); podczas inauguracji rozegrano 10 wyścigów na różnych dystansach, a ich zwycięzcami byli kolejno: Robert Resiger, prezes Łódzkiego Towarzystwa Cyklistów (3600 m w czasie 0:08:15), Fryderyk Dreksler (wyścig główny na długim dystansie, o puchar Karola Scheiblera i nagrodę Łódzkiego Towarzystwa Cyklistów, 11 250 m w czasie 0:27:15), Józef Weikert (4500 m w czasie 0:12:12), Teodor Szulc (1350 m w czasie 0:03:19), Henryk Schwalbe (1350 m w czasie 0:03:40), Adolf Strenge (wyścig główny na krótkim dystansie, o nagrodę ufundowaną przez Juliusza Heinzla – zegar, 2250 m w czasie 0:04:50), Leon Krusche (1350 m w czasie 0:03:12), Adolf Strenge i Karol Steinert (wyścig tandemów, 1350 m w czasie 0:03:34) oraz ponownie Robert Resiger (900 m w czasie 0:02:34); w wyścigu pocieszenia (dla zawodników, którzy w poprzednich startach nie zdobyli żadnej nagrody) zwyciężył Wilhelm Hirsz z Warszawy (1350 m w czasie 0:03:20)[200];
- (G)  zakupienie (w październiku) przez Hugona Wulfsohna od firmy bankierskiej Landau i Spółka za kwotę 110 000 rubli dawnych zabudowań fabrycznych Kałuszynera przy ul. Piotrkowskiej 78[201], w których uruchomił zakład wełniarski (później Towarzystwo Akcyjne Manufaktury Wełnianej);
- (Z)  założenie parku przez łódzkiego fabrykanta Ernsta Leonhardta (od 1994 r. północna część parku im. Legionów), położonego w południowej części miasta, w kwartale pomiędzy ulicami Pabianicką, Doroty oraz zabudowaniami Fabryki Wyrobów Włókienniczych „Leonhardt, Woelker i Girbardt”; w latach 90. XIX w. wybudowano na terenie parku trzykondygnacyjną neorenesansową willę według projektu Ignacego Markiewicza (ob. Urząd Stanu Cywilnego – Łódź Górna); w 1905 r. park powiększono o zakupiony przez Leonhardta teren pomiędzy ulicami Doroty i Bednarską; nową część parku urządzili sprowadzeni z Niemiec ogrodnicy; w parku znajdowały się trzy stawy połączone przepływami (zasypane po wojnie); w 1938 r. park wraz z fabryką zakupił Markus Kohn; przed wojną park ogrodzono (dwa wejścia prowadziły od ul. Bednarskiej oraz od ul. Pabianickiej przy obecnym placu Niepodległości); po wojnie park był pod zarządem Państwowych Zakładów Przemysłu Wełnianego, a od 1952 r. został parkiem publicznym i otrzymał imię Władysława Hibnera; 29 grudnia 1992 r. wpisany do rejestru zabytków; 27 maja 1994 r. uchwałą nr LXXVI/719/94 Rady Miejskiej w Łodzi zieleniec połączono z parkiem ZUS nadając mu nazwę parku im. Legionów[202].

### 1889

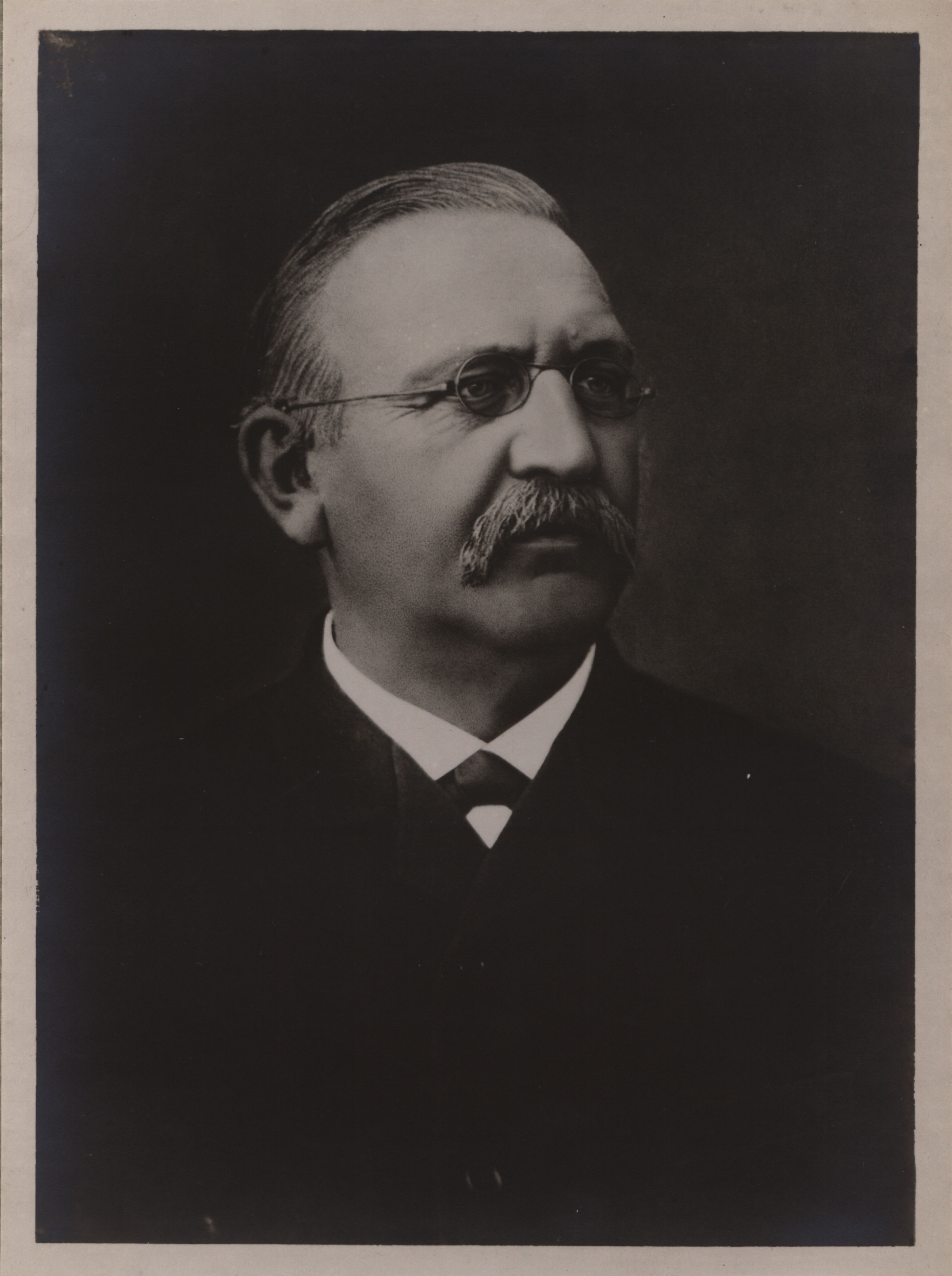
Ludwik Grohman
(ur. 1828, zm. 1889)

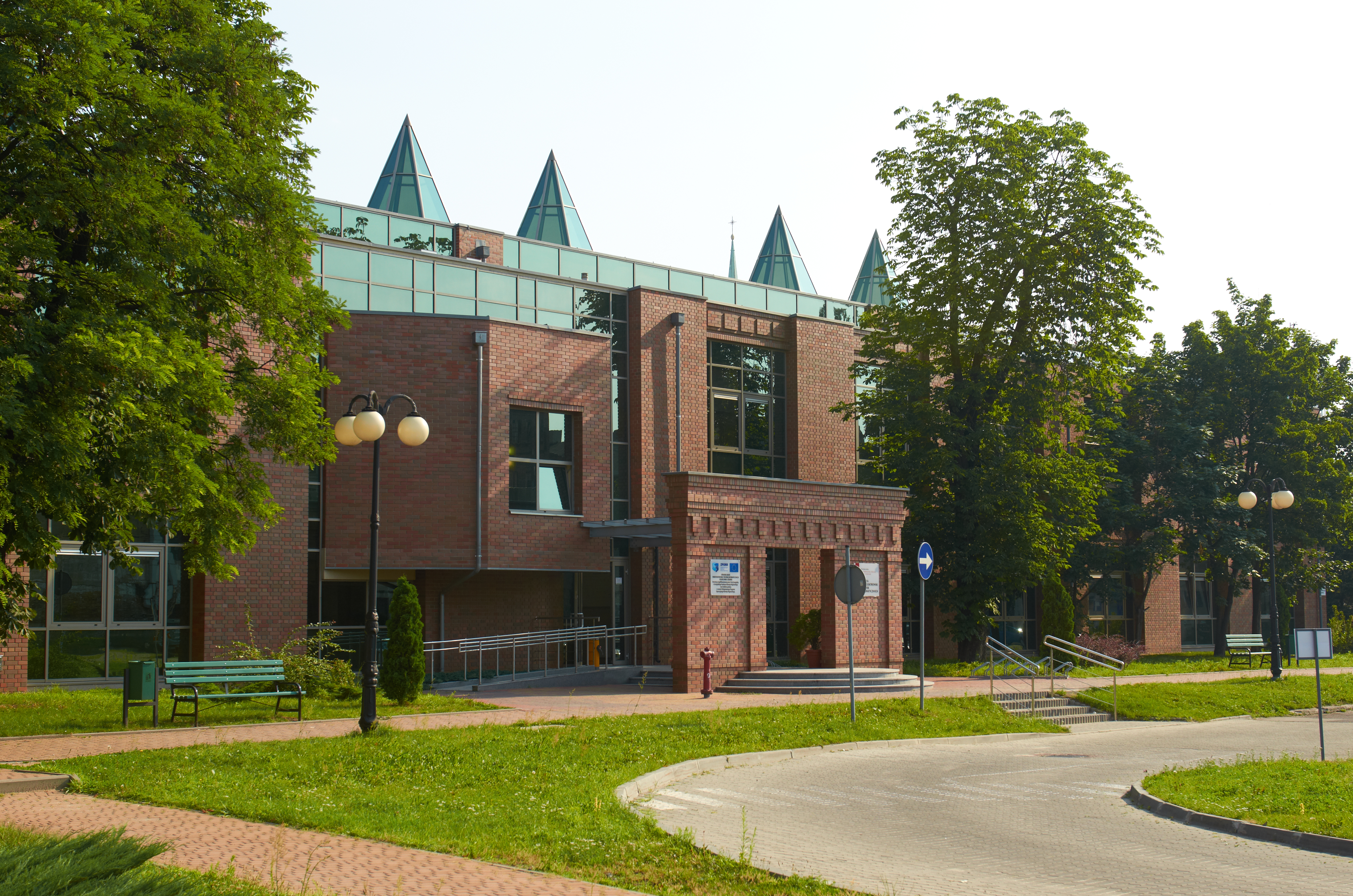
Zrewitalizowany budynek d. Zakładów Przemysłu Wełnianego im. gen. Karola Świerczewskiego, ob. siedziba Katedry Mikroelektroniki i Technik Informatycznych PŁ (lipiec 2012)

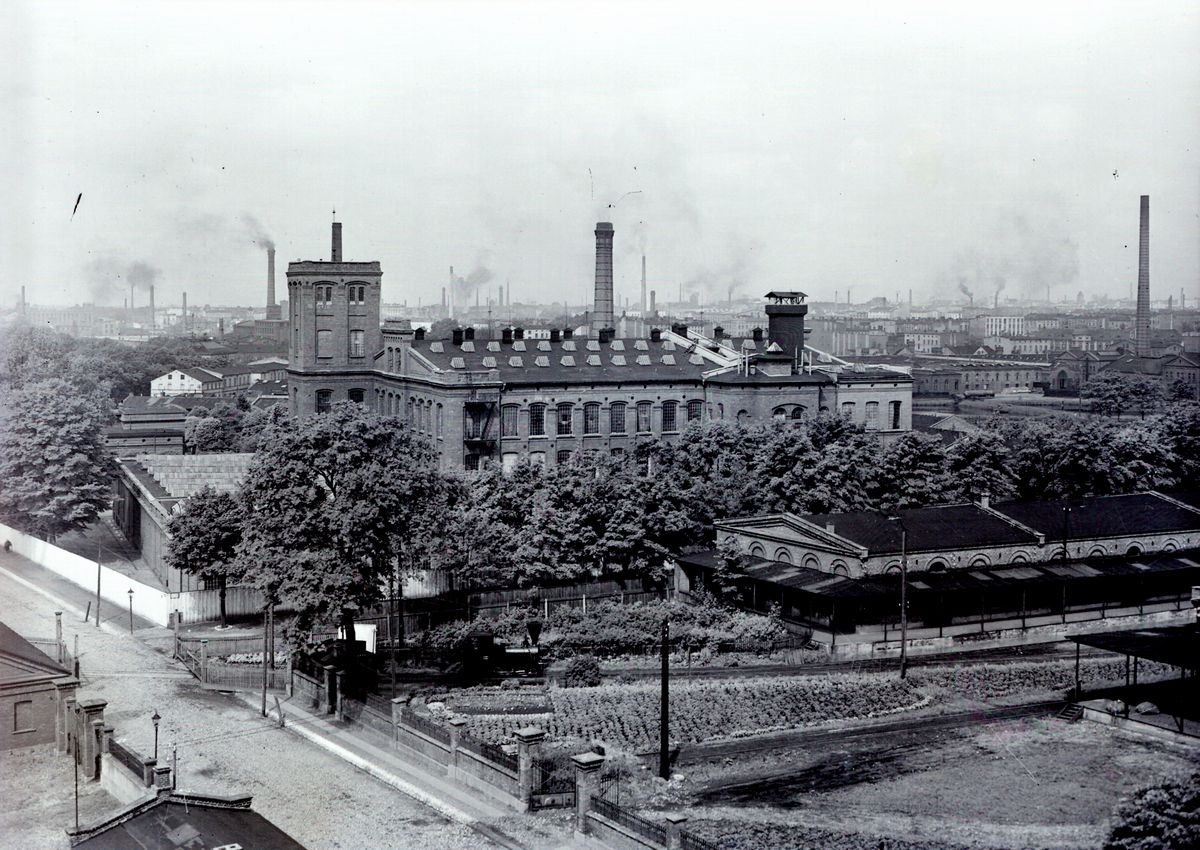
Przędzalnia Henryka Grohmana przy ul. Emilii, ob. ul. ks. bpa Tymienieckiego 22/24 (fot. W. Pfeiffer, 1930)

- (D)  duży pożar (9 stycznia) fabryki Oskara Pastora u zbiegu ulic Długiej i św. Anny (ob. ul. Gdańskiej i al. Mickiewicza). Ogień pojawił się około godz. 18:00; mimo interwencji wszystkich oddziałów straży pożarnej, fabryka spłonęła niemal doszczętnie (uratowano jedynie kotłownię i mniejsze zabudowania); straty oszacowano na ponad 40 000 rubli[203];
- (D)  śmierć Ludwika Grohmana (1 lutego). Kondukt pogrzebowy przeszedł 4 lutego z willi przy ul. Tylnej 9/11 ulicami Targową i Główną (ob. al. Piłsudskiego) do nowego kościoła luterańskiego przy ul. Dzikiej (ob. ul. Sienkiewicza 60); po modlitwie i wygłoszeniu mowy żałobnej w języku niemieckim przez pastora Wilhelma Angersteina kondukt przeszedł ulicami Ewangelicką (ob. ul. Roosevelta) i Piotrkowską do Nowego Rynku (ob. pl. Wolności) i dalej ulicami Konstantynowską (ob. ul. Legionów) i Cmentarną na cmentarz ewangelicko-augsburski (obecnie część Starego Cmentarza) przy Szosie Srebrzyńskiej; w uroczystościach pogrzebowych w oprawie dwóch orkiestr wzięli udział przedstawiciele wielu instytucji publicznych, z którymi był związany zmarły, oraz tłumy łodzian, a także przybyłych z Warszawy, Zgierza, Ozorkowa i Pabianic[204];
- (O)   (S)  utworzenie (19 lutego) Konsulatu Łódzkiego (oddziału) Warszawskiego Towarzystwa Cyklistów (był to fortel umożliwiający zjednoczenie łódzkich welocypedystów w polskim stowarzyszeniu – władze zaborcze odmawiały bowiem legalizacji łódzkich stowarzyszeń, zrzeszających polskich sportowców, a utworzone w 1886 r. Lodzer Cyklisten Verein zrzeszało wyłącznie sportowców pochodzenia niemieckiego); powyższe wydarzenie utożsamiane jest jako dzień narodzin sportu polskiego w Łodzi; pierwszym prezesem konsulem Towarzystwa został Mieczysław Zbijewski; siedziba Konsulatu mieściła się początkowo przy ul. Piotrkowskiej 108, następnie przy ul. Milszej 29 (ob. ul. Kopernika), a od 1913 r. przy ul. Nawrot 23[205];
- (G)  zatwierdzenie (8 marca) uchwały komitetu ministrów upoważniającej Izraela, Ignacego, Hermana, Karola i Maurycego Poznańskich oraz Jakuba Hertza do założenia Towarzystwa Akcyjnego Wyrobów Bawełnianych I. Poznańskiego w Łodzi[206];
- (K)  koncerty Władysława Mierzwińskiego (8 i 11 kwietnia) w teatrze „Thalia” przy ul. Dzielnej 18 (ob. ul. Narutowicza 20); artyście, nazywanemu „królem tenorów”, akompaniował Jerzy Liebling; oba występy zostały przyjęte przez publiczność entuzjastycznie[207][208][209];
- (K)  otwarcie (8 maja) ekspozycji petersburskiego muzeum-panoptikum automatycznie poruszających się figur woskowych „Bozwa” w tymczasowym pawilonie wybudowanym na rogu ulic Spacerowej (ob. al. Kościuszki) i Zielonej; właścicielem ekspozycji (goszczącej w Łodzi także wiosną 1891 r.) był G. Bozwa[210][211]; wystawa była czynna do 14 lipca;
- (G)  założenie fabryki wyrobów z wełny czesankowej przez pochodzącego z Tourcoing Paula Desurmonta, który wiosną zakupił w tym celu od spadkobierców Roberta Moenkego place przy ul. Wólczańskiej 219/221[212]. W skład fabryki weszły: przędzalnia wełny czesankowej, czesalnia i farbiarnia; potocznie zakład nazwano „nowymi Francuzami” (w odróżnieniu od „starych Francuzów” – także przędzalni wełny czesankowej, lecz uruchomionej wcześniej, w 1878 r., przez Léona Allarta – zobacz »); w 1901 r. fabrykę wydzierżawiono Arnoldowi Koechlinowi, od 1907 była zarządzana przez spółkę Paul Desurmont, Motte et Cie (od 1926 pod nazwą Zakłady Paul Desurmont, Motte i S-ka, właściciele Motte i S-ka), w latach 30. wzięta w dzierżawę przez koncern Union Textile S.A.; po II wojnie światowej upaństwowiona – początkowo Zakłady Przemysłu Wełnianego nr 5, później Zakłady Przemysłu Wełnianego im. gen. Karola Świerczewskiego „Waltera”; po zakończeniu produkcji w latach 70. obiekty pofabryczne przejęła Politechnika Łódzka, obecnie zajmuje je m.in. Instytut Fizyki należący do Wydziału Fizyki Technicznej, Informatyki i Matematyki Stosowanej PŁ;
- (G)  wydanie (14 lipca) pozwolenia na założenie przez Juliusza Heinzla Manufakturowego Towarzystwa Akcyjnego Juliusza Heinzla[213];
- (G)  uruchomienie (w lipcu) cienkoprzędnej przędzalni bawełny przez Henryka Grohmana przy ul. Emilii (ob. ul. ks. bpa Tymienieckiego 22/24); liczyła 20 000 wrzecion[214][215]. 18 listopada 1921 fabryka weszła w skład Zjednoczonych Zakładów Przemysłowych K. Scheiblera i L. Grohmana S.A.; po II wojnie światowej, upaństwowieniu i wielokrotnych zmianach nazwy była od 29 marca 1962 częścią Łódzkich Zakładów Przemysłu Bawełnianego im. Obrońców Pokoju „Uniontex”, przekształconych w 1995 r. w spółkę akcyjną Uniontex S.A., która upadła z końcem 2006 r.[216] Właścicielem gmachu przędzalni stała się w 2006 r. firma dewelopersko-inwestycyjna Central Found of Immovables Sp. z o.o.; 25 lutego 2013 dawna fabryka została wpisana do rejestru zabytków; w marcu 2015 r., w związku z podejrzeniem jej celowego niszczenia, Wojewódzki Urząd Ochrony Zabytków w Łodzi skierował w tej sprawie zawiadomienie do prokuratury[217], a Łódzki Wojewódzki Konserwator Zabytków wszczął w lipcu procedurę zmierzającą do wywłaszczenia nieruchomości[218];
- (K)  zjazd niemieckich stowarzyszeń śpiewaczych (10–13 sierpnia) z całego Królestwa Polskiego[219];
- (S)  pokaz (25 sierpnia) amerykańskiego baloniarza i spadochroniarza Charlesa Leroux (wł. Joseph Johnson) w parku Helenów; Leroux wzniósł się balonem na wysokość około 1500 m i oddał skok na spadochronie własnej konstrukcji; pokaz oglądało kilka tysięcy widzów[220][221]. Był to jeden z ostatnich występów Leroux – zginął 24 września w Rewlu (ob. Tallinn) podczas wykonywania 239. skoku w karierze;
- (D)  duży pożar (24 września) przędzalni wełny Edwarda Scholza vel Scholtza przy ul. św. Benedykta 72 i 74 (ob. ul. 6 Sierpnia 72), wybudowanej w 1881 r. Ogień wybuchł około godz. 13:00 i w ciągu niecałej godziny zniszczył ją doszczętnie; straty oszacowano wstępnie na ponad 50 000 rubli, bez pracy pozostało ponad 50 robotników; przyczyną pożaru było zapalenie się jednej z maszyn[222];
- (G)  wydanie (w październiku) pozwolenia na założenie – przez radcę handlowego i dziedzicznego obywatela honorowego Juliusza Heinzla oraz kupca I gildii Juliusza Kunitzera – Towarzystwa Akcyjnego Zakładów Bawełnianych Heinzla i Kunitzera[223];
- (K)  koncert Marceliny Sembrich-Kochańskiej (4 grudnia) w Łódzkim Domu Koncertowym Ignacego Vogla; artystce akompaniował portugalski pianista José Vianna da Motta[224].

### 1890

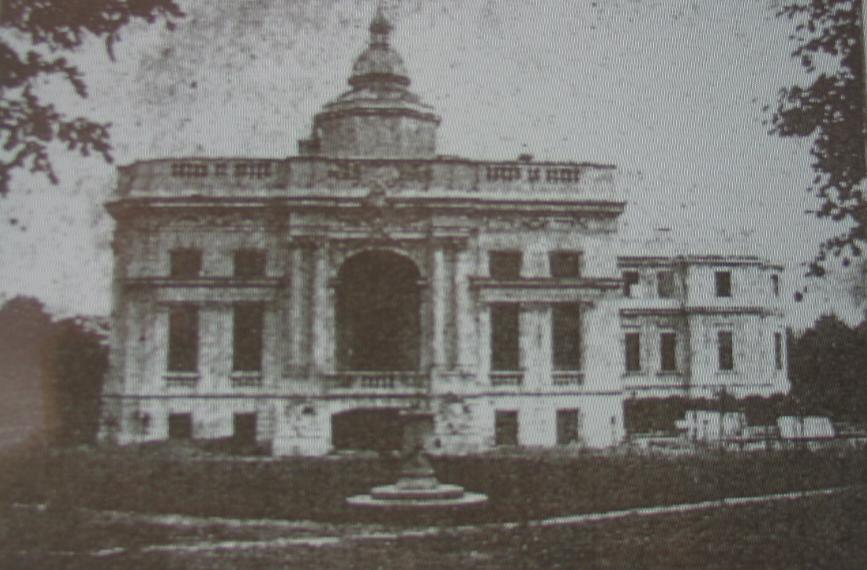
Pałac Juliusza Heinzla w Julianowie (zdjęcie archiwalne, przed 1939 r.)

- (L)  Łódź liczyła 60 490 mieszkańców stałych (125 218 ogółem stałych i niestałych)[41];
- (D)  duży pożar (6/7 marca) trzypiętrowego gmachu fabrycznego Maurycego Prinza przy ul. Zachodniej 70 (parter i dwa piętra właściciel wynajmował Dawidowi Prussakowi, który prowadził tam przędzalnię). Ogień pojawił się około godz. 19:00, a jego gaszenie trwało do rana; plotka o wybuchu kotła parowego wywołała panikę w tłumie gapiów, wskutek czego wielu z nich odniosło obrażenia. Gmach spłonął doszczętnie, łączne straty obu fabrykantów oceniono na 65 000 rubli, ponad 100 robotników pozostało bez pracy; przyczyną pożaru było prawdopodobnie nieostrożne obchodzenie się z lampą naftową[225][226];
- (D)  wielki pożar (15/16 marca) czteropiętrowego gmachu przędzalni bawełny Towarzystwa Akcyjnego Wyrobów Bawełnianych I. K. Poznańskiego przy ul. Ogrodowej 17 (obecnie gmach hotelu „Andel’s”). Ogień pojawił się około godz. 18:30 wskutek nieostrożności jednego z robotników (rzucona przez niego garść przędzy zapaliła się w locie od płomienia lampy gazowej i upadła na stos składowanej przędzy). Część gmachu spłonęła doszczętnie, co wstrzymało do czasu odbudowy pracę innych wydziałów fabryki, czyniąc bezrobotnymi około 1600 zatrudnionych w firmie osób; dzięki ofiarności strażaków nie było ofiar w ludziach, lecz straty sięgnęły aż 800 000 rubli[227]. Odbudowany w ciągu pół roku gmach wyposażono w ogniotrwałe podłogi i charakterystyczne zewnętrzne ciągi schodów ratunkowych z balkonami[228];
- (Z)  urządzenie (w marcu) ekspozycji zwierząt w klatkach – małego zoo w parku Helenów; była w nim para niedźwiedzi, tresowany szympans oraz jelenie, sarny, dziki i zające[229][230];
- (K)   (Ś)  pierwsza w Łodzi (19 kwietnia) prezentacja fonografu Thomasa Edisona w hotelu „Grand” przy ul. Piotrkowskiej 72; w kolejnych dniach urządzenie było prezentowane także w Łódzkim Domu Koncertowym Ignacego Vogla, w Wyższej Szkole Rzemieślniczej oraz na Księżym Młynie; ostatni pokaz odbył się 4 maja[231][232][233][234];
- (D)  duży pożar (11/12 maja) tkalni Akcyjnego Towarzystwa Przemysłowego Juliusza Heinzla przy ul. Piotrkowskiej 104. Ogień pojawił się około godz. 18:00, a jego gaszenie trwało do rana. Spłonęła znaczna część tkalni (około 420 krosien mechanicznych obsługiwanych przez 600 robotników) i dwa sąsiadujące z nią budynki fabryki; straty w zabudowaniach oszacowano na około 50 000 rubli, zaś w maszynach i towarach – na ponad 400 000 rubli[235];
- (K)  koncert (11 maja) w teatrze „Thalia” przy ul. Dzielnej 18 (ob. ul. Narutowicza 20), w którym wzięła udział m.in. primadonna Suranah Aldridge – córka zmarłego w Łodzi w 1867 tragika Iry Aldridge’a (zobacz »); zysk z koncertu (w wysokości 314,27 rubli) posłużył, zgodnie z wolą rodziny, wystawieniu we wrześniu na Starym Cmentarzu zachowanego do dziś nagrobka Iry Aldridge’a[236][237][238][239];
- (U)  ukończenie (w maju) budowy letniego pałacu Juliusza Heinzla w Julianowie (obecnie park im. Adama Mickiewicza)[240]. Po bankructwie rodziny Heinzlów pałac został w 1938 roku zakupiony przez miasto, z przeznaczeniem na muzeum regionu; we wrześniu 1939 był siedzibą sztabu Armii „Łódź”; 6 września 1939 został uszkodzony w wyniku bombardowania, a później rozebrany przez okupanta;
- (G)  uruchomienie (1 lipca) przez Fryderyka Abla nowo wybudowanej fabryki sukna i kortów przy ul. Milscha 51 (ob. ul. Kopernika 55a)[241]; w jej skład wchodziły początkowo przędzalnia wełny, apretura i farbiarnia, a od 1896 roku także tkalnia; w latach 1940–1944 w budynkach fabrycznych funkcjonował niemiecki obóz przesiedleńczy dla Polaków;
- (D)  duży pożar (31 sierpnia) przędzalni wełny Kwaśnera i Müllera przy ul. Drewnowskiej. Ogień pojawił się na drugim piętrze około godz. 16:00 i doszczętnie strawił gmach przędzalni, skład wełny o wartości około 50 000 rubli, wozownię i szopę; bez pracy pozostało ponad 50 robotników[242];
- (H)  otwarcie (na początku września) przez firmę „Gebethner i Wolff” składu fortepianów, pianin i nut w kamienicy Zelmana Salomonowicza przy ul. Piotrkowskiej 18[243];
- (K)  koncerty (22 i 27 października) pianisty Józefa Śliwińskiego w Łódzkim Domu Koncertowym Ignacego Vogla; artysta wykonał kompozycje van Beethovena, Chopina, Liszta, Rubinsteina, Schuberta i Schumanna[244][245];
- (M)   (U)  otwarcie (29 października) Szpitala dla Starozakonnych m. Łodzi imienia Izraela i Leonii małżonków Poznańskich – na rogu ulic Północnej i Targowej (ob. ul. Sterlinga); w uroczystości wziął udział m.in. gubernator piotrkowski rzeczywisty radca stanu Konstantin Miller[246][247]; w 1898 r. zorganizowano tu pierwszy w Królestwie Polskim oddział dla chorych na gruźlicę; od lat 40. XX w. szpital kliniczny Akademii Medycznej (ob. Uniwersytecki Szpital Kliniczny nr 3 im. dr. S. Sterlinga; ponadto część budynków przy ul. Sterlinga 1/3 zajmuje Uniwersytecki Szpital Kliniczny nr 2 Uniwersytetu Medycznego w Łodzi);
- (D)  drugi wielki pożar (25 listopada) fabryki Akcyjnego Towarzystwa Przemysłowego Juliusza Heinzla przy ul. Piotrkowskiej 104. Ogień pojawił się około godz. 1:30 na ostatnim, III piętrze gmachu tzw. starej fabryki (z 1872 roku), stojącego równolegle do ul. Przejazd (ob. ul. Tuwima) przy dzisiejszym placu Komuny Paryskiej, sąsiadującego z odbudowywaną po majowym pożarze nową częścią zakładów. Pożar spowodował zarwanie się stropów i upadek na parter umieszczonych na piętrach maszyn. W spalonym doszczętnie gmachu przy 510 warsztatach pracowało łącznie 600 robotników. Ofiar w ludziach nie było, straty oszacowano wstępnie na 300–350 tys. rubli[248];
- początek działalności (3 grudnia) pierwszego czyścibuta na ul. Piotrkowskiej[249];
- (D)  pogrzeb Karola Eiserta (4 grudnia), założyciela ręcznej tkalni wyrobów bawełnianych (1864) przy ul. Piotrkowskiej 742 (ob. nr 135), ojca Karola Rajmunda; zmarł nagle 22 listopada w Arco; w ostatniej drodze – na cmentarz ewangelicki przy ul. Ogrodowej – towarzyszyło mu liczne grono łodzian[250][251];
- (D)  duży pożar (5 grudnia) trzypiętrowego gmachu fabrycznego Icka Prusinowskiego przy ul. Przejazd 46 (ob. ul. Tuwima 56), mieszczącego zakłady trzech dzierżawców: przędzalnię wełny firmy „Lorentz i Kuntze” (parter i I piętro), przędzalnię wełny Mendla Lubińskiego (II piętro) i skręcalnię wełny Szmula Weilanda (III piętro); łącznie w gmachu pracowało 122 robotników. Ogień pojawił się około godz. 5:30 na II piętrze (prawdopodobnie wskutek nieostrożności podczas zapalania gazu) i pochłonął wszystkie maszyny, składowane towary i surowce; gmach uległ częściowemu zawaleniu. Ofiar w ludziach nie było, straty fabrykantów oszacowano odpowiednio na około 50 000, 60 000 i ponad 10 000 rubli[252].

### 1891

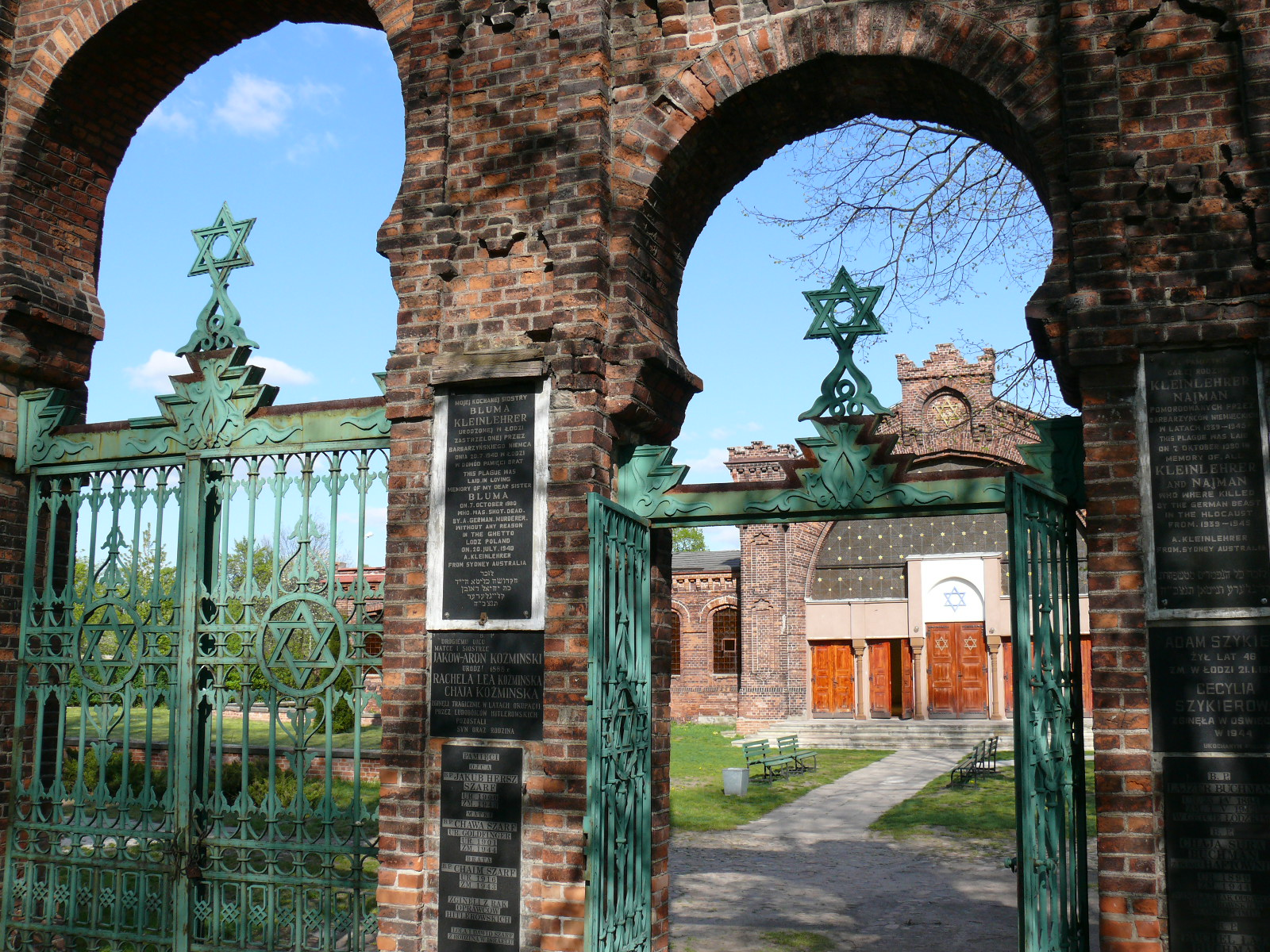
Brama nowego cmentarza żydowskiego (kwiecień 2007)

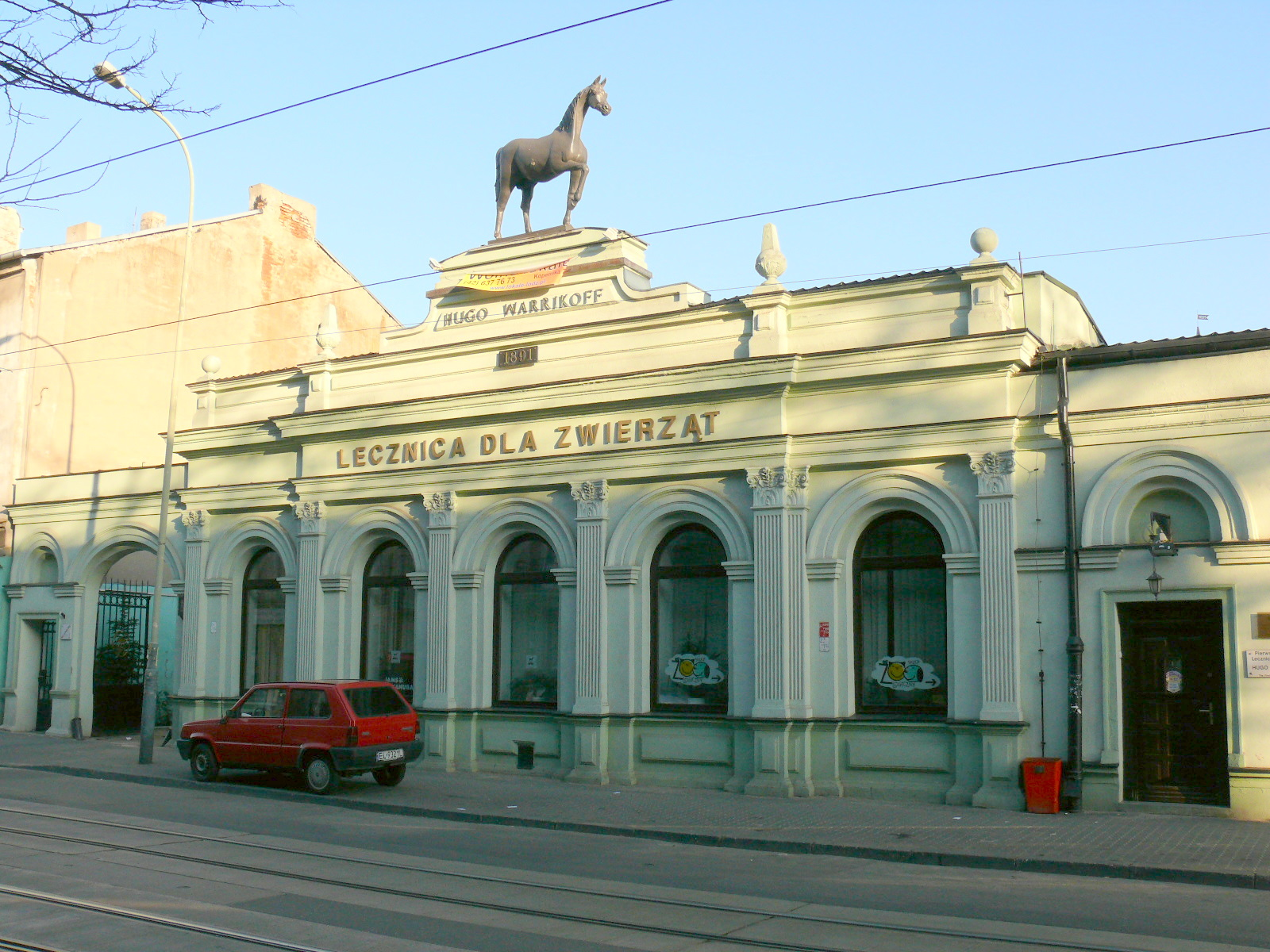
Lecznica „Pod koniem” (kwiecień 2007)

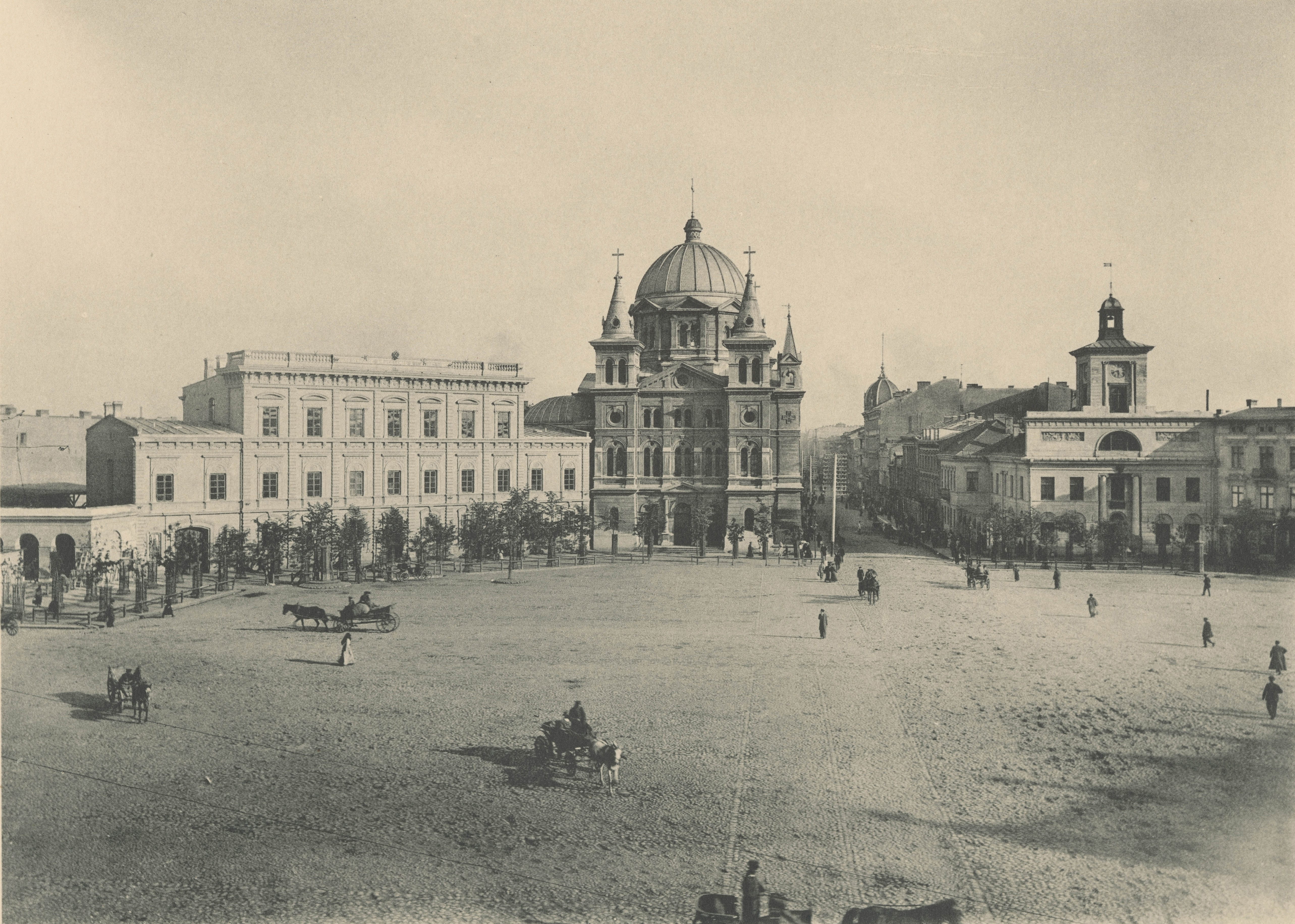
Nowy Rynek
(ob. pl. Wolności), w głębi na wprost kościół luterański Świętej Trójcy
przy ul. Piotrkowskiej 2/4, obecnie Kościół Zesłania Ducha Świętego pod numerem 2/2a (fot. B. Wilkoszewski, przed 1896)

- (D)  duży pożar (27 stycznia) gmachu fabrycznego Maurycego Sprzączkowskiego przy ul. Dzikiej 9 (ob. ul. Sienkiewicza), w którym mieściła się ręczna tkalnia wyrobów wełnianych N. H. Poznańskiego, zatrudniająca około 100 robotników przy 54 warsztatach. Ogień pojawił się tuż po północy, a jego gaszenie trwało 6 godzin. Doszczętnie spłonęły dwa piętra i parter budynku, straty oszacowano wstępnie na kilkadziesiąt tysięcy rubli[253];
- (D)  duży pożar (8/9 lutego) przędzalni wełny czesankowej firmy Léon Allart et Compagnie przy ul. Kątnej (ob. ul. Wróblewskiego 19); straty oszacowano na około 70 000 rubli[254];
- (T)  uruchomienie (w połowie lutego) przez Fryderyka Sellina linii omnibusu konnego na trasie Rynek Nowego Miasta (ob. pl. Wolności) – dworzec Drogi Żelaznej Fabryczno-Łódzkiej; omnibus dowoził pasażerów na wszystkie pociągi osobowe, przejazd kosztował 7 i pół kopiejki od osoby[255];
- (D)  wielki pożar (19/20 lutego) trzypiętrowego gmachu przędzalni wigoniu[g] w kompleksie fabrycznym firmy „W. Stolaroff” w ówczesnej wsi Dąbrowa przy granicy Łodzi (ob. przy ul. Rzgowskiej 26/28). Ogień pojawił się przed godz. 20:00, gdy większość robotników opuściła już po pracy zakład. Gmach spłonął doszczętnie, straty w maszynach i przędzy oszacowano wstępnie na ponad 250 000 rubli, bez pracy pozostało 220 robotników[256];
- (W)  nabycie (10 marca) przez łódzkiego fabrykanta Juliusza Heinzla od Ernesta II, księcia sasko-koburgsko-gotajskiego, posiadłości i zamku Hohenfels, wraz z przywiązanym do nich tytułem arystokratycznym barona (Freiherrstand) z predykatem „von Hohenfels”; odtąd sam Juliusz, jak i jego potomkowie, mieli prawo do tytułu: Heinzel von Hohenfels; był to jedyny przypadek w Łodzi uzyskania tytułu szlacheckiego; Juliusz Heinzel otrzymał również swój własny herb (wyrzeźbiony został m.in. na elewacji pałacu w Łagiewnikach przy ul. Okólnej 166 oraz kaplicy grobowej na Starym Cmentarzu); symbolika herbu była związana z przemysłem – na dolnym polu herbu umieszczono skrzyżowane srebrne młoty na czerwonym tle, natomiast pod tarczą herbową umieszczono dewizę Industriae coronam;
- (K)  występ (25 marca) Heleny Modrzejewskiej w roli Lady Makbet w premierowym przedstawieniu Makbeta Williama Szekspira w teatrze „Thalia” przy ul. Dzielnej 18 (ob. ul. Narutowicza 20); ówczesny krytyk teatralny ocenił kreację Modrzejewskiej jako doskonałą, a szczególnie zachwyciła go scena lunatycznego snu[257][258];
- (D)  wielki pożar (11 kwietnia) kompleksu fabrycznego Edwarda Häntschla przy ul. Wólczańskiej 12. Ogień pojawił się przed godz. 20:00 w piętrowym budynku wykończalni od strony ul. Zachodniej i z powodu silnego wschodniego wiatru szybko przerzucił się na trzypiętrowy gmach tkalni mechanicznej i ręcznej wyrobów wełnianych. Oba budynki spłonęły doszczętnie wraz z wyposażeniem (40 maszyn w wykończalni, 82 maszyny w tkalni mechanicznej i 140 warsztatów w tkalni ręcznej); straty oszacowano wstępnie na około 160 000 rubli, bez pracy pozostało 170 robotników[259];
- (D)  wielki pożar (13 kwietnia) młyna parowego Berka Wiązowskiego, dzierżawionego przez Dobranickiego, przy ul. św. Jakóba 16 (ob. ul. Jakuba) u zbiegu z ul. Franciszkańską[h]. Pożar wybuchł około godz. 1:00 i strawił młyn całkowicie wraz ze znaczną ilością mąki i zboża; właściciel ocenił straty na około 70 000 rubli, bez pracy pozostało 20 robotników[259];
- (K)  występy (5–8 maja) Heleny Modrzejewskiej w teatrze „Victoria” przy ul. Piotrkowskiej 67 – w tytułowej roli Odetty w komedii Victoriena Sardou (5 maja)[260], w roli Seweryny, księżnej de Birac, w sztuce Księżna Jerzowa Alexandre’a Dumasa, syna (6 maja)[261], w tytułowej roli Marii Stuart w dramacie Friedricha Schillera (7 maja) i w roli Maryi Gauthier w dramacie Dama kameliowa według powieści Alexandre’a Dumasa, syna (8 maja)[262];
- (G)   (N)  przeprowadzenie (12–13 maja), z inicjatywy Towarzystwa Akcyjnego Zakładów Bawełnianych K. Scheiblera, pierwszych udanych prób oczyszczania wód ściekowych (pochodzących z blichu Towarzystwa Akcyjnego Zakładów Bawełnianych Heinzla i Kunitzera przy szosie Rokicińskiej, ob. al. Piłsudskiego 135) metodą Webstera, polegającą na poddaniu ścieków działaniu prądu elektrycznego z zanurzonych w nich żelaznych elektrod[263];
- (K)  występ (12 maja) Józefa Kotarbińskiego w teatrze „Victoria” w roli Roberta Heineckego w premierowym przedstawieniu Honoru Hermanna Sudermanna; spektakl był benefisem łódzkiego aktora Józefa Popławskiego[264];
- (H)  otwarcie (13 maja) przez Zjednoczone Towarzystwo Kupców Kiachtyńskich „Tsiń-Łun” chińskiego sklepu herbacianego w kamienicy Chaima Bławata przy ul. Piotrkowskiej 17; sklep zwracał uwagę niezwykłym szyldem i kolorowym, widocznym z ulicy wnętrzem z licznymi znakami chińskimi; sprzedawcą był Czen-Wen-Juan – chińczyk z warkoczem, w oryginalnym stroju narodowym[265]; 1 czerwca sklep rozpoczął także sprzedaż kawy i cze-su-cza (tkaniny z surowego jedwabiu)[266];
- zamknięcie (w drugiej połowie maja) z rozporządzenia policmajstra m. Łodzi dwóch ostatnich tzw. tingel-tangli (podrzędnych lokali, w których produkowały się szansonistki) – Prawitza przy ul. Wschodniej i Weigelta przy ul. Zachodniej[267];
- (A)  wprowadzenie (17 czerwca) rozporządzeniem policmajstra m. Łodzi obowiązku rejestracji furmanek i umieszczania na nich w widocznym miejscu (od 28 czerwca) blaszanych numerów[268];
- (S)  pokaz (20 czerwca[i]) polskiego baloniarza i spadochroniarza Józefa Dzikowskiego, nazywanego naśladowcą Leroux, na placu wyścigów kolarskich w Zelinówce. Podobnie jak Charles Leroux w sierpniu 1889 r. (zobacz »), Dzikowski wzniósł się balonem na wysokość około 1500 m i oddał skok spadochronowy lądując na polu w pobliżu ul. Zawadzkiej (ob. ul. Próchnika); balon osiadł na terenie za Starym Cmentarzem; zarówno balon, jak i spadochron użyte przez Dzikowskiego należały wcześniej do tragicznie zmarłego Leroux[269][270];
- (U)  otwarcie (w połowie lipca) hotelu „Europejskiego” w kamienicy przy ul. Zawadzkiej 7 (ob. ul. Próchnika), wzniesionej przez Bolesława Prusinowskiego według projektu Gustawa Landau-Gutentegera[271]; później – hotel „Monopol”;
- (G)  uruchomienie (na początku września) przez Ludwika Heniga Fabryki Wyrobów Platerowanych przy ul. Piotrkowskiej 13[272];
- (E)   (U)  rozpoczęcie roku szkolnego (19 września) w Męskim Rosyjskim Gimnazjum Rządowym w nowej, stałej siedzibie – gmachu przy ul. Dzikiej (późn. ul. Mikołajewskiej 44, ob. ul. Sienkiewicza 46); budynek, ufundowany przez rodzinę Karola Scheiblera, posiadał już system ogrzewania poprzez kaloryfery[273][274];
- (Z)  założenie (9 października) nowego cmentarza żydowskiego w południowej części Bałut, na gruntach folwarku Marysin, na niewielkim wzniesieniu pomiędzy obecnymi ulicami Kaufmana, Sporną, Bracką, Zmienną i Inflancką; ceremonii założenia cmentarza, liczącego pierwotnie 16 mórg powierzchni, dokonał naczelny rabin Łodzi Eliasz Chaim Majzel[275]; plan nowego cmentarza został zatwierdzony przez piotrkowski rząd gubernialny w sierpniu 1892[276], pierwsze pochówki odbyły się między 7 a 11 listopada 1892[277]. Obecnie to największa w Polsce pod względem powierzchni nekropolia żydowska (42 ha, ponad 230 000 pochowanych, w tym ok. 45 000 stanowią mogiły zmarłych i zamordowanych w okresie funkcjonowania Ghetto Litzmannstadt); w 2015 r. cmentarz został uznany pomnikiem historii;
- (H)  otwarcie (między 12 a 23 października) przy ul. Piotrkowskiej 43 sklepu fabrycznego warszawskiej Parowej Fabryki Czekolady, Cukrów, Biszkoptów Angielskich i Pierników „E. Wedel”[278][279];
- (D)  wielki pożar (1–2 listopada) trzypiętrowego gmachu fabryki taśm i cholewek gumowych Emila Wickego przy ul. Milscha 32 (ob. ul. Kopernika 36). Ogień pojawił się około godz. 2:30 w zwijalni na III piętrze; mimo wysiłków straży pożarnej fabryka mieszcząca 100 maszyn i zatrudniająca 150 robotników spłonęła doszczętnie, a pogorzelisko dogaszano przez drugą dobę; w posesji ocalały: kotłownia, frontowy budynek z maszyną parową i pałac właściciela; straty wyniosły 200 000 rubli, w tym 19 675 rubli w zabudowaniach[280][281];
- (D)  duży pożar (2 grudnia) dwupiętrowego gmachu fabrycznego Filipa Lissnera przy ul. Piotrkowskiej 86, w którym mieściły się: własna przędzalnia odpadków bawełnianych, przędzalnia wełny Grätlera oraz przędzalnia i tkalnia Bajera. Ogień pojawił się około godz. 2:30 w przędzalni Grätlera na II piętrze; część gmachu spłonęła doszczętnie wraz z maszynami, surowcami i gotowymi wyrobami, uratowano natomiast przędzalnię i tkalnię Bajera; straty oszacowano na 60 000 rubli, pracę utraciło około 40 robotników[282];
- (M)   (U)  otwarcie (5 grudnia) przez Karola Hugona Warikoffa i Alfreda Kajetana Kwaśniewskiego pierwszej w Polsce lecznicy dla zwierząt przy ul. Milscha 22 (ob. ul. Kopernika); po sąsiedzku z lecznicą została także uruchomiona wzorowa kuźnia angielska[283];
- (R)  otwarcie (w połowie grudnia) na Rynku Nowego Miasta (ob. pl. Wolności) neorenesansowego kościoła luterańskiego Świętej Trójcy, wybudowanego w latach 1889–1891 w miejscu budowli klasycystycznej, według projektu Ottona Gehliga (przy współudziale M. J. Prokoffiewa); kościół poświęcił 3 lutego 1892 roku pastor Klemens Berthold Rondthaler[284]; od 1945 kościół rzymskokatolicki Zesłania Ducha Świętego;
- (G)  otwarcie pierwszego w Polsce zakładu produkującego rowery – „Wicher” W. Sierpińskiego.

### 1892

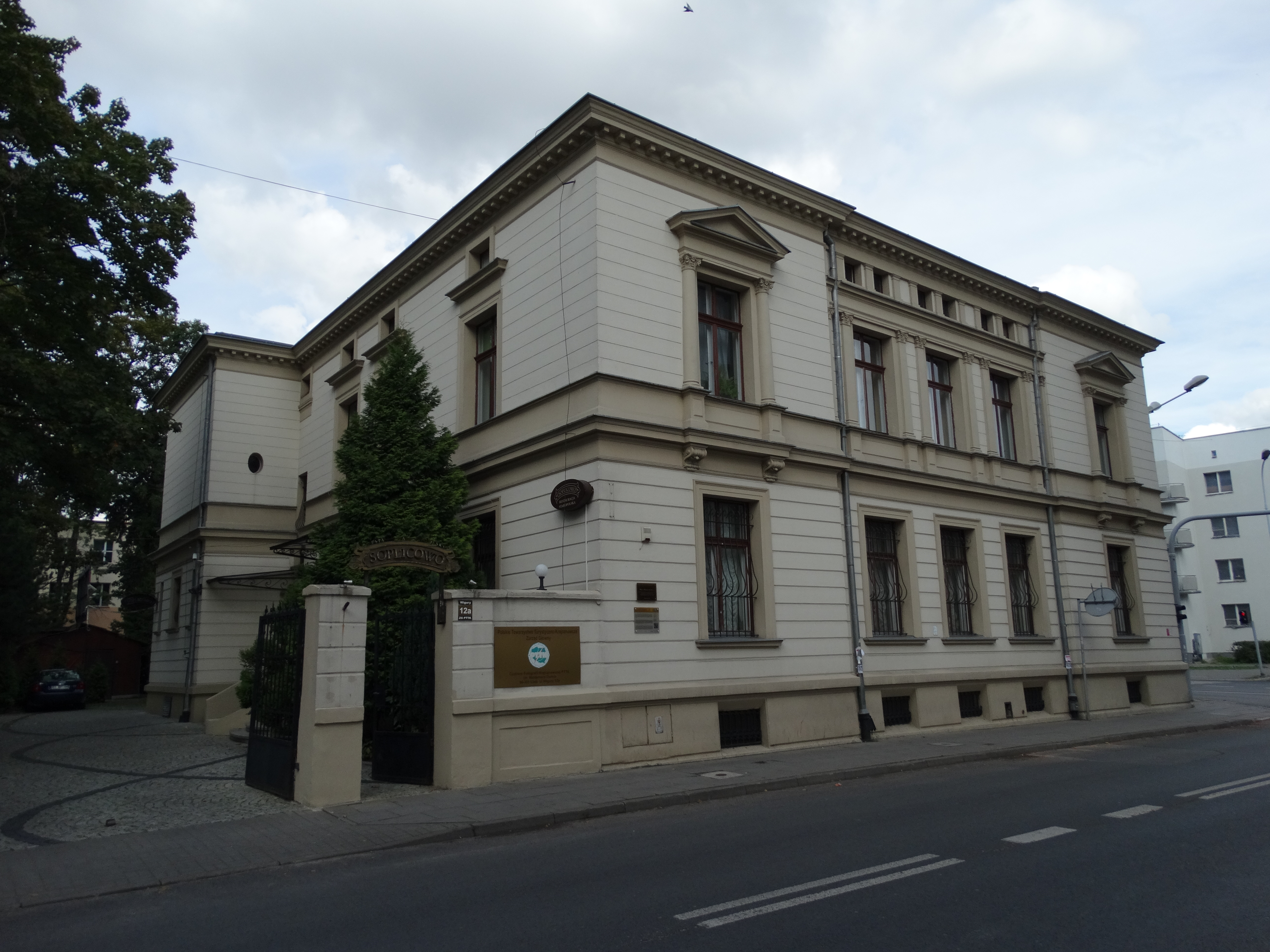
Willa Teschemachera
(wrzesień 2013)

- (D)  wielki pożar (26 stycznia) kompleksu fabrycznego Szmula Lewkowicza przy ul. Widzewskiej 56 i 58 w sąsiedztwie magazynów kolejowych (ob. ul. Kilińskiego 66 i 68/70 – współcześnie miejsce to zajmował do połowy października 2011 dawny parking przed starym dworcem Łódź Fabryczna i budynki Łódzkiego Zakładu Energetycznego S.A.). Ogień pojawił się około godz. 10:00 w budynku zakładu przerabiającego szmaty, dzierżawionym przez Józefa Dudelczyka, łączącym dwa większe gmachy, które później także zostały objęte pożarem. Były one dzierżawione przez J. Braunera (tkalnia kortów), Lipszyca (fabryczka waty jedwabnej), Majera Olszera (przędzalnia odpadków wełnianych) i A.Tykocinera (przędzalnia wełny); zabudowania te spłonęły doszczętnie wraz z maszynami, surowcami i gotowymi wyrobami; straty oszacowano na około 200 000 rubli, pracę straciło łącznie ponad 140 robotników. Ocalały budynki dzierżawione przez Frenkla, Hauskego, Landego i Lisnera; ponieważ jednak ich zakłady korzystały z maszyny parowej, która uległa zniszczeniu, praca w tych fabrykach została wstrzymana[285];
- (D)  duży pożar (11/12 lutego) dwupiętrowego gmachu fabrycznego Jana Zimmermanna u zbiegu ulic Głównej (ob. al. Piłsudskiego) i Piotrkowskiej (na nieistniejącej obecnie posesji nr 158), w którym mieściła się fabryka wyrobów z wełny czesankowej Moszka Arona Wienera. Ogień pojawił się tuż przed północą i strawił większą część budynku, około 70 mechanicznych warsztatów tkackich, wiele maszyn pomocniczych, surowiec i wyroby gotowe; łączne straty oszacowano na około 150 000 rubli, pracę straciło prawie 150 robotników. Uratowano 32 warsztaty, przy których pracowało 100 robotników[286];
- (D)  duży pożar (17/18 lutego) kilkupiętrowego gmachu przędzalni wełny Fryderyka Wilhelma Hohna przy ul. Wólczańskiej 45/47. Ogień pojawił się około godz. 20:00 na I piętrze; gmach spłonął doszczętnie i zawalił się; straty w maszynach, surowcu i gotowych wyrobach oszacowano na około 60 000 rubli, pracę straciło około 60 robotników[287];
- (D)  duży pożar (1 marca) budynku farbiarni Towarzystwa Akcyjnego Wyrobów Bawełnianych I. K. Poznańskiego przy ul. Ogrodowej 17. Ogień pojawił się w oddziale pralni mechanicznej około godz. 21:00, a walka z nim trwała do północy; całkowicie spłonęła część budynku (mieszcząca farbiarnię, pralnię, mydlarnię i część suszarni), w której było zatrudnionych 160 robotników; łączne straty oszacowano wstępnie na około 100 000 rubli[288];
- (K)  zatwierdzenie (21 marca) ustawy (statutu) Towarzystwa Śpiewackiego „Lutnia” w Łodzi; zebranie założycielskie odbyło się 9 czerwca, prezesem towarzystwa został wybrany Konstanty Płachecki; pierwszy koncert prawie 90-osobowego chóru śpiewaków odbył się 9 listopada w teatrze „Thalia” przy ul. Narutowicza 18 (obecnie nr 20)[289][290][291];
- (D)   (L)  pierwszy na ziemiach polskich strajk powszechny – tzw. bunt łódzki (2–8 maja), brutalnie stłumiony przez wojsko i policję; w strajku wzięło udział około 60 000 robotników; w starciach zginęło według prasy od 40 do 200 osób, źródła oficjalne informowały o 6 zabitych i 300 rannych; aresztowanych zostało 348 strajkujących, a 82 przywódców buntu skazano na więzienie;
- (D)  wielki pożar (21–22 sierpnia) stodół przy ul. Drewnowskiej, w sąsiedztwie fabryki – wykończalni tkanin wełnianych Jana Stüldta (pod numerem 91, ob. nr 43/55 – teren Sensilab Sp. z o.o. po Zakładach Farmaceutycznych Polfa-Łódź S.A.), należących do 25 mieszkańców Starego Miasta. Ogień pojawił się około godz. 18:00, a jego gaszenie trwało prawie do południa następnego dnia; łącznie po obu stronach ulicy spaliło się doszczętnie 26 stodół wypełnionych zbożem, suma strat wyniosła około 30 000 rubli[292];
- (D)  duży pożar (28 sierpnia) posesji fabrycznej Karola Koeniga przy ul. Piotrkowskiej 250/252. Ogień pojawił się w południe i pochłonął doszczętnie zabudowania drewniane (stajnię, wozownię, szopę, kuźnię oraz kurniki ze znaczną ilością drobiu) i część fabryki (mała suszarnia i oddział farbiarni wraz z urządzeniami i materiałami); straty oszacowano na ponad 40 000 rubli[293];
- (S)  pokazy (28 sierpnia i 1 września) w parku Helenów warszawskiego baloniarza i spadochroniarza Zenona Szymańskiego; aeronauta wykonał skoki z balonu na spadochronie własnej konstrukcji[294][295][296];
- (H)  pierwsza Wystawa Ogrodnicza w Łodzi (3–11 września) zorganizowana staraniem Towarzystwa Ogrodniczego Warszawskiego w parku Kwela (ob. park Źródliska)[297][298]; wystawę otworzył gubernator piotrkowski rzeczywisty radca stanu Konstantin Miller. Wystawcy konkurowali w 40 kategoriach; najwyższe nagrody zdobyli m.in.: Jan Wilkoński z Częstochowy – w kategorii planów parków za plan parku w podwrocławskim Kleinburgu (ob. osiedle Borek we Wrocławiu), Anna Scheibler – w kategoriach „Liczny dobór roślin cieplarniowych, kwiatowych lub liściastych”, „Liczny dobór roślin szklarni zimnej”, „Dobory obrazkowatych, storczyków, ananasowatych lub którychkolwiek z wymienionych”, „Dobory ułanek (Fuchsia), ukośnic bulwiastych (Begonia), pelargonij lub którychkolwiek z wymienionych” i „Dobór brzoskwiń lub winogron, dojrzałych pod murem lub pod szkłem”, Edward Herbst – w kategoriach „Dobór nie mniej niż 5 roślin doniczkowych w okazałych egzemplarzach”, „Dobór palm, sagowców i pandanów” i „Kobierce kwiatowe”, pastor Wilhelm Zimmer z Pabianic – w kategorii „Dobór ozdobnych drzew i krzewów”, L. Geyer – w kategoriach „Dobór roślin gruntowych kwiatowych” i „Wieńce, koszyki, poduszki itp. z kwiatów świeżych”, Oskar Kindler – za ananasy w kategorii „Szczególnie piękne owoce własnego wytworu” i Juliusz Heinzel – za pawilon ogrodowy[299]. Wystawę zwiedziło łącznie 19 200 osób i przyniosła ona dochód w wysokości 5900 rubli[300];
- (U)  oddanie neorenesansowej willi Wilhelma Teschemachera przy ul. Pustej (ob. ul. Wigury 12a); wzniesiony w latach 1890–1892 budynek wzorowany był rzymskim Palazzo Farnese (we wnętrzu willi zachowała się do dzisiaj m.in. fontanna ozdobiona mozaiką weneckiego artysty – Antonio Salviatiego); w 1912 r. pierwotny właściciel sprzedał budynek Antoniemu Krukowi, a w latach 1922–1938 należał do żydowskiego kupca Nahuma Eitingona; po 1945 r. budynek przeszedł na własność państwa (pełnił funkcję schroniska młodzieżowego, później zakładowego przedszkola); w 1984 r. willę przejął łódzki oddział PTTK i przeprowadził w niej gruntowny remont; obecnie w willi znajduje się również Centrum Fotografii Krajoznawczej oraz restauracja „Soplicowo”; 27 grudnia 1982 r. willa została wpisana do rejestru zabytków[301].

### 1893
- (D)  eksplozja kotła parowego (10 kwietnia) w uruchamianej przędzalni u zbiegu ulic Wólczańskiej i św. Karola (ob. ul. Żwirki), należącej do Zygfryda Mannaberga. Wypadek wydarzył się o godz. 14:45; wybuch rozerwał kocioł zajmujący powierzchnię 80 stóp kwadratowych (tj. ok. 7,5 m²), całkowicie zniszczył kotłownię, uszkodził ściany 6 sąsiednich domów przy ul. Wólczańskiej, a w kilkunastu okolicznych domach wygniótł szyby okienne (niektóre wraz z futrynami); na miejscu zginął robotnik Ewert (pracujący w kotłowni), w szpitalu zmarły dwie kolejne osoby: robotnik Herman Arendt oraz robotnica fabryki Birnbauma (przygnieciona przez fragment kotła, który przebił dach i sufit jednego z mieszkań w sąsiadującej z przędzalnią kamienicy Hinza); dwóch innych robotników (Wegner i Dłużyński) doznało ciężkich obrażeń, kilkudziesięciu mieszkańców sąsiednich posesji zostało lżej rannych[302]; firma Mannaberga wypłaciła poszkodowanym odszkodowania w łącznej wysokości 60 000 rubli[303];
- (D)  duży pożar (18 lipca) zabudowań fabrycznych Towarzystwa Akcyjnego Markusa Silbersteina przy ul. Piotrkowskiej 242/250. Spłonęły: piętrowy pawilon z miarownią, pakownią i drapiarnią towarów, parterowa suszarnia i lewe skrzydło fabryki ze sztycharnią, farbiarnią i wykończalnią; straty oszacowano wstępnie na około 300 000 rubli[304];
- (D)  duży pożar (25 sierpnia) przędzalni i tkalni wyrobów bawełnianych Adolfa Dobranickiego przy ul. Północnej 6 (ob. teren parku Staromiejskiego). Trzypiętrowy gmach fabryki spłonął doszczętnie, częściowemu spaleniu uległ przyległy budynek wykończalni, nadpalone zostały dachy sąsiednich zabudowań; wysokość strat przekroczyła 150 000 rubli[305];
- (S)   (U)  zakończenie budowy cyklodromu (okrężnego toru kolarskiego z boiskiem wewnątrz) w prywatnym parku łódzkich browarników – Helenowie (po jego modernizacji w 1898 r. odbywały się w Łodzi duże imprezy cyklistów, również w obsadzie międzynarodowej)[172]; w 1907 r. otrzymał betonową nawierzchnię[24]; cyklodrom dzierżawiło Łódzkie Towarzystwo Cyklistów, a na boisku odbywały się zawody sportowe, a także m.in. pokazy cyrkowe[230]; obecnie obiekt pod zarządem Klubu Sportowego „Społem”.

### 1894
- (G)  rozpoczęcie (13 stycznia) działalności Towarzystwa Akcyjnego Fabryki Wyrobów Wełnianych „Stiller i Bielszowski”, zarządzającego istniejącą od 1875 r. fabryką Arnolda Stillera i Juliusza Bielszowskiego przy ul. Cegielnianej 78/82 (ob. ul. Jaracza 52); prezesem zarządu został Arnold Stiller, zaś członkami – Juliusz Bielszowski, Bernard Poznański i Jerzy Stiller[306];
- (D)  duży pożar (21 marca) przędzalni wełny należącej do firmy „Kryszek i Löwenfisch”, mieszczącej się w gmachu przy ul. Piotrkowskiej 184 dzierżawionym od spadkobierców Ferdynanda Seeligera. Ogień pojawił się około godz. 3:00; gmach spłonął całkowicie, co pozbawiło pracy około 50 robotników; straty oszacowano na kilkadziesiąt tysięcy rubli[307];
- (D)  duży pożar (w pierwszej połowie lipca) zabudowań Towarzystwa Akcyjnego Fabryki Wyrobów Wełnianych „Stiller i Bielszowski” przy ul. Cegielnianej 78/82 (ob. ul. Jaracza 52). Spłonęły: gmach fabryczny wyrobów tkackich, farbiarnia i apretura, zlokalizowane w głębi posesji, od strony ul. Południowej (ob. ul. Rewolucji 1905 r.); suma strat wyniosła 150 000 rubli[308];
- (D)  wielki pożar (26 lipca) nowej fabryki wyrobów wełnianych Markusa Kohna, zlokalizowanej pod numerem 804 (późn. i ob. ul. Łąkowa 5). Ogień pojawił się w południe i w ciągu kilku godzin pochłonął tkalnię mechaniczną ze 100 warsztatami, farbiarnię, apreturę oraz duże zapasy wełny; z budynków pozostały jedynie wypalone mury; podczas gaszenia pożaru kilku strażaków odniosło poważne obrażenia; bez pracy pozostało 400 robotników, a wysokość strat oszacowano na około 500 000 rubli[309];
- (D)  duży pożar (9 sierpnia) gmachu przędzalni wełny i wykończalni Augusta Hochmuta przy ul. Wólczańskiej 51. Budynek spłonął całkowicie, podczas akcji gaśniczej trzech strażaków doznało poważnych obrażeń; wysokość strat sięgnęła 100 000 rubli[310][311];
- (D)  ogłoszenie Łodzi (14 sierpnia) przez władze miejskie z rozporządzenia gubernatora piotrkowskiego miastem dotkniętym epidemią cholery azjatyckiej; epidemia wygasła do końca października[312][313];
- (D)  duży pożar (25 listopada) dwóch gmachów fabrycznych apretury Towarzystwa Akcyjnego Wyrobów Bawełnianych „Ludwik Geyer” przy ul. Piotrkowskiej 293/305. Ogień pojawił się około godz. 7:00, a jego dogaszanie trwało do wieczora; oba budynki spłonęły wraz z wyposażeniem, udało się uratować sąsiedni budynek drukarni tkanin; straty oszacowano na 200 000 rubli[314];
- (G)  uruchomienie przędzalni bawełny i tkalni Józefa Gampego i Juliusza Albrechta przy późniejszej ul. Pańskiej 127/129 (ob. al. Politechniki 3b); w latach 1898 i 1911 fabrykę rozbudowano; w latach powojennych po nacjonalizacji – Zakłady Przemysłu Bawełnianego „Maltex”; w latach 2008–2015 część obiektów pofabrycznych przekształcono w Centrum Handlowo-Rozrywkowe „Sukcesja” (zobacz »).

### 1895

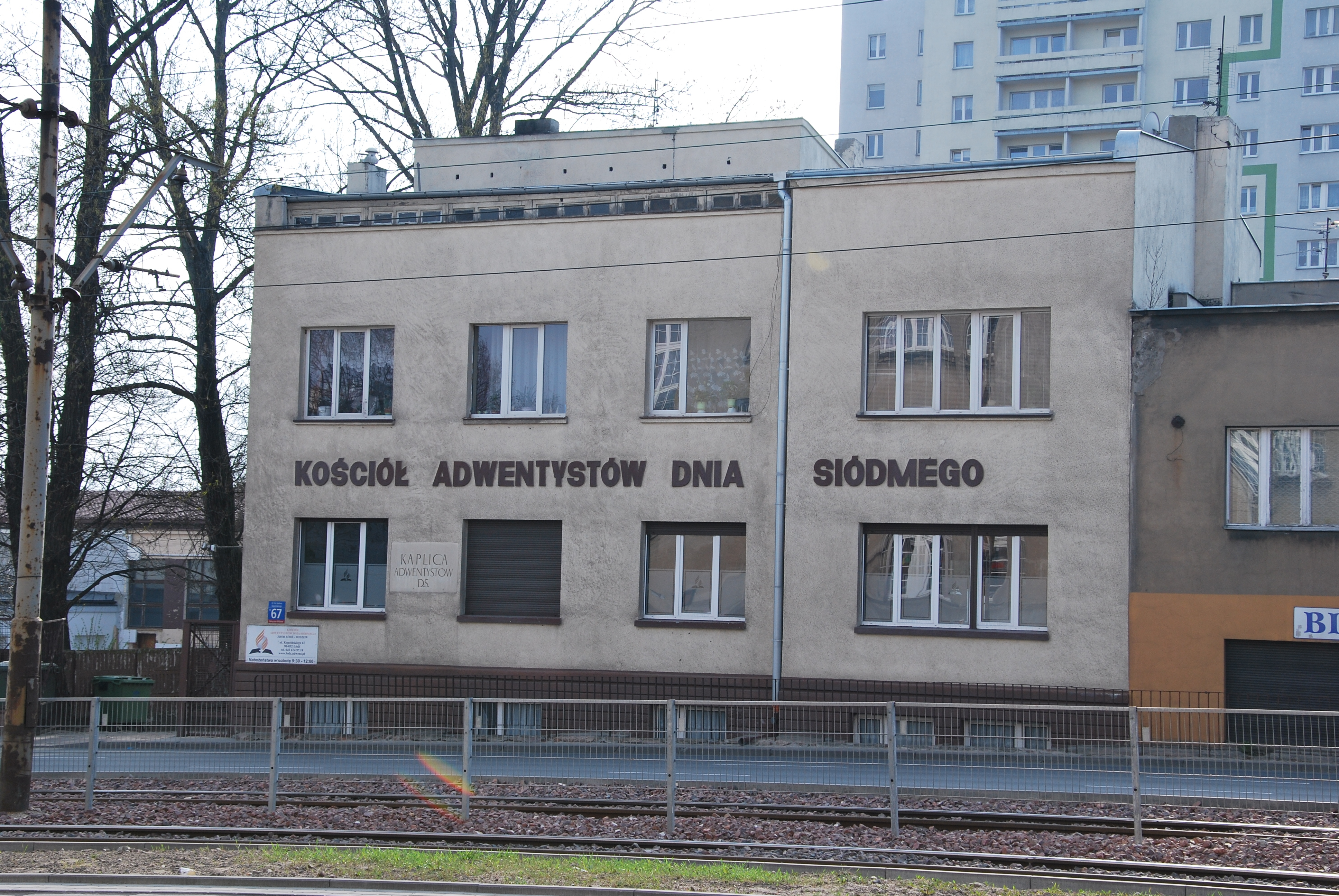
Budynek zboru adwentystów
przy ul. Kopcińskiego 67 (kwiecień 2012)

- (L)  Łódź liczyła 71 906 mieszkańców stałych (168 512 ogółem stałych i niestałych)[41];
- (E)  otwarcie (13 stycznia) szkoły policyjnej przygotowującej do pełnienia służby rewirowych i strażników miejskich[315];
- (G)  uruchomienie (na początku marca) przez Markusa Kutnera tkalni mechanicznej w dwupiętrowym gmachu przy późn. ul. Łąkowej 4[316];
- (D)  wylew rzeki Łódki (na początku kwietnia) wskutek gwałtownej odwilży; zalane zostały tereny browaru Anstadtów wzdłuż ul. Północnej, fabryki Biedermanna przy ul. Widzewskiej 1/3 i 2 (ob. ul. Kilińskiego) oraz magazyn E. T. Neumana z 300 cetnarami towaru; dwaj pierwsi fabrykanci ocenili straty na ponad 1000 rubli; w wezbranych wodach Łódki utonął Ludwik Kamala – szewc z Krakowa, od niedawna przebywający w Łodzi[317];
- (D)  duży pożar (w drugiej połowie lipca) składu drewna firmy „Grossman i S-ka” przy ul. Włodzimierskiej (ob. ul. Pietrusińskiego). Ogień pojawił się w porze popołudniowej w upalny dzień i szybko objął składowane stosy drewna; straty oszacowano na około 50 000 rubli[318];
- (D)  wybuch gazu (1 sierpnia około godz. 13:00) w kamienicy fabrykanta Ferdynanda Endego przy ul. Piotrkowskiej 108 (mieściła się w niej m.in. siedziba Towarzystwa Śpiewackiego „Lutnia”). Wskutek wybuchu na miejscu zginął najstarszy syn Endego – 14-letni Gustaw; jedna osoba przechodząca ulicą została poważnie ranna; straty oszacowano na 50 000 rubli; kamienica została podstemplowana i wyłączona z użytkowania do czasu odbudowy (1898)[319][320][321]; odpowiedzialność poniósł inspektor towarzystwa gazowego, którego wiosną 1896 r. piotrkowski sąd okręgowy skazał na miesiąc aresztu[322], zaś firma wypłaciła za straty odszkodowanie w wysokości około 40 000 rubli[323];
- (D)  pogrzeb Juliusza Heinzla (14 sierpnia), zmarłego 8 sierpnia w Coburgu; fabrykant został pochowany ze wspaniałym przepychem na Starym Cmentarzu przy ul. Ogrodowej; w przeddzień i w dniu pogrzebu wstrzymały pracę obie jego fabryki[324];
- (D)  duży pożar (14 sierpnia) dwupiętrowego budynku apretury w fabryce Teofila Kruschego i Andrzeja Benscha. Ogień pojawił się około godz. 12:30; budynek spłonął doszczętnie; jedna osoba doznała obrażeń ciała; straty oszacowano na około 70 000 rubli[325]. Na przełomie lat 1895/96 Andrzej Bensch, jego syn Karol i jeden z robotników zostali zatrzymani pod zarzutami podpalenia fabryki oraz oszustwa; fabrykant został aresztowany; 21 października 1896 r. piotrkowski sąd okręgowy uniewinnił wszystkich oskarżonych[326][327][328][329];
- (H)  otwarcie (26 września) w parku Helenów pierwszej w Łodzi Wystawy Rzemieślniczo-Przemysłowej z inicjatywy Towarzystwa Popierania Przemysłu i Handlu; w specjalnie wzniesionym przez Ottona Gehliga kosztem 20 000 rubli pawilonie swoje wyroby wystawiało 120 wystawców; w otwarciu wystawy uczestniczyli namiestnik Królestwa Polskiego Paweł Szuwałow (była to jego pierwsza wizyta w Łodzi) i gubernator piotrkowski Konstantin Miller; podczas jednodniowej wizyty namiestnik zwiedził też Wyższą Szkołę Rzemieślniczą, męskie i żeńskie rosyjskie gimnazja rządowe, ambulatorium Rosyjskiego Czerwonego Krzyża, fabryki Towarzystwa Akcyjnego Zakładów Bawełnianych K. Scheiblera oraz baraki wiejskie; od władz miasta otrzymał okuty w srebro plan Łodzi z widokami. Wystawa była czynna przez miesiąc, a zwiedziły ją 42 000 osób, w tym 18 000 robotników; łączny koszt jej urządzenia wyniósł 50 000 rubli[330][331][332];
- (K)  koncert Marceliny Sembrich-Kochańskiej (3 października)[333];
- (D)  śmierć Hermana Konstadta (20 października) – kupca i fabrykanta, jednego z założycieli łódzkiego Towarzystwa Kredytowego Miejskiego i Banku Handlowego w Łodzi; został pochowany na nowym cmentarzu żydowskim[334];
- (Ś)  opracowanie (w listopadzie) projektu ustawienia w mieście kiosków do sprzedaży gazet, początkowo w 10 punktach o największym ruchu[335];
- (D)  wielki pożar (11 grudnia) przędzalni bawełny Henryka Grohmana, wzniesionej w 1889 r. przy ul. św. Emilii (ob. ul. ks. bpa Tymienieckiego 26), liczącej 23 000 wrzecion; straty oszacowano na około 350 000 rubli, pracę straciło około 300 robotników[336];
- (R)  powstanie w Łodzi zboru adwentystów; była to pierwsza społeczność adwentystyczna na terenie Królestwa Polskiego (obecnie kancelaria i miejsce nabożeństw mieszczą się w budynku parafii Łódź-Widzew przy ul. Kopcińskiego 67; istnieje też zbór Łódź-Górna przy ul. Płockiej 28).

### 1896

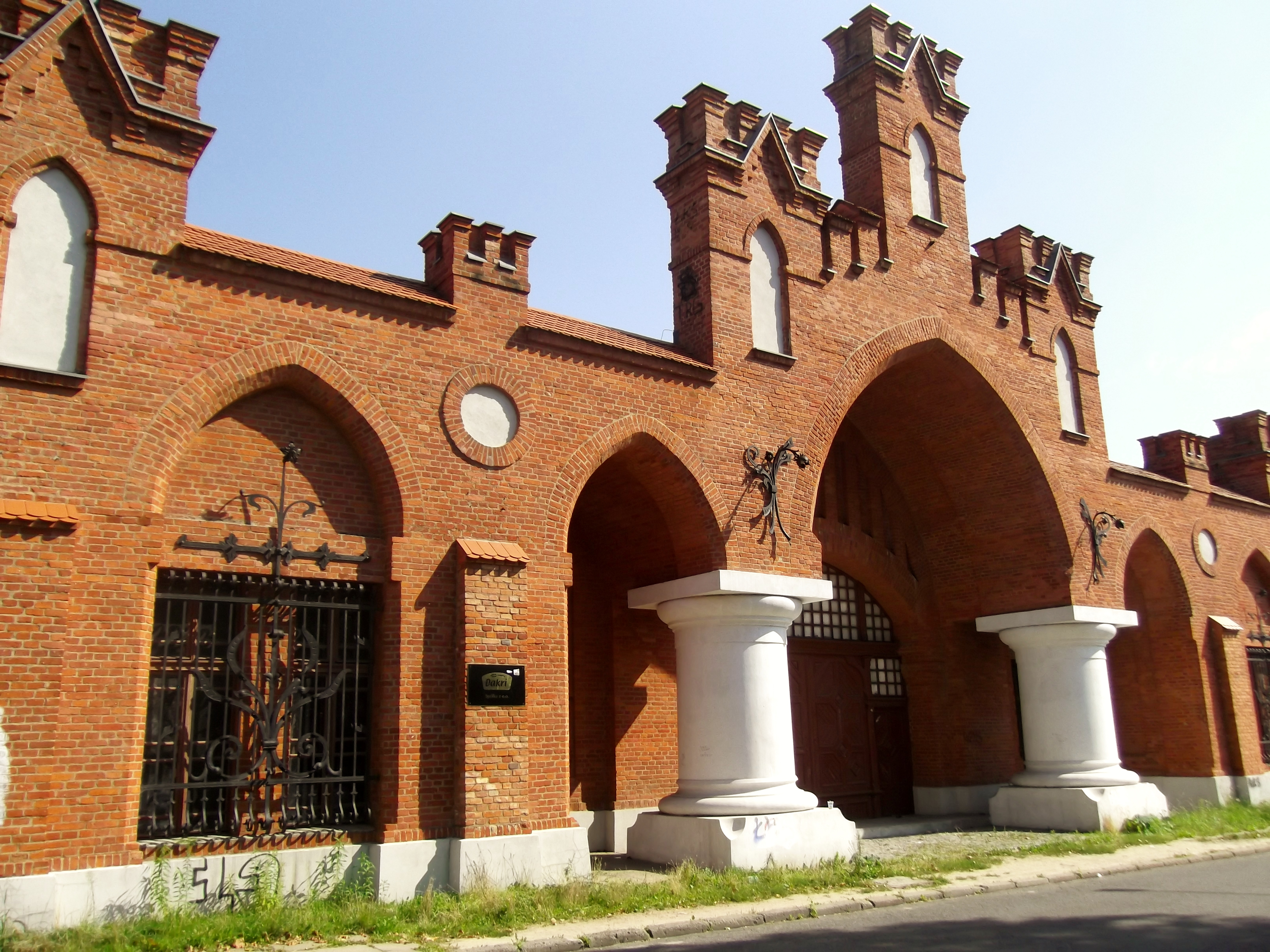
Beczki Grohmana
(wrzesień 2014)

- (D)  duży pożar (w pierwszej dekadzie stycznia) Łódzkiej Fabryki Sztucznej Wełny „Bracia Trilling i Datyner” przy ul. Długiej 127 (ob. ul. Gdańska). Ogień zniszczył trzy piętra fabryki wraz z maszynami; straty oszacowano na około 80 000 rubli[337];
- (A)  zapowiedź (w styczniu) włączenia w obszar Łodzi wsi Bałuty i Dąbrowa[338]; projekt zrealizowały dopiero niemieckie władze okupacyjne w sierpniu 1915 r. (zobacz »);
- (D)  duży pożar (na początku marca) fabryki Towarzystwa Akcyjnego Wyrobów Bawełnianych Szai Rosenblatta przy ul. Długiej 141/147 (ob. ul. Stefanowskiego 1/15); spłonął budynek drukarni tkanin wraz z maszynami i zapasami tkanin; straty oszacowano na około 100 000 rubli[339];
- (Ś)  uzyskanie (w kwietniu) przez Konstantego Woźniaka pozwolenia na uliczną sprzedaż gazet – na ulicach Łodzi pojawiło się pierwszych 12 chłopców-gazeciarzy[340];
- (D)  drugi duży pożar (23 lub 25 maja) gmachu przędzalni przy ul. Przejazd 46 (ob. ul. Tuwima 56), należącego do Icka Prusinowskiego. Ogień pojawił się około godz. 15:00; straty oszacowano na około 50 000 lub 100 000 rubli[341];
- (L)  uroczyste obchody koronacji (26 maja) Mikołaja II i Aleksandry Fiodorownej – miasto zostało odświętnie udekorowane, pochód mieszkańców przeszedł ulicą Piotrkowską do Nowego Rynku (ob. pl. Wolności), na którym odprawione zostało nabożeństwo dziękczynne; po nim odbyła się parada wojskowa, a chóry Łódzkiego Męskiego Stowarzyszenia Śpiewaczego (Lodzer Männer-Gesang-Verein) i Towarzystwa Śpiewackiego „Lutnia” odśpiewały przed ratuszem hymn narodowy; na Wodnym Rynku (ob. pl. Zwycięstwa) i w parku Kwela (ob. park Źródliska) urządzono bezpłatne zabawy ludowe, w których wzięło udział kilkanaście tysięcy łodzian, głównie robotników i rzemieślników; w parku Helenów zorganizowano obiad obywatelski z udziałem ponad 300 przedstawicieli różnych sfer[342];
- (D)  wielki pożar (21 czerwca) fabryki tkanin wełnianych Jana Schultza, należącej wcześniej do jego ojca Ottona Juliusza, u zbiegu ulic Zawadzkiej i Zachodniej (ob. ul. Próchnika 16). Ogień pojawił się w tkalni, około godz. 4:00; fabryka spłonęła doszczętnie, straty oszacowano na 250 000 rubli[343];
- (D)  duży pożar (na przełomie czerwca i lipca) trzypiętrowego gmachu Fabryki Wyrobów Wełnianych i Półwełnianych „Kwaśner i Lindenberg” przy ul. Karola 11 (ob. ul. Żwirki 11/13), należącej do Jakuba Kwaśnera i Henryka Lindenberga; budynek spłonął doszczętnie wraz z maszynami; straty oszacowano na 75 000 rubli[344];
- (D)  duży pożar (4 lipca) przędzalni wełny Natana Landaua i Abrahama Sanda przy ul. Cegielnianej 71 (ob. teren parkingu u zbiegu ulic Jaracza i Kilińskiego); straty wyniosły 140 000 rubli[345];
- (K)  pierwszy w Łodzi pokaz filmowy (na przełomie lipca i sierpnia) w parku Helenów, z wykorzystaniem aparatury Edisona[330][346];
- (D)  duży pożar (13 października) gmachu fabrycznego Juliusza Segała i Dawida Majzla przy ul. Widzewskiej 82 (ob. ul. Kilińskiego 102/102a – działkę zajmuje gmach Miejskiego Ośrodka Pomocy Społecznej w Łodzi, wcześniej siedziba Powiatowego Urzędu Pracy nr 2 w Łodzi), dzierżawionego przez Mojżesza Halperna, Gustawa Jaekla i Rosenthala; straty wyniosły kilkadziesiąt tysięcy rubli[347];
- (D)  duży pożar (20/21 października) gmachu fabrycznego Jana Zimmermana przy ul. Piotrkowskiej 158, w którym mieściły się: własna przędzalnia wełny, tkalnia Chaima Rosenthala i tkalnia Głowińskiego; łączne straty wyniosły 104 000 rubli[348];
- (R)  konsekracja (27 listopada) cerkwi garnizonowej św. Aleksego Metropolity Moskiewskiego przy ul. Jekaterynburskiej (ob. ul. św. Jerzego 7a), wybudowanej w latach 1894–1896 według projektu Franciszka Chełmińskiego; fundatorami świątyni dla rosyjskich żołnierzy byli najwięksi łódzcy fabrykanci, m.in. Karol Scheibler, Juliusz Heinzel, Izrael Poznański; świątynię zbudowano na wzór innych cerkwi garnizonowych obszaru petersburskiego – od początku łączyła dwie role: miejsca modlitwy (część sakralna, obecne prezbiterium) i ujeżdżalni koni dla wojska (dalsza część budynku, obecna nawa); w 1918 r. świątynię przekształcono w rzymskokatolicki kościół garnizonowy św. Jerzego; w 1926 r. umieszczono i koronowano w ołtarzu głównym ufundowaną przez żołnierzy kopię obrazu Matki Bożej Częstochowskiej (jako Hetmanki Żołnierzy Polskich); w kruchcie świątyni znajdują się tablice pamiątkowe poświęcone Polakom, którzy walczyli i oddali życie na różnych frontach; 27 czerwca 1998 r. przed kościołem został odsłonięty pierwszy łódzki pomnik papieża Jana Pawła II (zaprojektowany przez Annę Wierzbowską-Grabiwodę);
- (Z)  założenie cmentarza „Doły” we wschodniej części dzielnicy Bałuty, po obu stronach obecnej ulicy Smutnej; cmentarz powstał jako miejsce pochówku dla luteran i rzymskich katolików; w późniejszym czasie wyznaczono dodatkowe miejsca dla baptystów, muzułmanów, mariawitów, prawosławnych i zielonoświątkowców; w 1948 r. założono (na powierzchni 6,37 ha) pierwszy w Łodzi cmentarz komunalny[349]; na terenie cmentarza znajdują się miejsca pamięci narodowej, m.in. grób wojenny ze zbiorową mogiłą bojowników z lat 1905–1907 i pomnik ofiar pomordowanych w obozach hitlerowskich;
- (G)  oddanie do użytku tkalni Henryka Grohmana przy ul. Targowej 46, wzniesionej w latach 1894–1896 według projektu Franciszka Chełmińskiego, z charakterystyczną monumentalną neogotycką bramą z dwiema kolumnami, nazwanymi „beczkami grohmanowskimi” (przypominającymi szpule nici wykorzystywane w fabryce); z pierwotnej budowli nie zachowała się, umieszczona u szczytu arkady, żelazna secesyjna rzeźba, wyglądem przypominająca orła z rozpostartymi skrzydłami; w latach 1945–1989 mieściły się tu Zakłady Przemysłu Bawełnianego im. Obrońców Pokoju „Uniontex”; obecnie obiekt należy do Łódzkiej Specjalnej Strefy Ekonomicznej; 5 stycznia 1960 r. brama została wpisana do rejestru zabytków[71][350].

### 1897
- (R)  konsekracja (5 czerwca) neogotyckiego kościoła katolickiego pw. Wniebowzięcia Najświętszej Maryi Panny na placu Kościelnym Starego Miasta, wybudowanego według projektu Konstantego Wojciechowskiego w latach 1888–1897 (w miejscu świątyni drewnianej, przeniesionej w maju 1888 na plac pocmentarny przy ul. Ogrodowej 22);
- (K)  pierwszy w Łodzi pokaz filmowy (11 czerwca) w parku Helenów, z wykorzystaniem kinematografu braci Lumière[346];
- (G)  powstanie Fabryki Nici w Widzewie (obecnie „Ariadna” S.A.).

### 1898

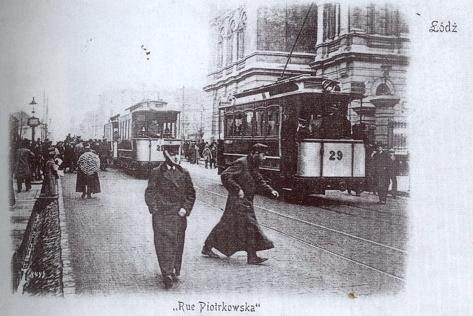
Tramwaje Herbrand
na ul. Piotrkowskiej
(przełom XIX/XX w.)

- (S)  pokaz wzlotu balonu (na wysokość 900 m) i skoku ze spadochronem w parku Helenów[330];
- (T)  uruchomienie (23 grudnia) pierwszego w Królestwie Kongresowym tramwaju elektrycznego; wagony silnikowe (50 szt.) sprowadzono z niemieckiej firmy Herbrand, doczepne (30 szt.) wyprodukowało Petersburskie Towarzystwo Budowy Wagonów; pierwszy przejazd z zajezdni przy ul. Tramwajowej i ulicami: Dzielną (ob. ul. Narutowicza), Piotrkowską – poprzez Nowy Rynek (ob. pl. Wolności) – i dalej ul. Średnią (ob. ul. Pomorska) i ob. al. Anstadta do parku Helenowskiego; ponadto linie tramwajowe połączyły pl. Kościelny z Górnym Rynkiem (ob. pl. Reymonta) i Nowy Rynek (ob. pl. Wolności) ze Starym Cmentarzem; w latach 1925–1929 wszystkie wagony Herbrand przebudowano na doczepne; zarówno one, jak i doczepy „petersburskie” jeździły do 1961 r. (ostatnią wycofano 13 listopada)[351];
- (T)  początek służby policyjnej w Łodzi (zaczynają obowiązywać przepisy ruchu drogowego);
- (R)  otwarcie przy ul. Olgińskiej (ob. ul. Piramowicza) cerkwi św. Olgi, wybudowanej w latach 1896–1898 według projektu Franciszka Chełmińskiego;
- (Z)  założenie na osiedlu Zarzew cmentarza katolickiego pw. św. Anny (obecnie część cmentarza „Zarzew”); brama cmentarna została ufundowana przez uczestników pielgrzymki na Jasną Górę, a wykonana przez robotników fabryki Henryka Grohmana; kaplicę cmentarną wybudowano w 1907 r.; na terenie cmentarza znajduje się kwatera wojskowa z mogiłami żołnierzy i weteranów wojny polsko-bolszewickiej; obecnie cmentarz „Zarzew” składa się z dwóch części – katolickiego cmentarza pw. św. Anny i założonego w 1975 r. cmentarza komunalnego „Zarzew”;
- (Z)  założenie w północnej części Rokicia – przy ul. Staro-Wólczańskiej 24 (ob. ul. Stefana Skrzywana) – cmentarza ewangelicko-augsburskiego; nekropolię utworzoną przez luterańską parafię pw. św. Jana Ewangelisty otoczono ceglanym murem, a jedyna neogotycka brama została umieszczona obok kaplicy, w narożniku od strony ul. Stanisława Wiznera (ob. ul. Sebastiana Felsztyńskiego); ostatnie pochówki odbyły się po II wojnie światowej, a cmentarz zlikwidowano w latach 80. XX w. (prochy zmarłych oraz cenniejsze nagrobki przeniesiono na cmentarz przy ul. Sopockiej); 30 grudnia 2009 r. na terenie dawnego cmentarza ustanowiono park im. Tadeusza Rejtana (zobacz »)[352];
- (E)   (K)  otwarcie przy ul. Dzielnej 3 (ob. ul. Narutowicza) Łódzkiej Wypożyczalni Książek – prywatnej biblioteki założonej przez Bronisława Rogowskiego (inne źródła podają, że założycielkami na jego zlecenie były Janina Kaplińska i Klaudyna Szopska); w 1899 r. placówkę przeniesiono na ul. Andrzeja 5 (ob. ul. Andrzeja Struga), a w 2004 r. do oficyny przy ul. Piotrkowskiej 82; w 2011 r. bibliotekę zlikwidowano.

### 1899

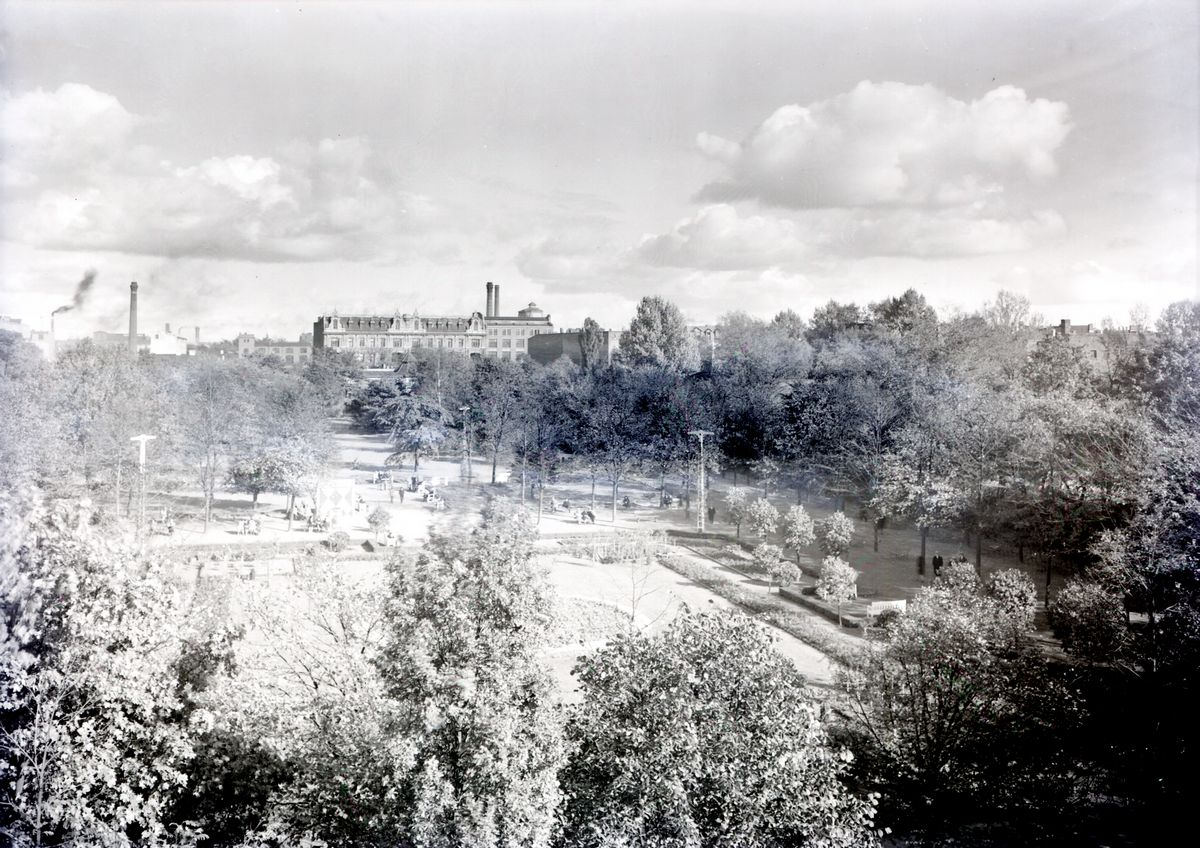
Park im. H. Sienkiewicza
(fot. W. Pfeiffer, 1930)

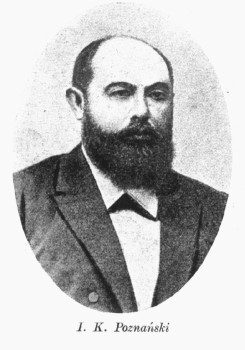
Izrael Poznański
(ur. 1833, zm. 1900)

- (M)  utworzenie pogotowia ratunkowego z siedzibą w parterowym budynku przy ul. Spacerowej 9 (ob. al. Kościuszki); dysponowało trzema dwukonnymi karetkami na ogumionych kołach, wyposażonymi w parę noszy[353]; obecnie w miejscu dawnej siedziby pogotowia znajduje się parking;
- (K)  ukazanie się drukiem książkowego wydania powieści Ziemia obiecana Władysława Reymonta, przedstawiającej obraz XIX-wiecznej Łodzi;
- (P)  przybycie do Łodzi Józefa Piłsudskiego (od 3 listopada zamieszkał wraz z żoną Marią przy ul. Wschodniej 19); wydawał tu konspiracyjne pismo „Robotnik”. W nocy 22 lutego 1900 został aresztowany przez carską policję i czasowo osadzony w więzieniu przy ul. Gdańskiej 13. W grudniu 1938 dawne mieszkanie Naczelnika przekształcono w muzeum;
- (K)  otwarcie przez Władysława i Antoniego Krzemińskich przy ul. Piotrkowskiej 120 pierwszego na ziemiach polskich stałego kina, zwanego „Teatrem Żywych Fotografii” (zastosowano aparat projekcyjny systemu braci Lumière);
- (Z)  otwarcie Mikołajewskiego Ogrodu Miejskiego (od 1916 r. park im. Henryka Sienkiewicza, 2,9 ha) na obszarze osady Łódki, w miejscu placu targowego, pomiędzy ulicami Mikołajewską (ob. ul. Sienkiewicza), Widzewską (ob. ul. Kilińskiego), Przejazd (ob. ul. Tuwima) i Nawrot; utworzony w 1894 r. według projektu Teodora Chrząńskiego (w wyniku decyzji podjętej przez Magistrat miasta Łodzi) jako trzeci park publiczny w Łodzi, po parku Źródliska oraz parku Kolejowym (obecnie im. S. Moniuszki); nazwa parku związana była z nazwą ulicy, przy której się mieścił, czyli ul. Mikołajewską, jednak przez łodzian najczęściej nazywany był parkiem Świętokrzyskim, gdyż znajdował się obok kościoła pw. Podwyższenia Świętego Krzyża; w 1904 r. w południowej części parku powstała cukiernia w dużym budynku z werandą, w 1924 r. przebudowany i przekazany Miejskiej Galerii Sztuki (obecnie Ośrodek Propagandy Sztuki), a cukiernię przeniesiono bliżej ul. Kilińskiego do budynku, w którym obecnie mieści się Muzeum Przyrodnicze Uniwersytetu Łódzkiego; w 2009 r. w parku powstało pierwsze w mieście miejsce, w którym można swobodnie wygłaszać swoje poglądy – w tym organizować wiece, debaty oraz spotkania powyżej 15 osób bez uzyskiwania specjalnych zezwoleń (idea miejsca wzorowana jest na londyńskim Hyde Parku); 10 października 2012 r. uroczyście odsłonięto w parku pomnik Plastusia, piątą rzeźbę stworzoną w ramach szlaku turystycznego „Łódź Bajkowa”; 6 grudnia 1984 r. park został wpisany do rejestru zabytków[65][68].

### 1900
- (L)  Łódź liczyła 92 286 mieszkańców stałych (283 206 ogółem stałych i niestałych)[41];
- (D)  śmierć trzeciego „króla bawełny” – Izraela Poznańskiego (28 kwietnia); został pochowany dwa dni później na nowym cmentarzu żydowskim przy ul. Brackiej[354][355];
- (T)  uruchomienie nowych linii tramwajowych na ul. Głównej (ob. al. Piłsudskiego) między ul. Piotrkowską a ul. Zagajnikową (ob. ul. Kopcińskiego) oraz od ul. Piotrkowskiej ulicami Andrzeja – Długą – Milsza (ob. Struga – Gdańską – Kopernika) do posiadłości Teodora Milscha u zbiegu z ul. Łąkową[356] .

### 1901

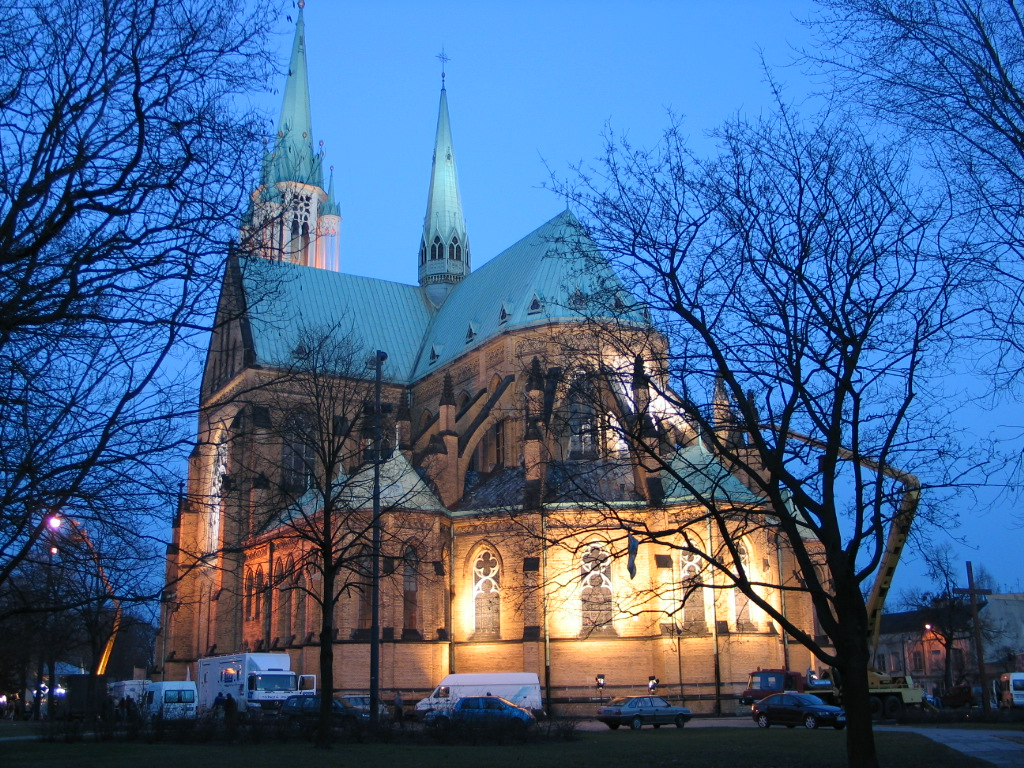
Bazylika archikatedralna (kwiecień 2006)

- (T)  uruchomienie pierwszych podmiejskich linii tramwajowych – do Pabianic (17 stycznia) i Zgierza (19 stycznia)[357]. Na obu liniach wprowadzono do eksploatacji wagony GE58 produkcji berlińskiej firmy Union Elektricitäts-Gesellschaft (stąd zwane potocznie „Berlinkami”); były one najdłużej użytkowanymi wagonami silnikowymi w dziejach Łodzi – ostatni wycofano 20 maja 1960[358]. Ponadto w styczniu otwarto zajezdnię tramwajową w Chocianowicach;
- (R)  rozpoczęcie (16 czerwca) budowy największego kościoła katolickiego w Łodzi (pw. św. Stanisława Kostki), który w 1922 r. został podniesiony do godności katedry, zaś w 1992 r. uznany archikatedrą (obecnie jeden z najwyższych kościołów w Polsce – 104,50 m)[357];
- (K)  otwarcie (28 września) przez Fryderyka Sellina Teatru Wielkiego na 1250 miejsc przy ul. Konstantynowskiej (ob. ul. Legionów) 14 (spłonął w 1920 r.). W inauguracji uczestniczył m.in. Henryk Sienkiewicz[357];
- (G)  uruchomienie (21 grudnia) rzeźni miejskiej przy ul. Inżynierskiej 1[357].

### 1902
- (I)  uruchomienie (14 stycznia) pierwszej na terenie zaboru rosyjskiego międzymiastowej linii telefonicznej łączącej Łódź z Warszawą[357];
- (S)  zorganizowanie pierwszych wyścigów konnych w Rudzie Pabianickiej (stały tor wybudowano w 1907)[24];
- (M)   (U)  otwarcie (17 września) w Kochanówce (ob. ul. Aleksandrowska 159), z inicjatywy dr. med. Karola Jonschera Szpitala dla Psychicznie i Nerwowo Chorych „Kochanówka”; od 1953 Szpital im. dr. J. Babińskiego, od 1973 Zespół Psychiatrycznej Opieki Zdrowotnej, od 1984 Specjalistyczny Psychiatryczny Zespół Opieki Zdrowotnej; nazwa „Kochanówka” pochodzi od nazwiska właściciela posiadłości (Kochańskiego), na której terenie szpital wybudowano;
- (T)  poprowadzenie linii kolejowej z Warszawy do Kalisza przez Łódź (uruchomiona 15 listopada)[359];
- (Z)  otwarcie Ogrodu Miejskiego przy ul. Dzielnej (ob. ul. Narutowicza); od 1918 r. park im. Staszica[359]; powstał w latach 1899–1901 według projektu L. Grabowskiego, jako czwarty w Łodzi publiczny ogród miejski; w 1912 r. z okazji urządzonej Wystawy Rzemieślniczo-Przemysłowej w parku wzniesiono pomnik Pracy – postać robotnika wspartego o młot – symbol miasta pracy, oraz muszlę koncertową, później przerobioną na teatr letni; w 1918 r. ustawiono w parku popiersie patrona – ufundowane przez Stowarzyszenie Techników (w czasie wojny okupanci hitlerowscy zniszczyli oba pomniki); w okresie powojennym kosztem parku została poszerzona ul. Uniwersytecka; w 1984 r. odsłonięto nowy pomnik Staszica autorstwa Kazimierza Karpińskiego (zobacz »); 29 grudnia 1992 r. park został wpisany do rejestru zabytków[65];
- (G)  uruchomienie Łódzkich Zakładów Przemysłu Spirytusowego przy ul. Zagajnikowej (ob. ul. Kopcińskiego 58/60), wybudowanych według projektu Franciszka Chełmińskiego; w okresie PRL – „Polmos”, produkcję zakończono 27 kwietnia 2007; zabudowania wraz z działką o pow. 1,5 ha zostały sprzedane 15 kwietnia 2013 za kwotę 9 433 333,33 zł[360].

### 1903

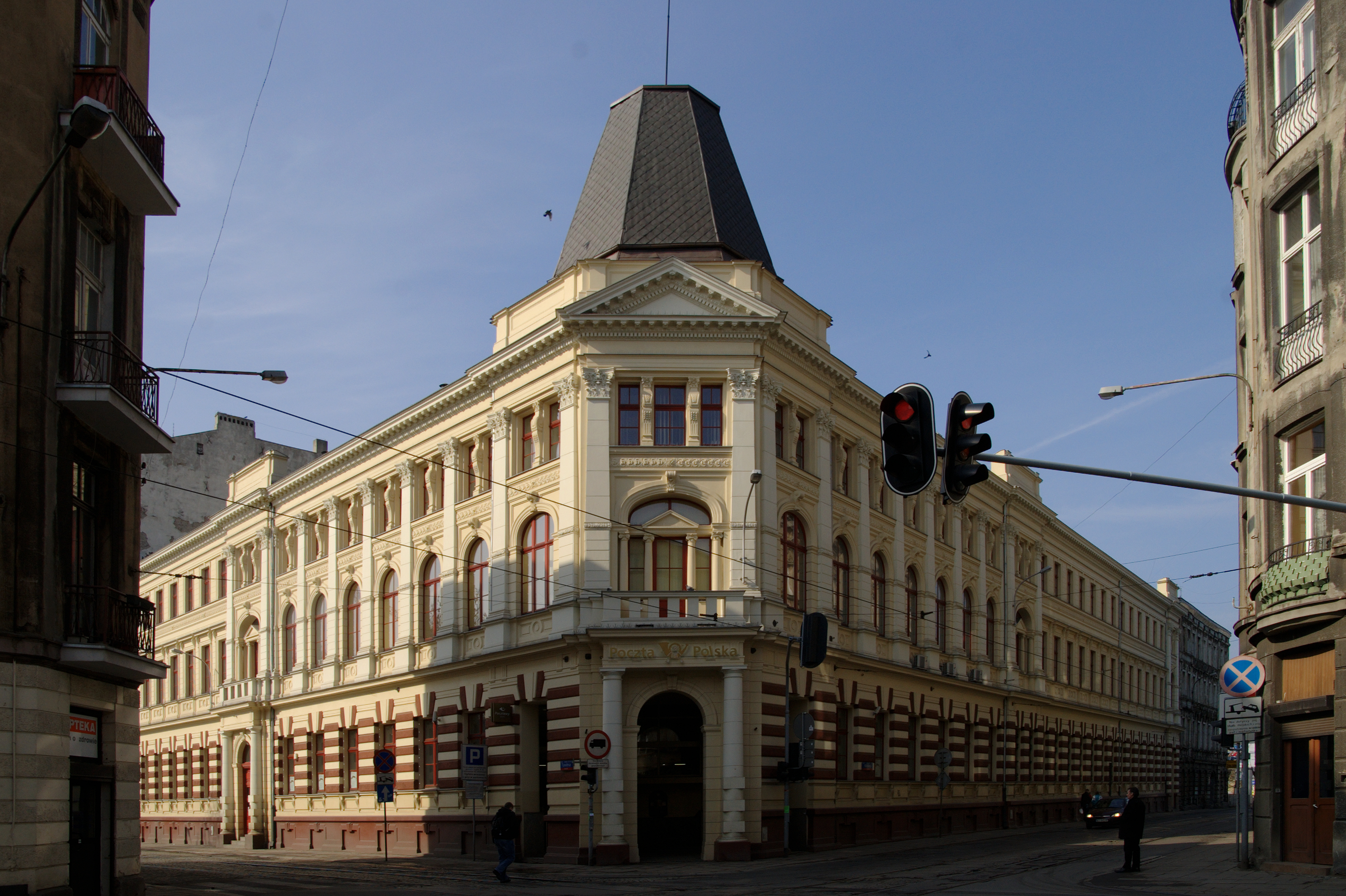
Poczta Główna
(marzec 2011)

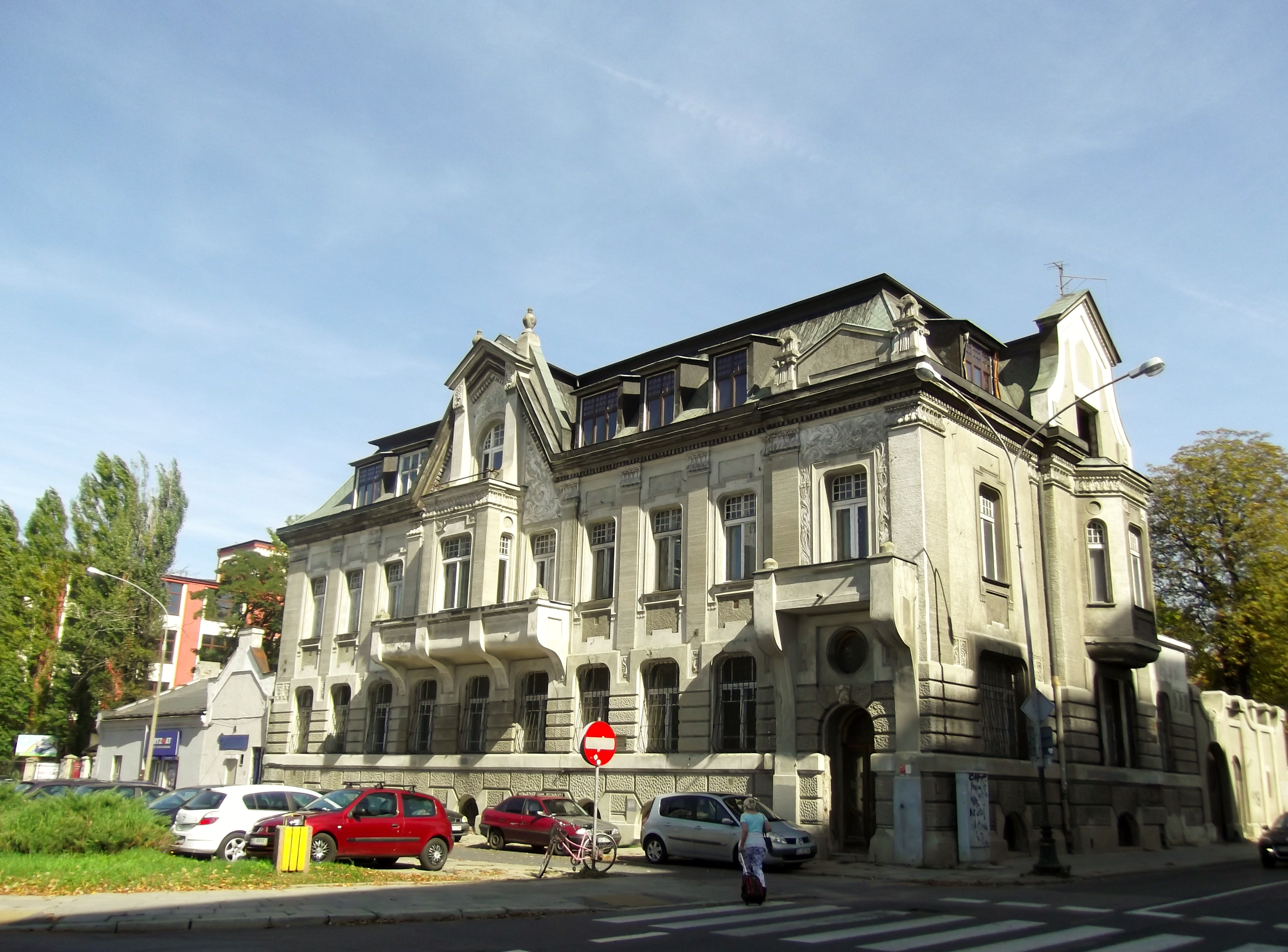
Pałac Jakuba Kestenberga
(wrzesień 2014)

- (I)   (U)  przeniesienie (2 lipca) Poczty Głównej do specjalnie wybudowanego po raz pierwszy dla jej potrzeb budynku przy ul. Przejazd 38 (ob. ul. Tuwima), u zbiegu z ul. Widzewską (ob. ul. Kilińskiego)[359]; gmach wzniesiono na placu zakupionym w 1899 r. przez Zarząd Poczt Królestwa Polskiego od Karola Hoffrichtera za kwotę 70 000 rubli, jego budowa kosztowała natomiast około 200 000 rubli[361];
- (O)   (S)  założenie Łódzkiego Towarzystwa Zwolenników Gry Szachowej; jednymi z pierwszych członków towarzystwa byli czołowi ówcześni polscy szachiści – Akiba Rubinstein oraz Henryk Salwe; towarzystwo przejawiało bardzo dużą aktywność, z jego inicjatywy przybyło do Łodzi wielu wybitnych szachistów (w tym mistrzowie świata); wraz z wybuchem II wojny światowej towarzystwo zakończyło działalność;
- (T)  oddanie do użytku dworca Łódź Kaliska; główny obiekt dworcowy powstał w latach 1900–1902 według projektu Czesława Domaniewskiego; secesyjny budynek uważany był za jeden z najpiękniejszych gmachów użytkowych Łodzi; w 1982 r. wyburzony; w 1994 r. w jego miejscu postawiono nowy gmach dworcowy[362];
- (U)  oddanie do użytku przy ul. Wólczańskiej 31/33 secesyjnej willi dla fabrykanta Leopolda Kindermanna, wybudowanej w latach 1902–1903 według projektu Gustawa Landau-Gutentegera, zachowanej do dziś jako wzorcowy przykład obiektu secesyjnego (obecnie siedziba Miejskiej Galerii Sztuki „Pod Jabłoniami”); w grudniu 2015 r. willa została wpisana na prestiżową światową listę Iconic Houses[363];
- (U)  oddanie do użytku u zbiegu ulic Cegielnianej (ob. ul. Stefana Jaracza) i Nowo Targowej (ob. ul. Seweryna Sterlinga 26) secesyjnego pałacu, wybudowanego przez przedsiębiorcę Jakuba (Icka) Kestenberga; piętrowa rezydencja z poddaszem, wykuszami i dachem mansardowym powstała w latach 1902–1903 według projektu Franciszka Chełmińskiego; elewacja rezydencji od strony ul. Jaracza ma charakter willowy, a już od strony ul. Sterlinga pałacowy; jej ozdobą są akcenty secesyjne w postaci asymetrii, dekoracji roślinnej i zróżnicowanej faktury tynków – gładkie powierzchnie kontrastują z tynkiem żłobkowanym; po wojnie w pałacu ulokowano pomieszczenia biurowe Zakładów Przemysłu Odzieżowego „Emfor”; w 2003 r. budynek nabył Instytut Postępowania Twórczego związany z Wyższą Szkołą Humanistyczno-Ekonomiczną (ob. Akademia Humanistyczno-Ekonomiczna), a w 2013 r. Janusz Mostowski, właściciel firmy budowlanej Budowa Łowicz; 14 marca 1990 r. pałac został wpisany do rejestru zabytków[364][365].

### 1904

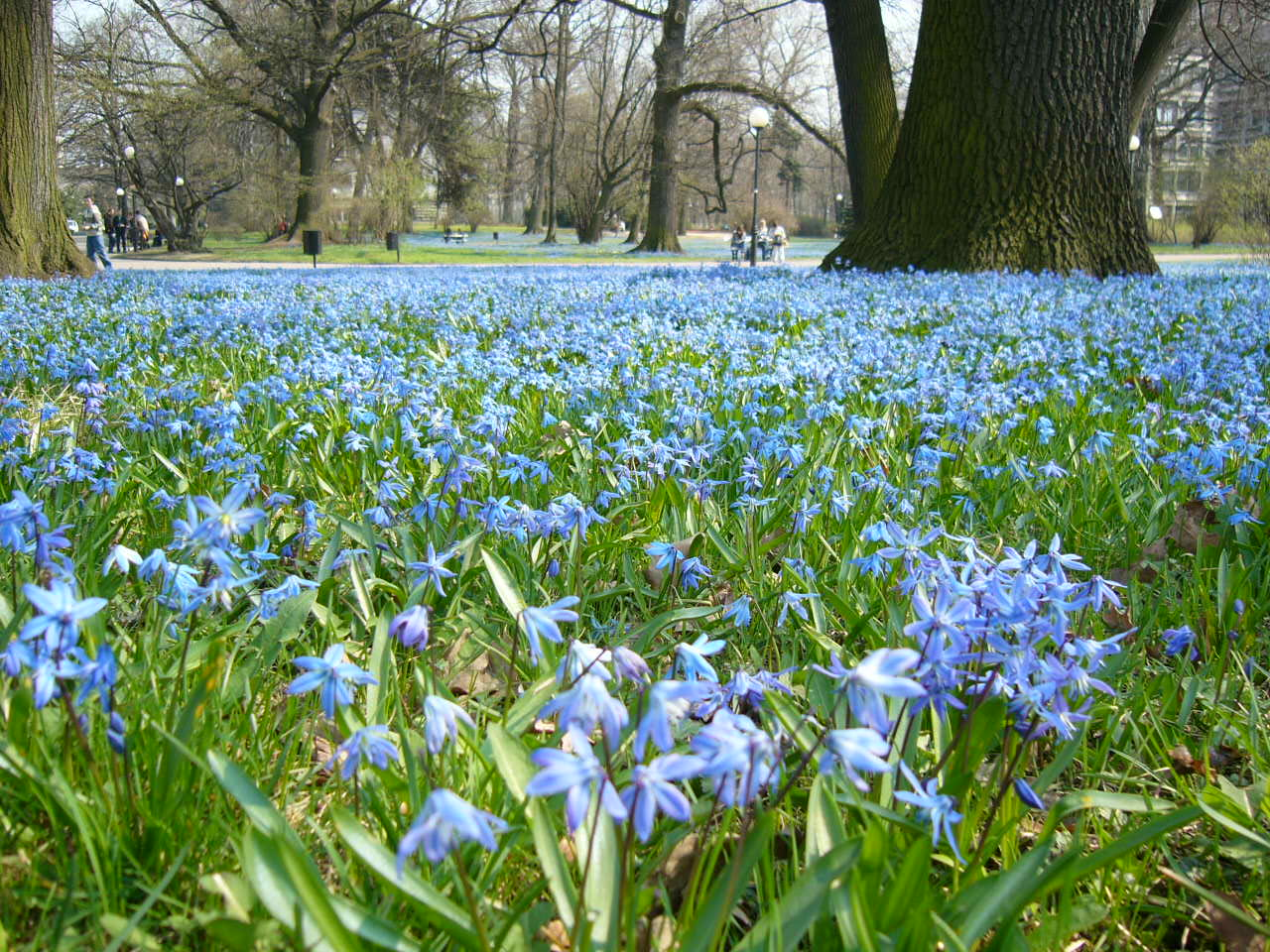
Cebulica syberyjska w parku im. M. Klepacza (kwiecień 2005)

- (R)  otwarcie (27 sierpnia) przy ul. Wólczańskiej 6 synagogi Litwaków, wybudowanej w latach 1899–1904, według projektu Gustawa Landau-Gutentegera; zniszczona w listopadzie 1939 przez Niemców[366];
- (T)  uruchomienie nowych linii tramwajowych od ul. Konstantynowskiej (ob. ul. Legionów) do ul. Piotrkowskiej ulicami Długą – Milsza – Pańską – św. Anny – Długą – Radwańską (ob. Gdańską – Kopernika – Żeromskiego – al. Mickiewicza – Gdańską – Radwańską) oraz z Górnego Rynku (ob. pl. Reymonta) do ul. Głównej (ob. al. Piłsudskiego) ulicami Zarzewską i Widzewską (ob. Przybyszewskiego i Kilińskiego)[358];
- (Z)  założenie ogrodów przez łódzkich fabrykantów – Reinholda Richtera i Józefa Richtera (ob. park im. ks. bp. Michała Klepacza, 3,36 ha), położonych w południowej części miasta, pomiędzy ul. Wólczańską i Pańską (ob. al. Politechniki); po wyzwoleniu Łodzi w 1945 r. ogród wschodni został parkiem publicznym i otrzymał imię Stanisława Worcella, podobnie jak sąsiednia ulica (ogród zachodni do 1960 r. stanowił zaplecze żłobka); pierwotnie ogrody były otoczone ogrodzeniem, które zlikwidowano w 1960 r., łącząc ogrody w jeden park; w kolejnych latach przebudowano układ alejek, stopniowo wyposażając park w niezbędne urządzenia, konserwując zieleń i uzupełniając nasadzenia; 20 grudnia 1983 r. park został wpisany do rejestru zabytków; w 1990 i 1993 r. 24 drzewa uznano za pomniki przyrody; 27 maja 1994 r. park Worcella otrzymał nowego patrona – Rada Miejska nadała mu imię księdza biskupa Michała Klepacza[68].

### 1905

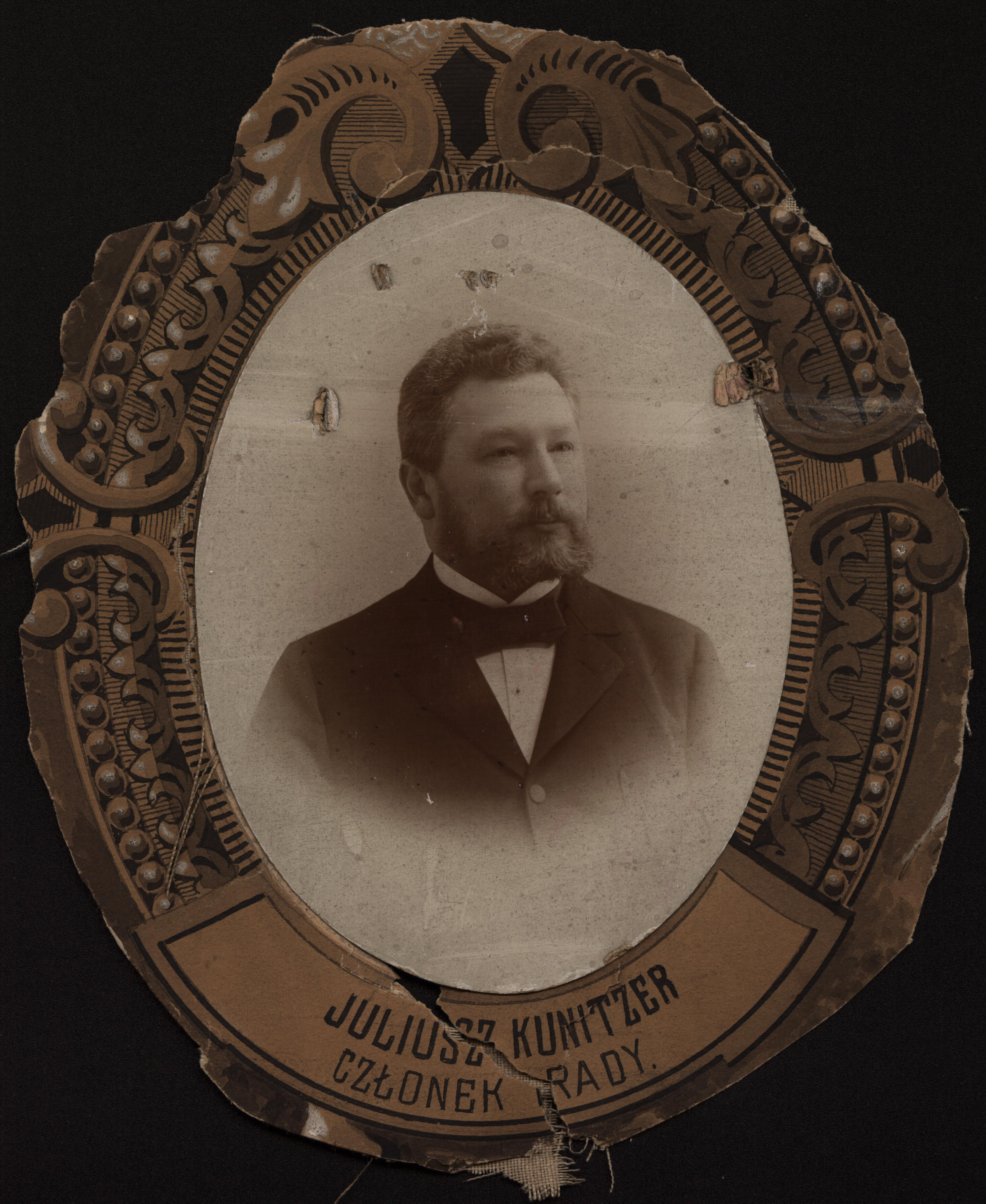
Juliusz Kunitzer
(ur. 1843, zm. 1905)

- (L)  Łódź liczyła 117 341 mieszkańców stałych (343 944 ogółem stałych i niestałych)[41];
- (D)  powstanie w Łodzi (22–24 czerwca) – pierwsze w Imperium Rosyjskim powstanie zbrojne robotników; zakończyło je wprowadzenie stanu wojennego w Łodzi i powiecie łódzkim, utrzymanego do 19 czerwca 1909 i zastąpionego wówczas stanem nadzwyczajnej ochrony[367];
- (D)  śmierć Juliusza Kunitzera (30 września) – o godz. 17:37 w tramwaju jadącym z Widzewa ulicą Piotrkowską, podczas postoju na przystanku przed ul. Nawrot, został postrzelony przez Adolfa Szulca i Stefana Jędrasa – bojowców PPS; zmarł po 20 minutach, przed udzieleniem pomocy;
- (R)  otwarcie na Zarzewie neoromańskiego kościoła katolickiego pw. św. Anny, wybudowanego w latach 1904–1905 według projektu Pawła Rübensahma (przy współudziale Henryka Femenbacha);
- (U)  rozpoczęcie budowy gmachu Rosyjskiego Banku Państwa przy ul. Spacerowej 14 (ob. al. Kościuszki) według projektu Dawida Landego; oddany do użytku 18 grudnia 1908, dziś mieści się w nim Oddział Okręgowy Narodowego Banku Polskiego[368];
- (M)   (U)  oddanie do użytku (3 listopada) przy ul. Rokicińskiej (ob. al. marsz. J. Piłsudskiego 71) pierwszego w Królestwie Polskim specjalistycznego szpitala dziecięcego (ob. Ośrodek Pediatryczny im. dr. J. Korczaka); szpital składający się z wielu oddzielnych pawilonów powstał według projektu Pawła Rübensahma; głównymi fundatorami lecznicy byli Edward i Matylda Herbstowie; dla upamiętnienia ich zmarłej córki szpitalowi nadano imię Anny Marii; w 1910 r. główni fundatorzy przekazali lecznicę wraz z całym dobytkiem Łódzkiemu Chrześcijańskiemu Towarzystwu Dobroczynności; po II wojnie światowej w szpitalu została zorganizowana Katedra Pediatrii Wydziału Lekarskiego Uniwersytetu Łódzkiego; w 1950 r. szpitalowi nadano imię Janusza Korczaka; w 2003 r. połączono go ze szpitalem im. M. Kopernika; aktualnie działa pod nazwą Ośrodka Pediatrycznego im. dr. J. Korczaka[369][370].

### 1905–07
- (D)  Łódź była głównym ośrodkiem ruchu rewolucyjnego.

### 1906

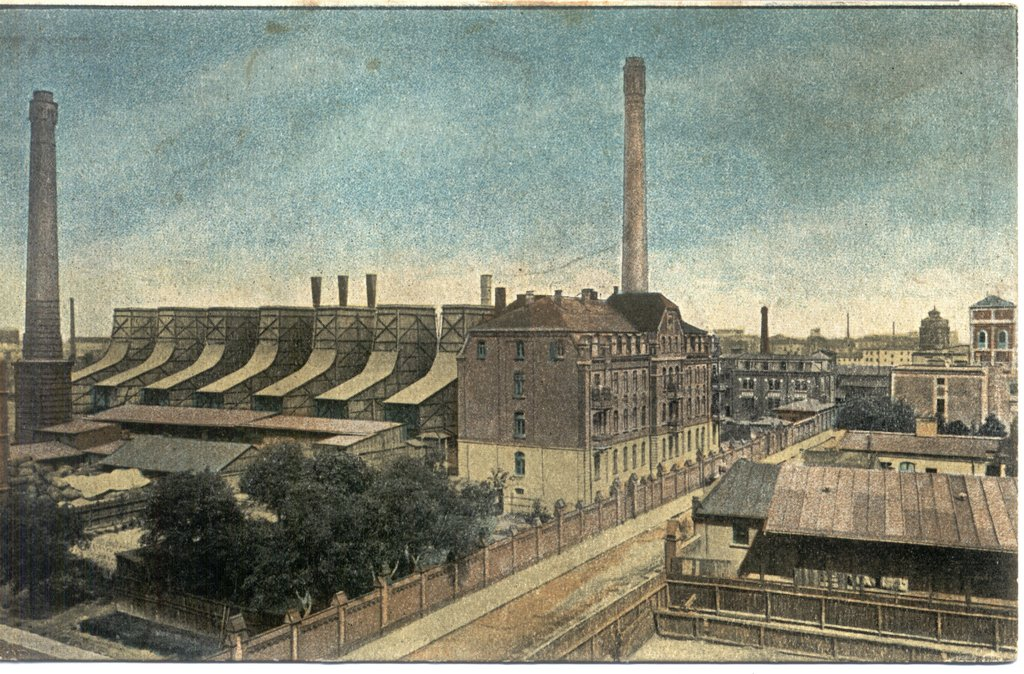
EC1 (zdjęcie archiwalne)

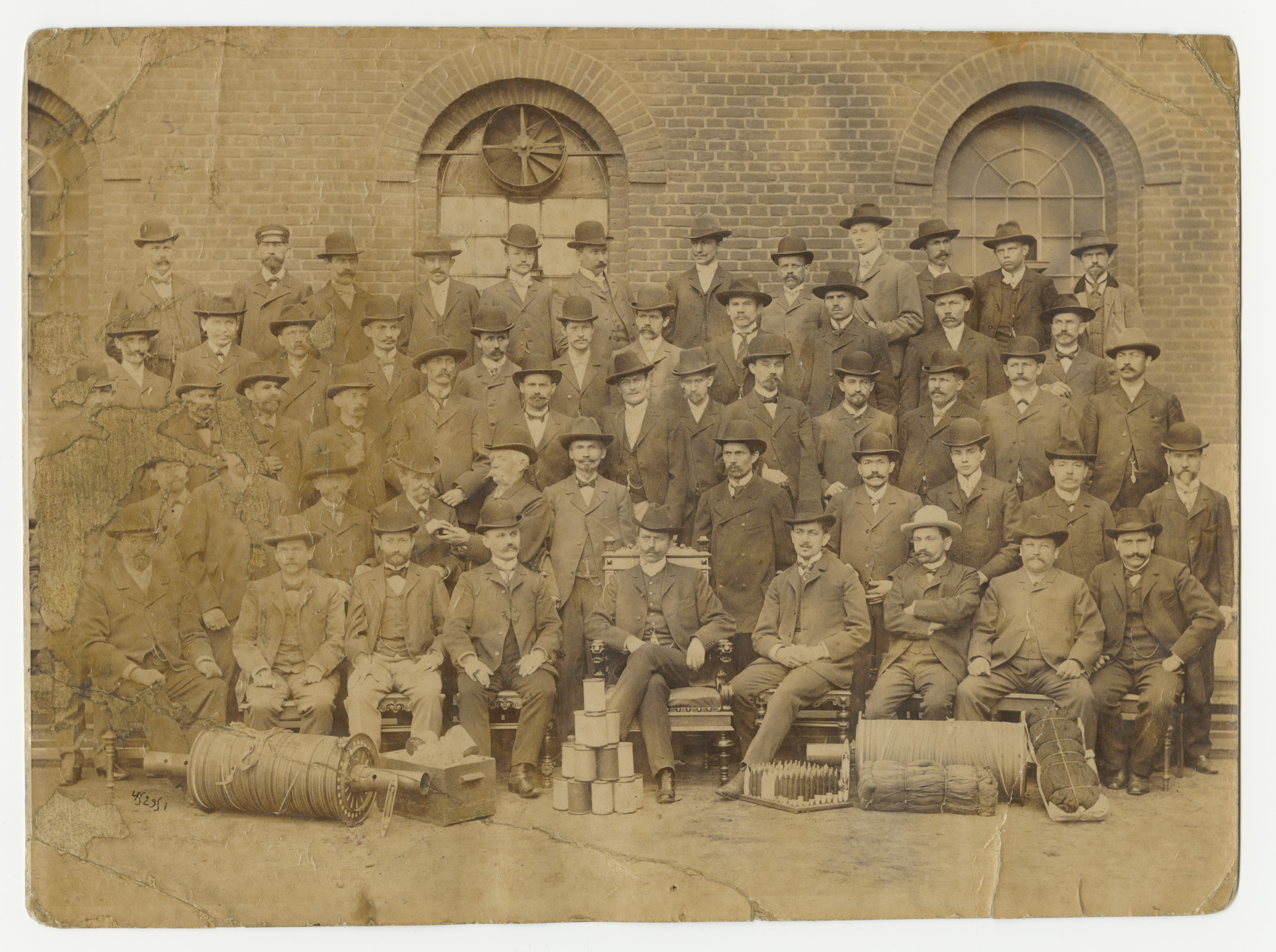
Majstrzy zatrudnieni w Nowej Tkalni Scheiblera, znajdującej się przy ul. Widzewskiej, ob. ul. Kilińskiego 187 (1906)

- (G)  rozpoczęcie budowy (25 maja) przez berlińską firmę „Siemens & Halske AG” elektrowni na placu przy ul. Targowej 1, według planów Dawida Landego. Pierwszy z dwóch turbozespołów został uruchomiony 18 września 1907[371];
- (E)  podpisanie (5 lipca) aktu założenia i powołanie Komitetu Organizacyjnego Gimnazjum Polskiego w Łodzi – pierwszej państwowej polskiej szkoły średniej w mieście (obecnie I Liceum Ogólnokształcące im. Mikołaja Kopernika)[372];
- (D)  „krwawa środa” (15 sierpnia) – zamach bombowy bojowników PPS na III cyrkuł policyjny u zbiegu ulic Rozwadowskiej i Spacerowej (ob. Zamenhofa i al. Kościuszki); bojowcy PPS dokonali też kilku napadów na patrole uliczne;
- (A)  inkorporacja terenów podmiejskich (18 października) – do Łodzi przyłączono m.in. części wsi Brus, Doły (w tym zespół cmentarzy obrządku ewangelickiego, katolickiego i prawosławnego), Karolew, Rokicie, kolonię Żubardź i zachodnią (przemysłową) część Widzewa, dzięki czemu obszar miasta powiększył się z 2739 ha do 3811 ha[373];
- (L)  lokaut łódzki (6 grudnia) w fabryce Izraela Poznańskiego; dołączyły do niego fabryki Biedermanna, Grohmana, Heinzla, Kunitzera, Scheiblera i Steinerta;
- (R)  otwarcie przy ul. Franciszkańskiej 27 mariawickiego kościoła pw. św. Franciszka z Asyżu, wybudowanego według projektu Franciszka Chełmińskiego.

### 1907
- (K)  otwarcie (13 stycznia) przez Mani Hendlisza (pradziadka Jana Jakuba Kolskiego) kina „Théâtre Optique Parisien”[j] przy ul. Piotrkowskiej 15[374];
- (E)   (K)  otwarcie (w czerwcu), przy ul. Piotrkowskiej 117, zorganizowanej przez rodzinę Stebelskich biblioteki pod patronatem Polskiej Macierzy Szkolnej; zbiory uległy niemal całkowitemu zniszczeniu w listopadzie 1914[375];
- (D)  śmierć (13 września) Mieczysława Silbersteina. Około godz. 18:00 gdy ostatecznie odmówił zapłaty robotnikom, został postrzelony przez jednego z pracowników, w wyniku czego zginął na miejscu[376]. Na mocy sądu wojennego generał Nikołaj Kaznakow rozstrzelał 14 września o 6:00 rano siedmiu robotników i jedną robotnicę. Morderca, Edward Feller[377], zbiegł do Niemiec, gdzie go ujęto i skazano na śmierć[378], 700 robotników zesłano do Czelabińska lub skazano na roboty[378][377], natomiast ok. 130 robotników zamknięto w więzieniach[377].
- (S)   (U)  oddanie do użytku toru do wyścigów konnych w obrębie dzisiejszych ulic: Ksawerowskiej, Długiej, Wyścigowej i Konnej; tor wyścigowy w Rudzie po II wojnie światowej nie wznowił działalności, zaś znajdujące się tam stajnie przystosowano dla potrzeb wodnego ośrodka wypoczynkowego[24];
- (G)  początki powszechnej sieci elektrycznej w mieście (głównie w przemyśle).

### 1908
- (K)  występ Isadory Duncan (16 marca) w Teatrze Wielkim przy ul. Konstantynowskiej 14 (ob. ul. Legionów)[379];
- (T)  przedłużenie (w lipcu) linii tramwajowej na ul. Pańskiej (ob. ul. Żeromskiego) od ul. św. Anny (ob. al. Mickiewicza) do ul. Radwańskiej i dalej do ul. Długiej (ob. ul. Gdańska); wcześniej (w czerwcu) zlikwidowano tory na ul. św. Anny i ul. Długiej (między ul. św. Anny a ul. Radwańską)[358];
- (K)  uruchomienie (2 października) kina „Odeon” przy ul. Przejazd (ob. ul. Tuwima) 2, od 1929 kino „Gdynia”;
- (I)  początki elektrycznego oświetlenia ulic miasta – pierwsze cztery latarnie na Nowym Rynku (ob. pl. Wolności)[380]; kolejne 64 latarnie elektryczne uruchomiono w połowie lutego 1911 r. (zobacz »);
- (O)   (S)  utworzenie Łódzkiego Klubu Sportowego (formalna rejestracja 6 sierpnia 1909 r. wpisem do rejestru towarzystw i związków sportowych guberni piotrkowskiej); pierwszymi sekcjami w klubie były piłka nożna i lekkoatletyka[381];
- (R)  rozpoczęcie budowy kościoła przez Łódzkie Towarzystwo Baptystów przy ul. Rzgowskiej 41a (obecnie u zbiegu z ul. ks.bp. Krasickiego).

### 1909

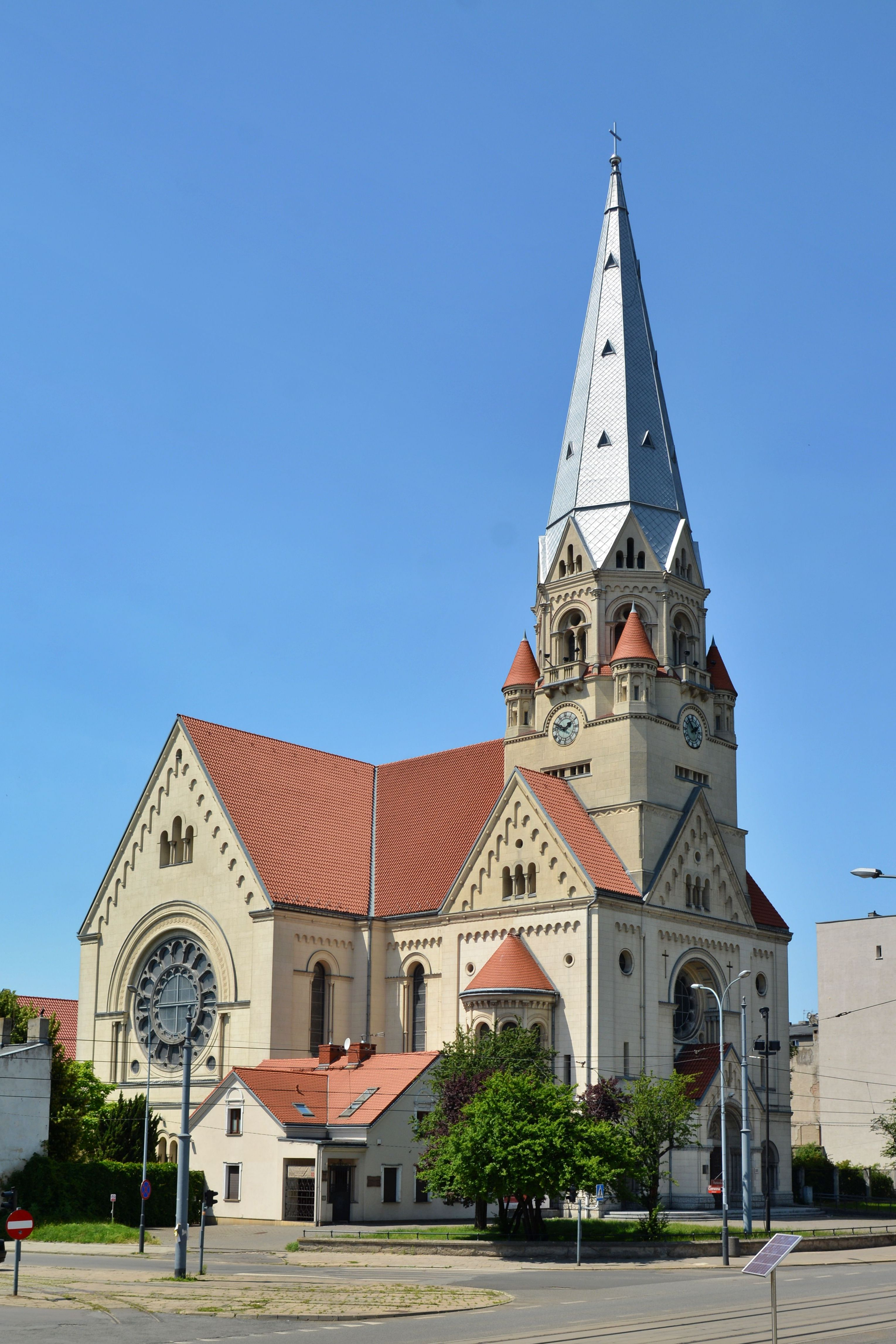
Kościół św. Mateusza (2007)

- (G)   (N) w Łodzi[382][383]powstała “Pierwsza Pracownia Modeli Latających – Samolot”, założona przez M. Bogusławskiego i Wojciecha Woynę[384], w latach 20. XX w. została przeniesiona do Warszawy (ul. Hoża 64)[382]
- (E)   (O)  powołanie (7 marca) łódzkiego oddziału Polskiego Towarzystwa Krajoznawczego (poprzednika PTTK)[380];
- (R)  wmurowanie (8 października) kamienia węgielnego pod budowę świątyni luterańskiej pw. św. Mateusza według projektu Johannesa Wendego przy ul. Piotrkowskiej 279/283; ukończona w 1928 r. (zobacz »)[54];
- (K)  otwarcie (23 października) Teatru Polskiego w dawnych magazynach Towarzystwa Transportowego „Nadieżda” przy ul. Cegielnianej 63 (obecnie Teatr im. Stefana Jaracza przy ul. Jaracza 27)[385].

### 1910
- (L)  Łódź liczyła 161 274 mieszkańców stałych (408 442 ogółem stałych i niestałych)[41];
- (D)   (U)  katastrofa budowlana (15 stycznia) – w trakcie budowy zawaliła się kamienica II Łódzkiego Towarzystwa Pożyczkowo-Oszczędnościowego przy ul. Andrzeja 3[386],
- (T)  uruchomienie dwu nowych podmiejskich linii tramwajowych – 22 lutego do Rudy Pabianickiej (w 1916 przedłużona do Tuszyna, zlikwidowana 1 czerwca 1993) i 25 lutego do Aleksandrowa (zlikwidowana 1 stycznia 1992)[358]; przedłużono też linię w kierunku Widzewa ulicami Główną i Rokicińską (ob. al. Piłsudskiego) za ul. Kunitzera (ob. ul. Niciarniana)[356] ;
- (Z)  otwarcie „ogrodu przy ulicy Pańskiej” (od 1917 r. park im. księcia Józefa Poniatowskiego); wybudowany z inicjatywy władz miasta w latach 1904–1910, według projektu ogrodnika-planisty Teodora Chrząńskiego; jeden z największych parków w Łodzi (pierwotnie 51,39 ha, obecnie 41,6 ha), łączący w sobie elementy parku angielskiego i francuskiego; park powstał na pozostałościach dawnych lasów miejskich (podobnie jak Park 3 Maja oraz Park Ludowy na Zdrowiu), sięgających znacznie dalej na północ niż obecnie (obejmowały m.in. tereny obecnego szpitala, kościoła i wytwórni filmowej); w latach 1924–1925 wykopano w parku staw; w 1932 r. oświetlony; podczas wojny był dostępny tylko dla Niemców; po zakończeniu wojny w parku zlokalizowano dwa cmentarze żołnierzy radzieckich, następnie wzniesiono pomnik Wdzięczności; w 1946 r. plenery parku posłużyły za tło w filmie Zakazane piosenki; w 1955 r. wybudowano muszlę koncertową; w latach 70. XX w. park został przycięty szerokim pasem al. Mickiewicza; 29 grudnia 1992 r. wpisany do rejestru zabytków[65][68];
- (O)   (S)  utworzenie (5 listopada) Towarzystwa Miłośników Rozwoju Fizycznego w Widzewie (wpis do rejestru towarzystw i związków sportowych guberni piotrkowskiej)[387], którego kontynuatorem (od 24 stycznia 1922) było Robotnicze Towarzystwo Sportowe Widzew Łódź[388] (obecnie Widzew Łódź SA); pierwszymi sekcjami w klubie były gimnastyka, piłka nożna, lekkoatletyka i strzelectwo[389];
- (T)  ukończenie (17 grudnia) budowy nowej podmiejskiej trasy tramwajowej do Konstantynowa i nowej zajezdni tramwajowej na Brusie[358].

### 1911
- (T)  uruchomienie (w styczniu) podmiejskiej linii tramwajowej do Konstantynowa[390]; tramwaj połączył też ulice Średnią i Dzielną (ob. ul. Pomorska i ul. Narutowicza) wzdłuż ul. Targowej (ob. ul. Sterlinga)[356] ;
- (I)  próbne uruchomienie (8 lutego) elektrycznego oświetlenia ulic: Dzielnej (ob. ul. Narutowicza) między ul. Piotrkowską a ul. Skwerową (ob. ul. Polskiej Organizacji Wojskowej), Nowomiejskiej, Piotrkowskiej między Nowym Rynkiem (ob. pl. Wolności) a ul. św. Anny (ob. al. Mickiewicza) i ul. Główną (ob. al. Piłsudskiego), Skwerowej między ul. Dzielną a dworcem Łódź Fabryczna oraz Zgierskiej między pl. Kościelnym a ul. Podrzeczną[391]; latarnie gazowe istniejące dotychczas na tych ulicach zostały zastąpione przez 64 lampy elektryczne, które zaczęto regularnie włączać 14 lutego[392];
- Wystawa Lotnicza (25 marca – 9 kwietnia) w sali teatralnej parku Helenowskiego – druga w Królestwie Polskim, a pierwsza w Łodzi, zorganizowana z inicjatywy braci Henryka, Stefana i Wacława Chlebowskich przy współpracy Zygmunta Deklera. Zgromadzono na niej 70 modeli aeroplanów oraz wydawnictwa, obrazy i karty pocztowe o tematyce lotniczej; wystawę zwiedziło około 10 000 osób[330][393][394];
- (L)  publiczne pokazanie się (25 marca) na ul. Piotrkowskiej w pobliżu ul. Cegielnianej (ob. ul. Jaracza i część ul. Więckowskiego) dwóch kobiet w spodniach wywołało wrogą reakcję przechodniów i niemal doprowadziło do zamieszek; dziennik „Rozwój” donosił: W krótkim czasie zebrało się około 20.000 osób około spacerujących kobiet. Niesforny tłum gwizdał, sykał i manifestował w dosyć brutalny sposób. [...] Tłum pomimo nawoływań policyi rozejść się nie chciał. P. policmajster rozkazał na zasadzie praw wyjątkowych, zabraniających zbiegowisk bardziej opornych aresztować[395];
- (D)  wielki pożar (31 marca – 1 kwietnia) składów bawełny i fabryki waty braci Piotrkowskich przy ul. Pańskiej (ob. ul. Żeromskiego) 48. Ogień wybuchł około godz. 21:30, przez około 15 godzin walczyło z nim ponad 300 strażaków; doszczętnie spłonęły fabryka i składy, część dachu oficyny spadkobierców Jana Wolfa pod numerem 46 i część składów A. Pańskiego, Langnera i Silbersteina pod numerem 50; straty oszacowano na 100 000 rubli[396];
- (K)  otwarcie (2 kwietnia) Muzeum Nauki i Sztuki przy ul. Zielonej 8, z inicjatywy m.in. dr. Mieczysława Kaufmana[397];
- (K)   (R) odlanie (14 maja) dzwonu Zygmunta w fabryce odlewów żelaznych Towarzystwa Akcyjnego Johna przy ul. Piotrkowskiej 217 w Łodzi[398]. W chwili powstania był drugim co do wielkości dzwonem w Polsce[399]. Podczas uroczystości odlewania dzwonu, poświęcenia stopu dokonał dziekan łódzki ks. Kanonik Antoni Gniazdowski, natomiast do zebranych łodzian, w liczbie około 900, przemawiał ks. prałat Wincenty Tymieniecki[400];
- (K)   (R)  odbyła się (25 czerwca) 60-tysięczna procesja z terenu fabryki J. Johna do kościoła św. Stanisława Kostki. Uczestniczył w niej bractwa z chorągwiami i cechy łódzkie oraz mieszkańcy Łodzi. O godzinie 10 ks. biskup sufragan warszawski Kazimierz Ruszkiewicz dokonał chrztu dzwonu Zygmunt[401];
- (K)  otwarcie (3 września) przy ul. Piotrkowskiej 67 teatru kinematograficznego „Casino” (obecnie kino „Polonia”)[390];
- (K)   (Ś)  opublikowanie debiutanckich tekstów Juliana Tuwima przez „Gazetę Łódzką”.

### 1912

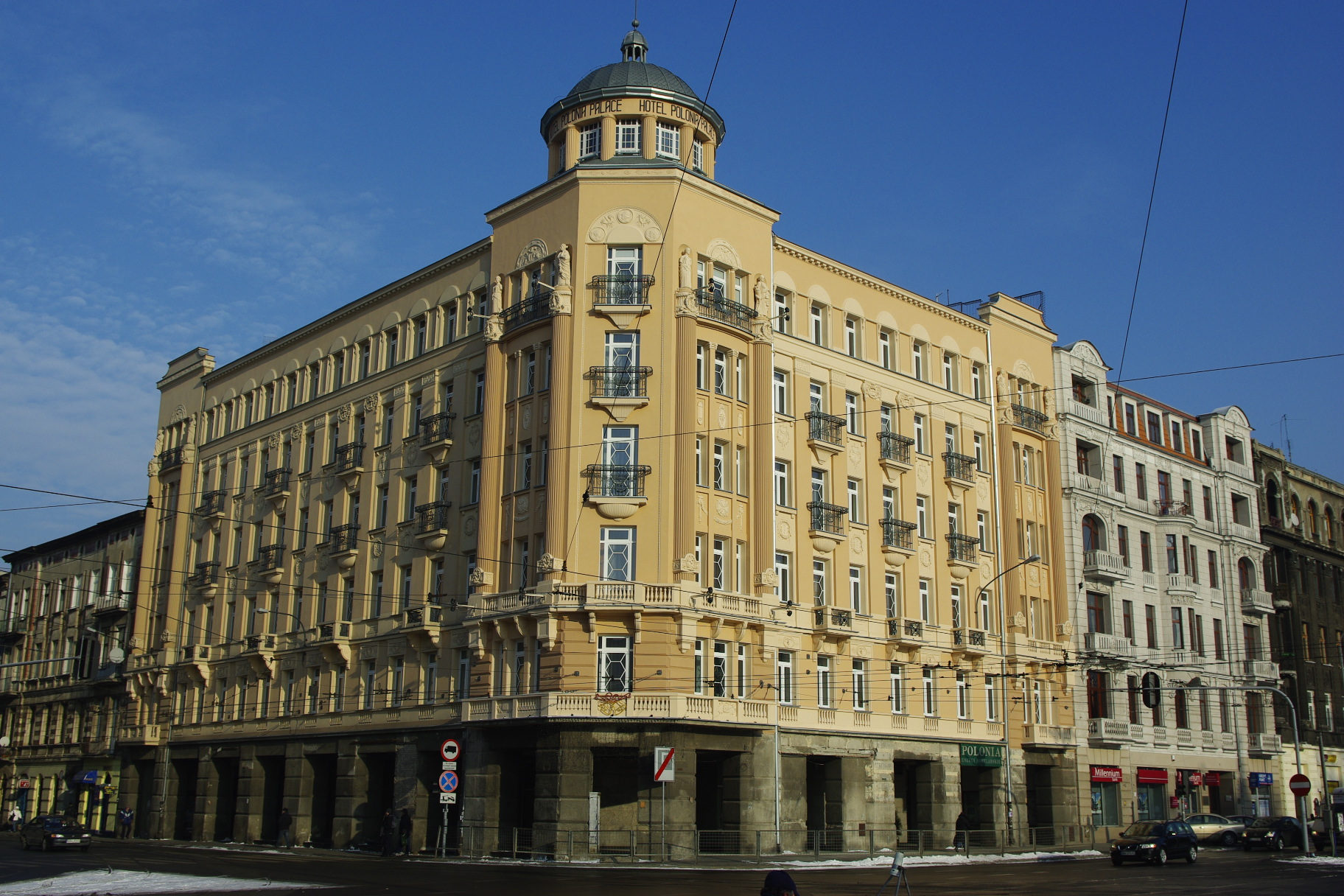
Hotel „Polonia Palast” (styczeń 2009)

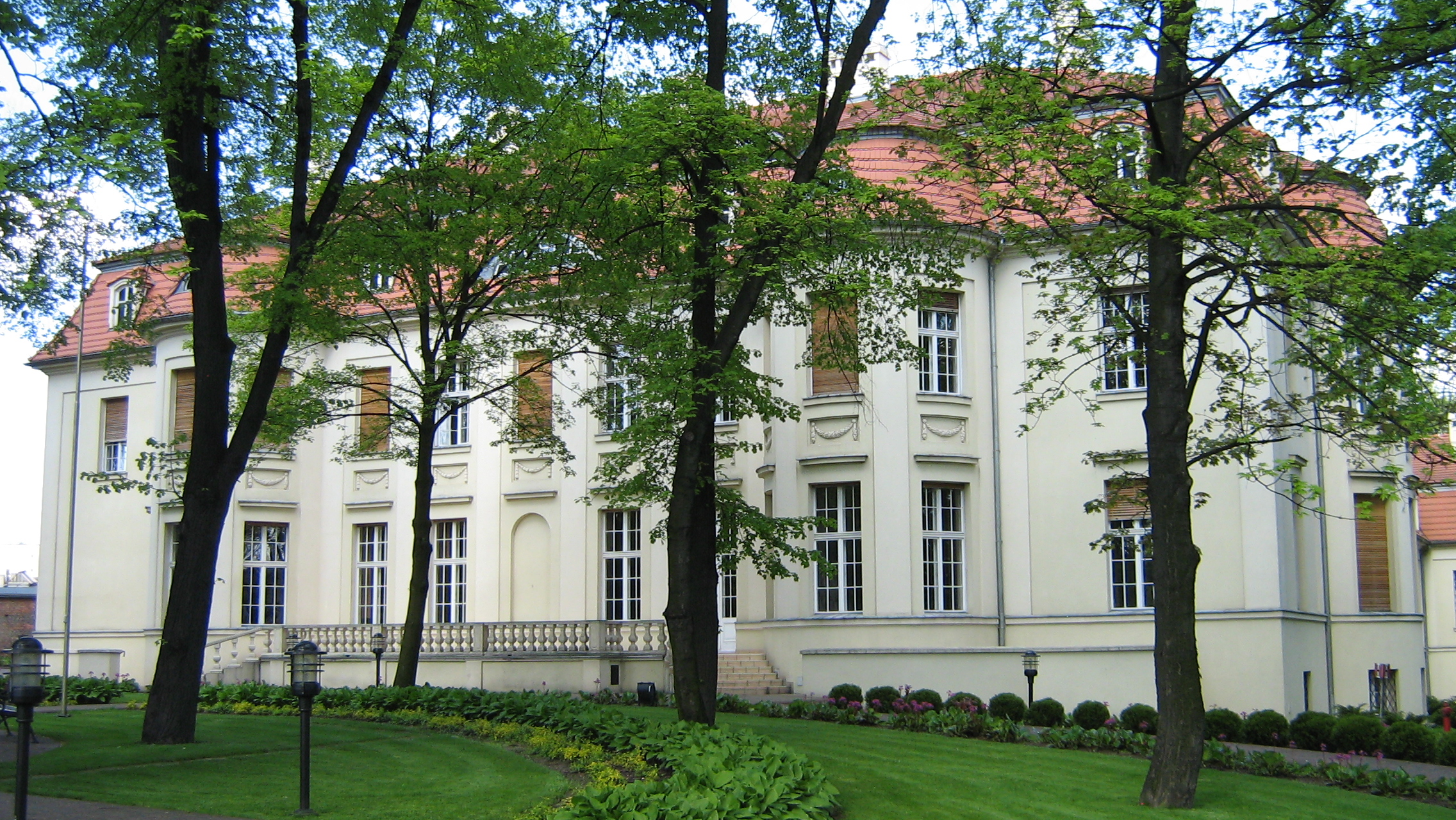
Pałac Alfreda Biedermanna (maj 2008)

- (U)  otwarcie przy ul. Krótkiej (obecnie ul. Traugutta) siedmiopiętrowego hotelu „Savoy”, autorem projektu był architekt Stefan Lemmené. Hotel był najwyższym budynkiem w Łodzi do 1955 r.[402], kiedy to powstał wieżowiec Centrali Tekstylnej (popularnie znany jako wieżowiec telewizji);
- (U)  otwarcie hotelu „Palast” przy ul. Dzielnej 38 (ob. ul. Narutowicza), wybudowanego w latach 1910–1912 według projektu Alberta [?] Günzela, z wystrojem wnętrz autorstwa wrocławianina Rudolfa Kolocha; po wojnie do 2009 r. nosił nazwę „Polonia”;
- (R)  otwarcie (22 grudnia) w Rynku Szpitalnym (ob. pl. Katedralny im. Jana Pawła II) neogotyckiego kościoła katolickiego pw. św. Stanisława Kostki wzniesionego w latach 1901–1912 według projektu spółki „Wende i Zarske” (z pewnymi korektami Józefa Dziekońskiego i Sławomira Odrzywolskiego); w 1922 r. został podniesiony do godności katedry, zaś w 1992 r. uznany archikatedrą;
- (U)  oddanie do użytku modernistycznego pałacu Alfreda Biedermanna przy ul. Franciszkańskiej 1/3, nieopodal skrzyżowania z ulicą Północną; pałac otoczono parkiem o powierzchni ok. 3 ha; rodzina Biedermannów pozostawała właścicielem obiektu do 1945 r.; po wyzwoleniu Łodzi spod okupacji hitlerowskiej pałac stał się miejscem dramatycznych wydarzeń – w obawie przed szykanami ze strony nowych władz samobójstwo popełnił Bruno Biedermann, chwilę po tym jak zastrzelił swoją żonę Luizę i córkę Matyldę; po wojnie w rezydencji umieszczono żłobek, a następnie przedszkole dla mieszczących się obok zakładów przemysłowych; w latach 1998–2003 obiekt przejął Uniwersytet Łódzki przeprowadzając jego gruntowny remont; 16 września 1980 r. pałac wraz z parkiem został wpisany do rejestru zabytków[403];
- (G)  uruchomienie elektrowni wzniesionej w latach 1910–1912 przy ul. św. Emilii (ob. ul. ks. bpa Tymienieckiego 5/7) w stylu secesyjnym według projektu łotewskiego inżyniera Alfreda Frischa dla zakładów Towarzystwa Akcyjnego Manufaktur Bawełnianych Karola Scheiblera; z uwagi na styl była unikalnym obiektem nie tylko w Łodzi, ale i w Polsce; oprócz secesyjnej elewacji posiadała wewnętrzne zdobienia (ozdobne płytki ceramiczne na ścianach i podłodze, żeliwne, zdobione balustrady, pierwszy w Łodzi wylany strop żelbetowy ozdobiony kasetonami i geometryczne witraże w dużych oknach); była wyposażona w dwie turbiny[404][405]. Działała do końca 2006 roku, pierwotnie David Lynch zamierzał zaadaptować ją na studio filmowe, następnie została zakupiona przez firmę z kapitałem australijskim Opal Property Developments; jesienią 2013 roku nakręcono w niej scenę przemówienia młodego Jana Bratka (Maciej Stuhr) do robotników w filmie Obywatel w reż. Jerzego Stuhra; w 2014 roku, z powodu kłopotów finansowych właściciela, została sprzedana na licytacji komorniczej firmie Griffin Group, która nabyła także sąsiednie nieruchomości pofabryczne z zamiarem ich rewitalizacji (budynek elektrowni zaplanowano przeznaczyć na restauracje, kawiarnie i inne punkty gastronomiczne)[405][406]; do sierpnia 2016 roku żadne prace nie zostały podjęte.

### 1913

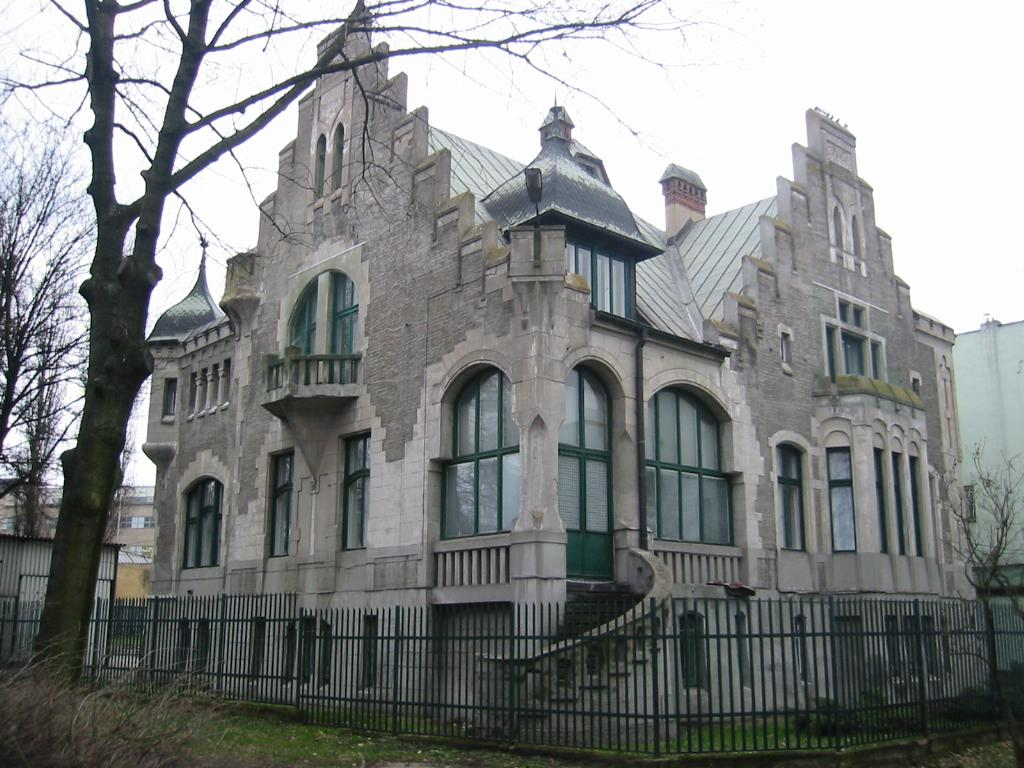
Willa Wilhelma Hüffera
(marzec 2004)

- (K)  koncert Ignacego Jana Paderewskiego (25 marca)[407];
- (T)  przedłużenie (10 października) trasy tramwajowej na ul. Milsza (ob. ul. Kopernika) – doprowadzono ją w pobliże dworca Łódź Kaliska; do ruchu została włączona 20 października[358];
- (U)  oddanie do użytku secesyjnej willi Wilhelma Hüffera przy ul. Wólczańskiej 243; wzniesiony w latach 1910–1913 budynek otaczał ogród fabrykancki (ob. park im. Skrzywana); od 1948 r. pełnił funkcję budynku administracyjnego Zakładów Przemysłu Odzieżowego „Wólczanka”; obiekt ma nieregularną bryłę, czterokondygnacyjną wieżę, mansardowy dach, a we wnętrzu znajduje się duży secesyjny witraż; 20 stycznia 1971 r. willa została wpisana do rejestru zabytków[408].

### 1914

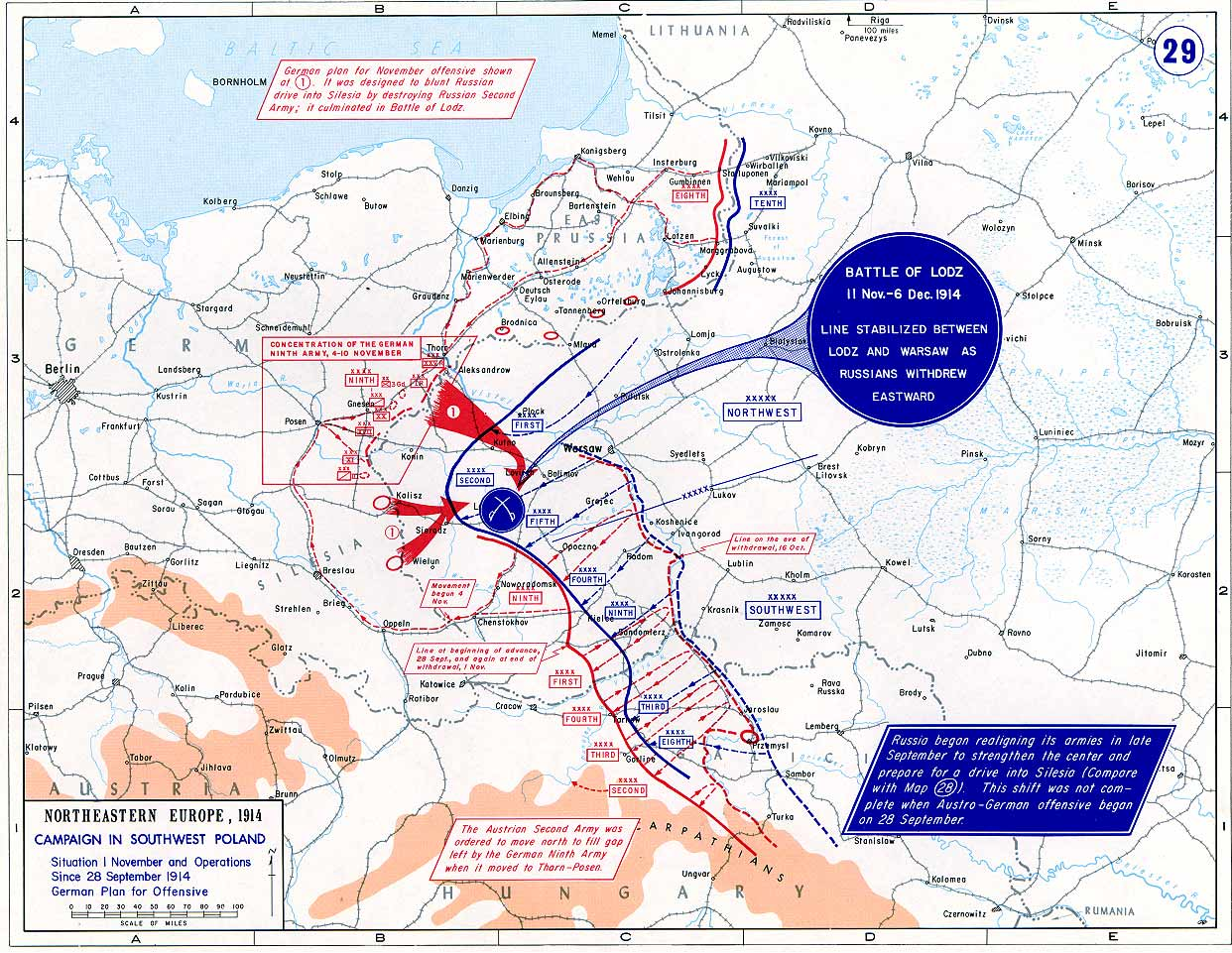
Bitwa pod Łodzią

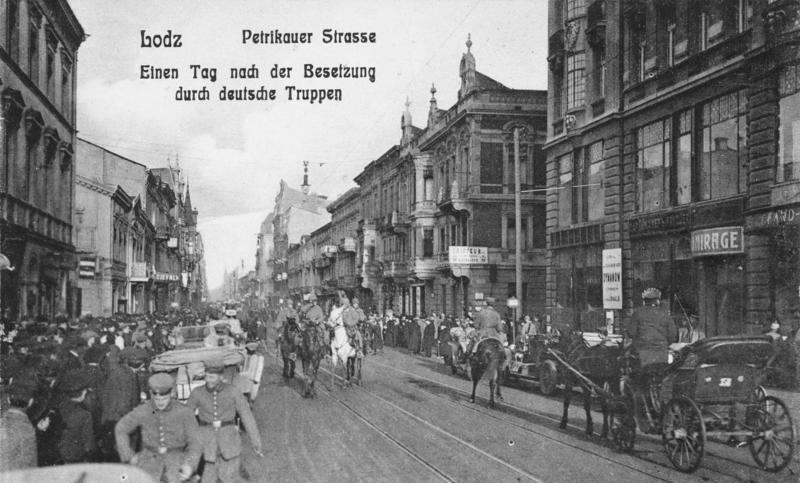
Ulica Piotrkowska, po prawej – hotel „Grand”
(fot. Jakubowski, grudzień 1914)

- (L)  Łódź liczyła 213 564 mieszkańców stałych (477 862 ogółem stałych i niestałych)[41];
- (V)  wizyta Roalda Amundsena (4 lutego) – pierwszego zdobywcy bieguna południowego – na zaproszenie Alliance française[409];
- (Z)  założenie cmentarza rzymskokatolickiego pw. św. Antoniego (cmentarz na Mani); najstarszy zachowany nagrobek nekropolii – Franciszka Suwalskiego – pochodzi z 1916 r.; znajduje się tu także kwatera ze zbiorowymi mogiłami żołnierzy poległych w kampanii wrześniowej – upamiętniający ich obelisk („Bohaterom poległym w obronie Ojczyzny 1939 r.”) położony jest w centralnej części cmentarza;
- (D)  przystąpienie (31 lipca) Łodzi do wojny, ogłoszeniem gubernatora piotrkowskiego Michaiła Jaczewskiego[410];
- (D)  ogłoszenie (2 sierpnia) w mieście i okolicach stanu wojennego, obwieszczeniem naczelnika garnizonu m. Łodzi generał-majora Wasiljewa[410];
- (D)  bitwa pod Łodzią (na przełomie listopada i grudnia) pomiędzy armią niemiecką i rosyjską – jedna z większych operacji wojskowych I wojny światowej na froncie wschodnim; w czasie walk Łódź przemieniła się w olbrzymi szpital – wszystkie większe budynki były zajęte przez rannych, których liczbę (obu stron) obliczano na 35 000;
- (D)  wkroczenie (6 grudnia) wojsk niemieckich do Łodzi[k][411];
- (A)  utworzenie (19 grudnia) Łódzkiego Gubernatorstwa Wojennego, obejmującego Łódź, Zgierz, Łagiewniki, Nowosolną, Andrespol, Rzgów, Pabianice, Janowice, Lutomiersk i Aleksandrów[412];
- (T)  zbudowanie odgałęzienia linii tramwajowej od ul. Dzielnej (ob. ul. Narutowicza) do placu przed dworcem Łódź Fabryczna[356] .

### 1914–18
- (D)  okupacja niemiecka (do 11 listopada 1918); wprowadzenie niemieckiego nazewnictwa ulic, dewastacja fabryk oraz konfiskata surowców i gotowych wyrobów przez wojska niemieckie (w efekcie łódzkie zakłady przemysłowe zostały doprowadzone do ruiny).

Straty przemysłu łódzkiego wskutek niemieckich konfiskat oraz utraty wierzytelności u kupców rosyjskich, należności od rządu carskiego i lokat w bankach rosyjskich sięgnęły ok. 390 mln rubli (dla porównania dochody łódzkiego magistratu wynosiły w 1911 r. 1,2 mln rubli); zerwanie kontaktów z rynkiem rosyjskim, który był głównym odbiorcą łódzkiego przemysłu, sprawiło, że Łódź już nigdy nie osiągnęła tempa rozwoju sprzed 1914 r.

### 1915

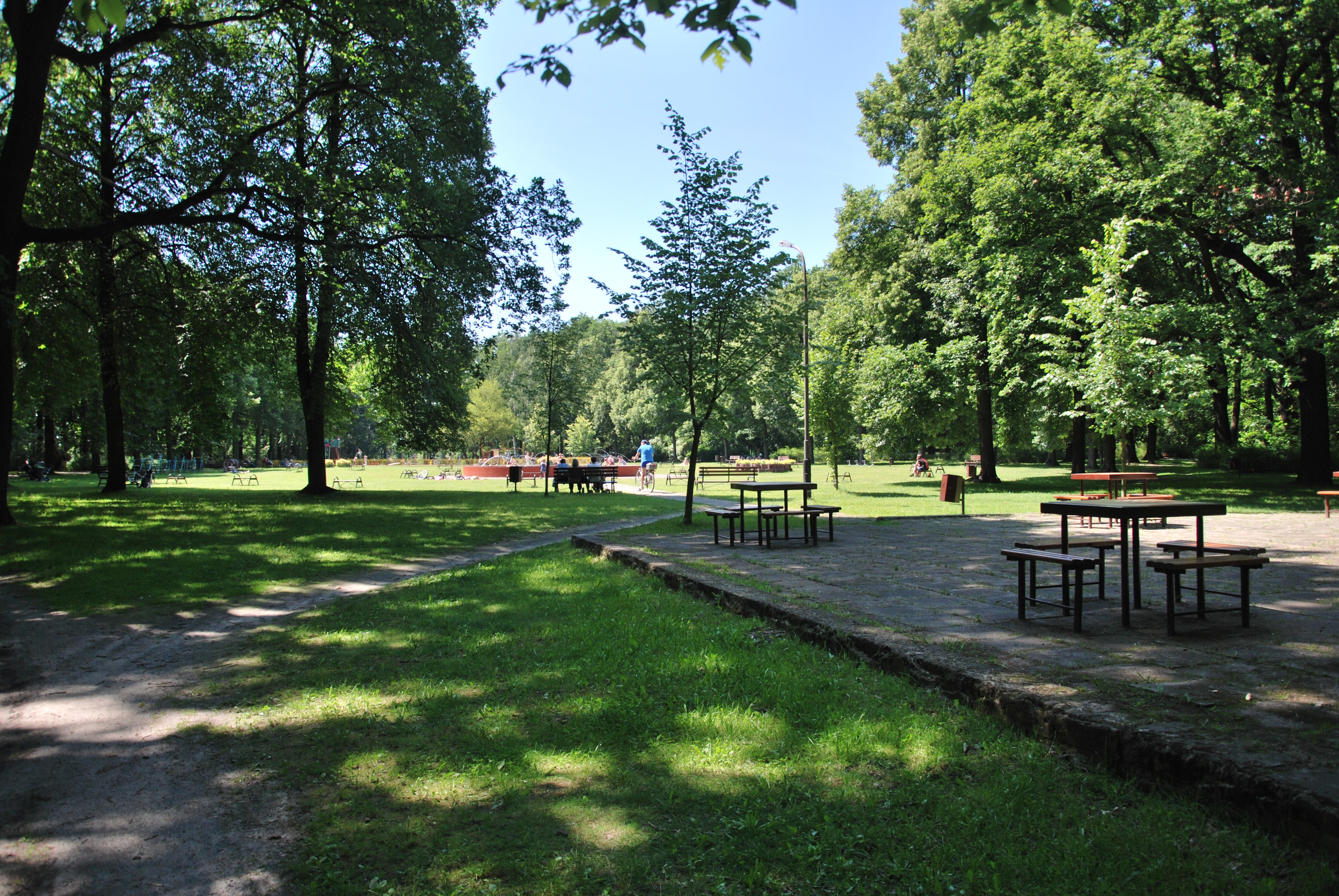
Park 3 Maja (czerwiec 2012)

- (V)  krótki pobyt w Łodzi (8 lutego) cesarza niemieckiego Wilhelma II, który przybył z Berlina na inspekcję 9 Armii nacierającej w kierunku Warszawy;
- (K)  premierowy koncert (17 lutego) Łódzkiej Orkiestry Symfonicznej w Grosses Theater przy ul. Konstantynowskiej 14 (wówczas Konstantiner Straße, ob. ul. Legionów), której założycielem i pierwszym dyrygentem był Tadeusz Mazurkiewicz; to druga po filharmonii warszawskiej najstarsza stała orkiestra symfoniczna na obszarze byłego zaboru rosyjskiego; w 1921 r. Orkiestra przyjęła nazwę „Łódzka Orkiestra Filharmoniczna”; po zakończeniu II wojny światowej działała najpierw jako Miejska Filharmonia, a w latach 1947–1953 jako Łódzka Orkiestra Symfoniczna Spółdzielnia Pracy w Łodzi (później Państwowa Filharmonia, obecnie Filharmonia Łódzka im. Artura Rubinsteina);
- (M)  otwarcie (28 kwietnia) Pierwszego Miejskiego Zakładu Kąpielowego na rogu ulic Północnej i Wolborskiej (wówczas róg Nordstraße i Wolborzerstraße)[l]; władze Łodzi wprowadziły przymus kąpieli, by zapobiec rozwojowi epidemii tyfusu plamistego; także w kwietniu otwarto Miejską Kamerę Dezynfekcyjną przy ul. Łąkowej 27 (wówczas Wiesenstraße), a 14 maja – Pierwszy Miejski Dom Izolacyjny (na Rokiciu), później przeniesiony na ul. Łąkową 40, a od stycznia 1916 r. na ul. Zakątną 44 (wówczas Im Winkel, ob. ul. Pogonowskiego)[413];
- (A)  powiększenie (18 sierpnia) przez Niemców obszaru miasta o Bałuty (liczące ok. 100 tys. mieszkańców), Widzew, Radogoszcz, Żabieniec, Zarzew, Dąbrowę, Chojny i pozostałą część Rokicia. Obszar miasta powiększył się o 1922 ha, osiągając wielkość 5875 ha[373];
- (Z)  założenie parku im. Konstytucji 3 Maja [inne źródła podają 1919 r.[68]] na Polesiu Widzewskim przy ul. Zagajnikowej (ob. ul. Kopcińskiego); oddany do użytku publicznego w 1922 r.[414] park (powierzchnia 23,2 ha) powstał według projektu konkursowego Leona Kołaczkowskiego i jest pozostałością po lesie miejskim, stanowiącym w przeszłości element Puszczy Łódzkiej; w 1931 r. ogrodnik-architekt, Stefan Rogowicz, zaprojektował w parku nowoczesny ogródek jordanowski i plac zabaw dla młodzieży szkolnej (na zakończenie okresu wakacyjnego urządzano tu zwykle popisy gimnastyczne, ćwiczenia pokazowe z chorągiewkami, malownicze korowody); wschodnia część parku do dziś zachowała leśny charakter, ze znacznym udziałem dębów i grabów; dwa drzewa uznano za pomniki przyrody; 6 czerwca 2014 r. park został wpisany do rejestru zabytków[65][68].

### 1916
- (M)  otwarcie (15 lutego) Drugiego Miejskiego Domu Izolacyjnego przy ul. Karola 28 (wówczas Karlstraße, ob. ul. Żwirki) dla osób z otoczenia chorych na tyfus plamisty, ospę i drętwicę[414];
- (V)  wizyta króla Saksonii Fryderyka Augusta III (15 lutego);
- (A)  nadanie Łodzi (1 marca) statusu miasta powiatowego[414];
- (D)  utworzenie (w październiku) Zivil Arbeiterbatallion 23, do którego wcielono pod przymusem ok. 2,5 tys. bezrobotnych; zostali oni wysłani do Prus Wschodnich, gdzie zimą budowali linię kolejową[415].

### 1917
- (E)  otwarcie (11 października) przy ul. Piotrkowskiej 150 (wówczas Petrikauer Straße) pierwszej w Łodzi biblioteki publicznej. W 1918 bibliotekę przeniesiono do budynku przy ul. św. Andrzeja 14 (ob. ul. Struga). Obecnie jest to Wojewódzka Biblioteka Publiczna im. Marszałka Józefa Piłsudskiego przy ul. Gdańskiej 100/102[416].

### 1918
- (D)  rozbrajanie Niemców, ostatni dzień okupacji miasta (11 listopada); Łódź po 125 latach niewoli stała się wolna od zaborców.

Rozpoczęcie rozbrajania patroli niemieckich przez mieszkańców Łodzi nastąpiło 11 listopada po południu. Największa potyczka wydarzyła się na Nowym Rynku (ob. pl. Wolności), gdzie grupa polskich bojowników z różnych partii w drodze do koszar przy ul. Konstantynowskiej (ob. ul. Legionów) została niespodziewanie ostrzelana przez żołnierzy niemieckich. W czasie tej potyczki padły ofiary po obu stronach. Około godziny 22:00 zdobyto po szturmach dwa łódzkie dworce: Kaliski i Fabryczny. Polacy nie tylko odzyskali kontrolę nad węzłem komunikacyjnym, ale także przejęli znaczne zapasy broni. Zawarcie rozejmu pomiędzy stroną polską a niemiecką nastąpiło po północy – 12 listopada. Ostatni transport niemieckich żołnierzy opuścił Łódź 20 listopada.
>> Przejdź bezpośrednio do kolejnych wydarzeń >>

## Zmiany statusu Łodzi
| Okres     | Państwo | Państwo           | Zwierzchność                      | Jednostka administracyjna                | Status miasta |
| --------- | ------- | ----------------- | --------------------------------- | ---------------------------------------- | ------------- |
| 1816–1837 |         | Królestwo Polskie | Imperium Rosyjskie                | województwo mazowieckie, powiat zgierski | Miasto Łódź   |
| 1837–1844 |         | Królestwo Polskie | Imperium Rosyjskie                | gubernia mazowiecka, powiat zgierski     | Miasto Łódź   |
| 1845–1867 |         | Królestwo Polskie | Imperium Rosyjskie                | gubernia warszawska, powiat łęczycki     | Miasto Łódź   |
| 1867–1916 |         | Królestwo Polskie | Imperium Rosyjskie                | gubernia piotrkowska, powiat łódzki      | Miasto Łódź   |
| 1916–1918 |         | Królestwo Polskie | II Rzesza Niemiecka, Austro-Węgry | gubernia piotrkowska, powiat łódzki      | Miasto Łódź   |